# 2017
Portal Geschichte | Portal Biografien | Aktuelle Ereignisse | Jahreskalender | Tagesartikel

◄ |
20. Jahrhundert |
21. Jahrhundert

◄ |
1980er |
1990er |
2000er |
2010er
| 2020er | 2030er | 2040er

◄◄ |
◄ |
2013 |
2014 |
2015 |
2016 |
2017
| 2018 | 2019 | 2020 | 2021 | ► | ►►
 Jan.
| Feb.
| Mär.
| Apr.
| Mai
| Jun.
| Jul.
| Aug.
| Sep.
| Okt.
| Nov.
| Dez.
Staatsoberhäupter · Wahlen · Nekrolog  · Literaturjahr · Musikjahr · Filmjahr · Rundfunkjahr · Sportjahr
| Januar | Januar | Januar | Januar | Januar | Januar | Januar | Januar |
| Kw     | Mo     | Di     | Mi     | Do     | Fr     | Sa     | So     |
| ------ | ------ | ------ | ------ | ------ | ------ | ------ | ------ |
| 52     |        |        |        |        |        |        | 1      |
| 1      | 2      | 3      | 4      | 5      | 6      | 7      | 8      |
| 2      | 9      | 10     | 11     | 12     | 13     | 14     | 15     |
| 3      | 16     | 17     | 18     | 19     | 20     | 21     | 22     |
| 4      | 23     | 24     | 25     | 26     | 27     | 28     | 29     |
| 5      | 30     | 31     |        |        |        |        |        |

| Februar | Februar | Februar | Februar | Februar | Februar | Februar | Februar |
| Kw      | Mo      | Di      | Mi      | Do      | Fr      | Sa      | So      |
| ------- | ------- | ------- | ------- | ------- | ------- | ------- | ------- |
| 5       |         |         | 1       | 2       | 3       | 4       | 5       |
| 6       | 6       | 7       | 8       | 9       | 10      | 11      | 12      |
| 7       | 13      | 14      | 15      | 16      | 17      | 18      | 19      |
| 8       | 20      | 21      | 22      | 23      | 24      | 25      | 26      |
| 9       | 27      | 28      |         |         |         |         |         |

| März | März | März | März | März | März | März | März |
| Kw   | Mo   | Di   | Mi   | Do   | Fr   | Sa   | So   |
| ---- | ---- | ---- | ---- | ---- | ---- | ---- | ---- |
| 9    |      |      | 1    | 2    | 3    | 4    | 5    |
| 10   | 6    | 7    | 8    | 9    | 10   | 11   | 12   |
| 11   | 13   | 14   | 15   | 16   | 17   | 18   | 19   |
| 12   | 20   | 21   | 22   | 23   | 24   | 25   | 26   |
| 13   | 27   | 28   | 29   | 30   | 31   |      |      |

| April | April | April | April | April | April | April | April |
| Kw    | Mo    | Di    | Mi    | Do    | Fr    | Sa    | So    |
| ----- | ----- | ----- | ----- | ----- | ----- | ----- | ----- |
| 13    |       |       |       |       |       | 1     | 2     |
| 14    | 3     | 4     | 5     | 6     | 7     | 8     | 9     |
| 15    | 10    | 11    | 12    | 13    | 14    | 15    | 16    |
| 16    | 17    | 18    | 19    | 20    | 21    | 22    | 23    |
| 17    | 24    | 25    | 26    | 27    | 28    | 29    | 30    |

| Mai | Mai | Mai | Mai | Mai | Mai | Mai | Mai |
| Kw  | Mo  | Di  | Mi  | Do  | Fr  | Sa  | So  |
| --- | --- | --- | --- | --- | --- | --- | --- |
| 18  | 1   | 2   | 3   | 4   | 5   | 6   | 7   |
| 19  | 8   | 9   | 10  | 11  | 12  | 13  | 14  |
| 20  | 15  | 16  | 17  | 18  | 19  | 20  | 21  |
| 21  | 22  | 23  | 24  | 25  | 26  | 27  | 28  |
| 22  | 29  | 30  | 31  |     |     |     |     |

| Juni | Juni | Juni | Juni | Juni | Juni | Juni | Juni |
| Kw   | Mo   | Di   | Mi   | Do   | Fr   | Sa   | So   |
| ---- | ---- | ---- | ---- | ---- | ---- | ---- | ---- |
| 22   |      |      |      | 1    | 2    | 3    | 4    |
| 23   | 5    | 6    | 7    | 8    | 9    | 10   | 11   |
| 24   | 12   | 13   | 14   | 15   | 16   | 17   | 18   |
| 25   | 19   | 20   | 21   | 22   | 23   | 24   | 25   |
| 26   | 26   | 27   | 28   | 29   | 30   |      |      |

| Juli | Juli | Juli | Juli | Juli | Juli | Juli | Juli |
| Kw   | Mo   | Di   | Mi   | Do   | Fr   | Sa   | So   |
| ---- | ---- | ---- | ---- | ---- | ---- | ---- | ---- |
| 26   |      |      |      |      |      | 1    | 2    |
| 27   | 3    | 4    | 5    | 6    | 7    | 8    | 9    |
| 28   | 10   | 11   | 12   | 13   | 14   | 15   | 16   |
| 29   | 17   | 18   | 19   | 20   | 21   | 22   | 23   |
| 30   | 24   | 25   | 26   | 27   | 28   | 29   | 30   |
| 31   | 31   |      |      |      |      |      |      |

| August | August | August | August | August | August | August | August |
| Kw     | Mo     | Di     | Mi     | Do     | Fr     | Sa     | So     |
| ------ | ------ | ------ | ------ | ------ | ------ | ------ | ------ |
| 31     |        | 1      | 2      | 3      | 4      | 5      | 6      |
| 32     | 7      | 8      | 9      | 10     | 11     | 12     | 13     |
| 33     | 14     | 15     | 16     | 17     | 18     | 19     | 20     |
| 34     | 21     | 22     | 23     | 24     | 25     | 26     | 27     |
| 35     | 28     | 29     | 30     | 31     |        |        |        |

| September | September | September | September | September | September | September | September |
| Kw        | Mo        | Di        | Mi        | Do        | Fr        | Sa        | So        |
| --------- | --------- | --------- | --------- | --------- | --------- | --------- | --------- |
| 35        |           |           |           |           | 1         | 2         | 3         |
| 36        | 4         | 5         | 6         | 7         | 8         | 9         | 10        |
| 37        | 11        | 12        | 13        | 14        | 15        | 16        | 17        |
| 38        | 18        | 19        | 20        | 21        | 22        | 23        | 24        |
| 39        | 25        | 26        | 27        | 28        | 29        | 30        |           |

| Oktober | Oktober | Oktober | Oktober | Oktober | Oktober | Oktober | Oktober |
| Kw      | Mo      | Di      | Mi      | Do      | Fr      | Sa      | So      |
| ------- | ------- | ------- | ------- | ------- | ------- | ------- | ------- |
| 39      |         |         |         |         |         |         | 1       |
| 40      | 2       | 3       | 4       | 5       | 6       | 7       | 8       |
| 41      | 9       | 10      | 11      | 12      | 13      | 14      | 15      |
| 42      | 16      | 17      | 18      | 19      | 20      | 21      | 22      |
| 43      | 23      | 24      | 25      | 26      | 27      | 28      | 29      |
| 44      | 30      | 31      |         |         |         |         |         |

| November | November | November | November | November | November | November | November |
| Kw       | Mo       | Di       | Mi       | Do       | Fr       | Sa       | So       |
| -------- | -------- | -------- | -------- | -------- | -------- | -------- | -------- |
| 44       |          |          | 1        | 2        | 3        | 4        | 5        |
| 45       | 6        | 7        | 8        | 9        | 10       | 11       | 12       |
| 46       | 13       | 14       | 15       | 16       | 17       | 18       | 19       |
| 47       | 20       | 21       | 22       | 23       | 24       | 25       | 26       |
| 48       | 27       | 28       | 29       | 30       |          |          |          |

| Dezember | Dezember | Dezember | Dezember | Dezember | Dezember | Dezember | Dezember |
| Kw       | Mo       | Di       | Mi       | Do       | Fr       | Sa       | So       |
| -------- | -------- | -------- | -------- | -------- | -------- | -------- | -------- |
| 48       |          |          |          |          | 1        | 2        | 3        |
| 49       | 4        | 5        | 6        | 7        | 8        | 9        | 10       |
| 50       | 11       | 12       | 13       | 14       | 15       | 16       | 17       |
| 51       | 18       | 19       | 20       | 21       | 22       | 23       | 24       |
| 52       | 25       | 26       | 27       | 28       | 29       | 30       | 31       |

| Januar | Januar | Januar | Januar | Januar | Januar | Januar | Januar |
| Kw     | Mo     | Di     | Mi     | Do     | Fr     | Sa     | So     |
| ------ | ------ | ------ | ------ | ------ | ------ | ------ | ------ |
| 52     |        |        |        |        |        |        | 1      |
| 1      | 2      | 3      | 4      | 5      | 6      | 7      | 8      |
| 2      | 9      | 10     | 11     | 12     | 13     | 14     | 15     |
| 3      | 16     | 17     | 18     | 19     | 20     | 21     | 22     |
| 4      | 23     | 24     | 25     | 26     | 27     | 28     | 29     |
| 5      | 30     | 31     |        |        |        |        |        |

| Februar | Februar | Februar | Februar | Februar | Februar | Februar | Februar |
| Kw      | Mo      | Di      | Mi      | Do      | Fr      | Sa      | So      |
| ------- | ------- | ------- | ------- | ------- | ------- | ------- | ------- |
| 5       |         |         | 1       | 2       | 3       | 4       | 5       |
| 6       | 6       | 7       | 8       | 9       | 10      | 11      | 12      |
| 7       | 13      | 14      | 15      | 16      | 17      | 18      | 19      |
| 8       | 20      | 21      | 22      | 23      | 24      | 25      | 26      |
| 9       | 27      | 28      |         |         |         |         |         |

| März | März | März | März | März | März | März | März |
| Kw   | Mo   | Di   | Mi   | Do   | Fr   | Sa   | So   |
| ---- | ---- | ---- | ---- | ---- | ---- | ---- | ---- |
| 9    |      |      | 1    | 2    | 3    | 4    | 5    |
| 10   | 6    | 7    | 8    | 9    | 10   | 11   | 12   |
| 11   | 13   | 14   | 15   | 16   | 17   | 18   | 19   |
| 12   | 20   | 21   | 22   | 23   | 24   | 25   | 26   |
| 13   | 27   | 28   | 29   | 30   | 31   |      |      |

| April | April | April | April | April | April | April | April |
| Kw    | Mo    | Di    | Mi    | Do    | Fr    | Sa    | So    |
| ----- | ----- | ----- | ----- | ----- | ----- | ----- | ----- |
| 13    |       |       |       |       |       | 1     | 2     |
| 14    | 3     | 4     | 5     | 6     | 7     | 8     | 9     |
| 15    | 10    | 11    | 12    | 13    | 14    | 15    | 16    |
| 16    | 17    | 18    | 19    | 20    | 21    | 22    | 23    |
| 17    | 24    | 25    | 26    | 27    | 28    | 29    | 30    |

| Mai | Mai | Mai | Mai | Mai | Mai | Mai | Mai |
| Kw  | Mo  | Di  | Mi  | Do  | Fr  | Sa  | So  |
| --- | --- | --- | --- | --- | --- | --- | --- |
| 18  | 1   | 2   | 3   | 4   | 5   | 6   | 7   |
| 19  | 8   | 9   | 10  | 11  | 12  | 13  | 14  |
| 20  | 15  | 16  | 17  | 18  | 19  | 20  | 21  |
| 21  | 22  | 23  | 24  | 25  | 26  | 27  | 28  |
| 22  | 29  | 30  | 31  |     |     |     |     |

| Juni | Juni | Juni | Juni | Juni | Juni | Juni | Juni |
| Kw   | Mo   | Di   | Mi   | Do   | Fr   | Sa   | So   |
| ---- | ---- | ---- | ---- | ---- | ---- | ---- | ---- |
| 22   |      |      |      | 1    | 2    | 3    | 4    |
| 23   | 5    | 6    | 7    | 8    | 9    | 10   | 11   |
| 24   | 12   | 13   | 14   | 15   | 16   | 17   | 18   |
| 25   | 19   | 20   | 21   | 22   | 23   | 24   | 25   |
| 26   | 26   | 27   | 28   | 29   | 30   |      |      |

| Juli | Juli | Juli | Juli | Juli | Juli | Juli | Juli |
| Kw   | Mo   | Di   | Mi   | Do   | Fr   | Sa   | So   |
| ---- | ---- | ---- | ---- | ---- | ---- | ---- | ---- |
| 26   |      |      |      |      |      | 1    | 2    |
| 27   | 3    | 4    | 5    | 6    | 7    | 8    | 9    |
| 28   | 10   | 11   | 12   | 13   | 14   | 15   | 16   |
| 29   | 17   | 18   | 19   | 20   | 21   | 22   | 23   |
| 30   | 24   | 25   | 26   | 27   | 28   | 29   | 30   |
| 31   | 31   |      |      |      |      |      |      |

| August | August | August | August | August | August | August | August |
| Kw     | Mo     | Di     | Mi     | Do     | Fr     | Sa     | So     |
| ------ | ------ | ------ | ------ | ------ | ------ | ------ | ------ |
| 31     |        | 1      | 2      | 3      | 4      | 5      | 6      |
| 32     | 7      | 8      | 9      | 10     | 11     | 12     | 13     |
| 33     | 14     | 15     | 16     | 17     | 18     | 19     | 20     |
| 34     | 21     | 22     | 23     | 24     | 25     | 26     | 27     |
| 35     | 28     | 29     | 30     | 31     |        |        |        |

| September | September | September | September | September | September | September | September |
| Kw        | Mo        | Di        | Mi        | Do        | Fr        | Sa        | So        |
| --------- | --------- | --------- | --------- | --------- | --------- | --------- | --------- |
| 35        |           |           |           |           | 1         | 2         | 3         |
| 36        | 4         | 5         | 6         | 7         | 8         | 9         | 10        |
| 37        | 11        | 12        | 13        | 14        | 15        | 16        | 17        |
| 38        | 18        | 19        | 20        | 21        | 22        | 23        | 24        |
| 39        | 25        | 26        | 27        | 28        | 29        | 30        |           |

| Oktober | Oktober | Oktober | Oktober | Oktober | Oktober | Oktober | Oktober |
| Kw      | Mo      | Di      | Mi      | Do      | Fr      | Sa      | So      |
| ------- | ------- | ------- | ------- | ------- | ------- | ------- | ------- |
| 39      |         |         |         |         |         |         | 1       |
| 40      | 2       | 3       | 4       | 5       | 6       | 7       | 8       |
| 41      | 9       | 10      | 11      | 12      | 13      | 14      | 15      |
| 42      | 16      | 17      | 18      | 19      | 20      | 21      | 22      |
| 43      | 23      | 24      | 25      | 26      | 27      | 28      | 29      |
| 44      | 30      | 31      |         |         |         |         |         |

| November | November | November | November | November | November | November | November |
| Kw       | Mo       | Di       | Mi       | Do       | Fr       | Sa       | So       |
| -------- | -------- | -------- | -------- | -------- | -------- | -------- | -------- |
| 44       |          |          | 1        | 2        | 3        | 4        | 5        |
| 45       | 6        | 7        | 8        | 9        | 10       | 11       | 12       |
| 46       | 13       | 14       | 15       | 16       | 17       | 18       | 19       |
| 47       | 20       | 21       | 22       | 23       | 24       | 25       | 26       |
| 48       | 27       | 28       | 29       | 30       |          |          |          |

| Dezember | Dezember | Dezember | Dezember | Dezember | Dezember | Dezember | Dezember |
| Kw       | Mo       | Di       | Mi       | Do       | Fr       | Sa       | So       |
| -------- | -------- | -------- | -------- | -------- | -------- | -------- | -------- |
| 48       |          |          |          |          | 1        | 2        | 3        |
| 49       | 4        | 5        | 6        | 7        | 8        | 9        | 10       |
| 50       | 11       | 12       | 13       | 14       | 15       | 16       | 17       |
| 51       | 18       | 19       | 20       | 21       | 22       | 23       | 24       |
| 52       | 25       | 26       | 27       | 28       | 29       | 30       | 31       |

International war das Jahr durch den Amtsantritt von Donald Trump als 45. Präsident der Vereinigten Staaten von Amerika und durch mehrere terroristische Anschläge in verschiedenen Städten und Ländern weltweit geprägt. Auf europäischer Ebene führte der anlaufende Austrittsprozess zum EU-Austritt des Vereinigten Königreichs zu zäh verlaufenden Verhandlungen. Für Deutschland war 2017 durch den Amtsantritt von Frank-Walter Steinmeier als neuer Bundespräsident, den Beschluss zur Einführung der „Ehe für alle“ im deutschen Bundestag, den in Hamburg stattgefundenen G20-Gipfel sowie durch den zunächst scheiternden Versuch einer Regierungsbildung nach der Bundestagswahl im September geprägt. In Österreich prägte das Jahr 2017 zuerst die Angelobung von Alexander Van der Bellen als Bundespräsident sowie anschließend die vorgezogene Nationalratswahl und die Angelobung der neuen Bundesregierung Kurz I.

## Ereignisse

### Politik und Weltgeschehen
- 01. Januar: António Guterres wird Generalsekretär der Vereinten Nationen.
- 01. Januar: Malta übernimmt die EU-Ratspräsidentschaft.
- 01. Januar: Österreich übernimmt die Präsidentschaft der Organisation für Sicherheit und Zusammenarbeit in Europa (OSZE).
- 01. Januar: Doris Leuthard tritt turnusgemäß das Amt der Schweizer Bundespräsidentin an.
- 17. Januar: Das Bundesverfassungsgericht lehnt ein Verbot der NPD erneut ab.
- 17. Januar: Antonio Tajani wird als Nachfolger von Martin Schulz zum Präsidenten des Europäischen Parlaments gewählt.
- 20. Januar: Amtseinführung von Donald Trump als 45. Präsident der Vereinigten Staaten
- 21. Januar: Women’s March on Washington
- 21. Januar: Wir haben es satt! – Demonstration aus Anlass der Internationalen Grünen Woche in Berlin
- 26. Januar: Alexander Van der Bellen wird als österreichischer Bundespräsident angelobt.
- seit dem 31. Januar: Proteste in Rumänien 2017
- 05. Februar: Landtagswahl in Liechtenstein
- 12. Februar: Wahl von Frank-Walter Steinmeier zum deutschen Bundespräsidenten
- 17. – 19. Februar: Münchner Sicherheitskonferenz
- 21./22. Februar: 20. Europäischer Polizeikongress in Berlin
- 02. März: Vorgezogene Neuwahlen in Nordirland
- 09. März: Gegen den Widerstand Polens wird Donald Tusk für eine weitere Amtszeit als Präsident des Europäischen Rates bestätigt.
- 10. März: Die südkoreanische Präsidentin Park Geun-hye wird durch das Verfassungsgericht ihres Amtes enthoben, aufgrund eines Korruptionsskandals. Der Entscheidung gingen wochenlange Demonstrationen in der Bevölkerung und Parks Suspendierung voran.
- 15. März: Parlamentswahl in den Niederlanden
- 19. März: Martin Schulz wird auf einem SPD-Parteitag ohne Gegenstimmen zum Bundesvorsitzenden und Kanzlerkandidaten der SPD für die Bundestagswahl 2017 gewählt.
- 25. März: Feier 60 Jahre Römische Verträge in Rom
- 26. März: Landtagswahl im Saarland und im selben Jahr in Nordrhein-Westfalen, in Niedersachsen und in Schleswig-Holstein
- 29. März: Erklärung des Austritts des Vereinigten Königreichs aus der Europäischen Union gemäß Artikel 50
- 02. April: Präsidentschaftswahl in Serbien
- 07. April: Im Bürgerkrieg in Syrien erfolgt ein völkerrechtswidriger Luftangriff auf den Militärflugplatz asch-Schaʿirat durch die USA.
- 16. April: Durch das umstrittene Ergebnis eines Verfassungsreferendums werden die zukünftigen Befugnisse des Präsidenten in der Türkei wesentlich ausgebaut.
- 22. April: March for Science in Washington, D.C.
- 23. April und 7. Mai: Präsidentschaftswahl in Frankreich. In der Stichwahl setzt sich Emmanuel Macron gegen Marine Le Pen durch.
- 26. – 29. April: 30. ASEAN-Gipfel in Metro Manila, Philippinen
- 09. Mai: Präsidentschaftswahl in Südkorea
- 19. Mai: Präsidentschaftswahl im Iran
- 24./25. Mai: NATO-Gipfel in Brüssel
- 26./27. Mai: G7-Gipfel in Taormina, Italien
- 01. Juni: US-Präsident Donald Trump kündigt den Austritt der USA aus dem Pariser Klimaschutzabkommen an.
- 05. Juni: Montenegro wird 29. Mitgliedstaat der NATO.
- 07./8. Juni: Gipfeltreffen der Shanghaier Organisation für Zusammenarbeit in Astana, Kasachstan
- 08. Juni: Vorgezogene Parlamentswahl im Vereinigten Königreich
- 11. und 18. Juni: Parlamentswahl in Frankreich
- 22. Juni: Die nach dem ehemaligen Strafrechtsparagraphen 175 in der Bundesrepublik Deutschland verurteilten Männer werden durch die Aufhebung der Urteile vom Bundestag rehabilitiert.
- 30. Juni: Der Deutsche Bundestag beschließt die Einführung der „Ehe für alle“.
- 01. Juli: Estland übernimmt die EU-Ratspräsidentschaft.
- 07./8. Juli: G20-Gipfel in Hamburg
- 09. Juli: Abschlusskundgebung des Gerechtigkeitsmarschs in der Türkei
- 17. Juli: Präsidentschaftswahl in Indien
- 12. August: Hanfparade in Berlin
- 03. September: Kernwaffentest in Nordkorea; im folgenden Monat wird der Nobelpreis für Frieden an die Internationale Kampagne zur Abschaffung von Atomwaffen verliehen.
- 11. September: Parlamentswahl in Norwegen
- 24. September: Bundestagswahl in Deutschland
- 25. September: Unabhängigkeitsreferendum in Irakisch-Kurdistan
- 01. Oktober: Unabhängigkeitsreferendum in Katalonien; etwa 900 Menschen werden dabei, überwiegend durch Polizeigewalt, verletzt.
- 15. Oktober: Vorgezogene Parlamentswahl in Österreich; im Vorfeld der Wahl kommt es zur sog. „Silberstein-Affäre“.
- 18. – 24. Oktober: 19. Parteitag der Kommunistischen Partei Chinas in Peking
- 19. Oktober: Der polnische Chemiker Piotr Szczęsny übergießt sich aus Protest gegen die PiS-Regierung vor dem Warschauer Kulturpalast mit einer brennbaren Flüssigkeit und setzte sich selbst in Flammen; zehn Tage später erliegt er seinen Verletzungen.
- 20./21. Oktober: Parlamentswahl in Tschechien. Die Partei ANO des Unternehmers Andrej Babiš erhält die meisten Stimmen.
- Oktober: Öffnung von mehr als 2800 (aber nicht aller) der bisher unter Verschluss gehaltenen Akten zur Ermordung des US-Präsidenten John F. Kennedy (Attentat auf John F. Kennedy)
- 27./28. Oktober: Im Rahmen der Katalonien-Krise wird die katalanische Regionalregierung von der spanischen Zentralregierung für abgesetzt erklärt und es werden von der Zentralregierung Neuwahlen zum katalanischen Regionalparlament für den 21. Dezember 2017 angekündigt.
- 06. – 17. November: UN-Klimakonferenz in Bonn
- 10./11. November: 29. Gipfeltreffen der Asiatisch-Pazifischen Wirtschaftsgemeinschaft (APEC) in Đà Nẵng, Vietnam
- 12. November: Parlamentswahl in Äquatorialguinea 2017
- 13./14. November: 31. ASEAN-Gipfel in Pampanga, Philippinen
- 19. November: In Deutschland scheitern mehrwöchige Sondierungsgespräche zur Bildung einer „Jamaika-Koalition“.
- 21. November: In Simbabwe erklärt der langjährige Präsident Robert Mugabe seinen Amtsverzicht, nachdem es wenige Tage zuvor einen Militärputsch gegen ihn gegeben hatte.
- 22. November: Ratko Mladić wird vom UN-Kriegsverbrechertribunal wegen Völkermords, Kriegsverbrechen und Verbrechen gegen die Menschlichkeit während des Bosnienkriegs zu einer lebenslangen Freiheitsstrafe verurteilt.
- 06. Dezember: Wahl von Alain Berset zum Bundespräsidenten in der Schweiz für das Kalenderjahr 2018
- 11. – 14. Dezember: 11. Ministerkonferenz der Welthandelsorganisation (WTO) in Buenos Aires, Argentinien
- 12. Dezember: One Planet Summit nahe Paris
- 12. Dezember: Durch den Verlust eines Sitzes bei einer Nachwahl in Alabama verringert sich die Mehrheit der Republikaner im US-Senat auf eine Stimme.
- 18. Dezember: Die neue österreichische Bundesregierung Kurz I wird von Bundespräsident Alexander Van der Bellen angelobt.
- 20. Dezember: Die Europäische Kommission beantragt gegen Polen ein Strafverfahren nach Artikel 7 des EU-Vertrages einzuleiten.
- 21. Dezember: Von der spanischen Zentralregierung angesetzte Parlamentswahl in Katalonien
- 21. Dezember: Nach der Deklaration Jerusalems zur israelischen Hauptstadt durch US-Präsident Trump am 6. Dezember weist die Generalversammlung der Vereinten Nationen mit großer Mehrheit jede einseitige Erklärung Jerusalems zur Hauptstadt Israels zurück.
- 28. Dezember: Im Iran beginnen Proteste mit wirtschaftlichem und politischem Hintergrund, die sich in den folgenden Tagen ausweiten und mehrere Menschenleben fordern.

#### Terroranschläge (Auswahl)
- 01. Januar: Bei einem Anschlag in einem Nachtclub sterben in Istanbul 39 Menschen und etwa 70 werden verletzt.
- 29. Januar: Bei einem Anschlag auf ein islamisches Kulturzentrum sterben im kanadischen Québec 6 Menschen und 17 werden verletzt.
- 22. März: Bei einem Anschlag in London tötet ein Einzeltäter 5 Menschen und verletzt 40 bis 50.
- 03. April: Bei einem Anschlag in der Metro Sankt Petersburg tötet ein Selbstmordattentäter 14 Menschen und verletzt etwa 50.
- 07. April: Bei einem Anschlag tötet in Stockholm ein abgelehnter Asylbewerber 4 Menschen und verletzt 15.
- 09. April: Bei Anschlägen auf zwei koptische Kirchen werden in Ägypten mehr als 40 Menschen getötet und mehr als 120 verletzt.
- 15. April: Bei einem Anschlag auf einen Flüchtlingskonvoi kommen in Syrien nahe Aleppo mehr als 120 Menschen ums Leben und mehr als 50 werden verletzt.
- 22. Mai: Bei einem Anschlag werden im britischen Manchester 22 Menschen getötet und 116 verletzt.
- 31. Mai: Bei einem Anschlag werden in Kabul mindestens 150 Menschen getötet und mehr als 400 verletzt.
- 03. Juni: Bei einem Anschlag werden in London 8 Menschen getötet und etwa 50 verletzt.
- 07. Juni: Bei zwei Anschlägen werden in Teheran mindestens 17 Menschen getötet und mehr als 40 verletzt.
- 17. August: Bei einem Anschlag werden in Barcelona 14 Menschen getötet und mehr als 130 verletzt.
- 18. August: Bei einer Messerattacke im finnischen Turku werden 2 Menschen getötet und 10 verletzt.
- 15. September: Bei einem Anschlag in einer Londoner U-Bahn werden 30 Menschen verletzt.
- 14. Oktober: Bei einem Anschlag werden in der somalischen Hauptstadt Mogadischu mindestens 358 Menschen getötet sowie mehr als 200 verletzt.
- 24. November: Bei einem Anschlag werden im Norden der ägyptischen Sinai-Halbinsel während des Freitagsgebets mindestens 305 Menschen getötet und etwa 130 verletzt.

#### Weitere Anschläge (Auswahl)
- 01. Oktober: Bei einem Massaker werden im amerikanischen Las Vegas 58 Menschen von einem einzelnen Täter erschossen und mehr als 520 werden verletzt.
- 05. November: Bei einem Amoklauf werden im texanischen Sutherland Springs 26 Menschen erschossen und 20 verletzt.

### Sport

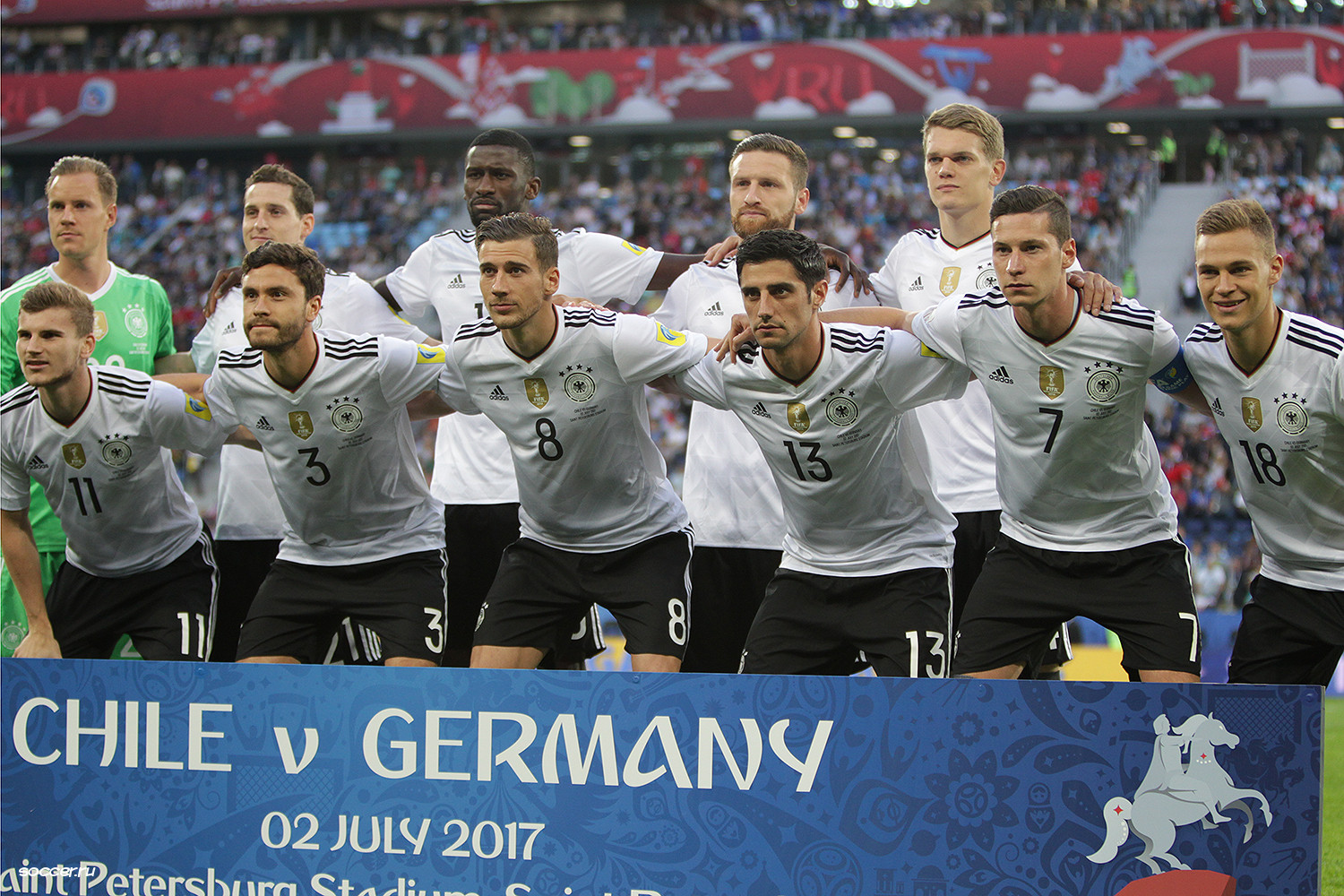
Die deutsche Fußballnationalmannschaft gewinnt erstmals den FIFA-Konföderationen-Pokal.

- 02. Januar: Michael van Gerwen gewinnt die PDC World Darts Championship.
- 06. Januar: Kamil Stoch gewinnt die 65. Vierschanzentournee.
- 11. – 29. Januar: 25. Handball-Weltmeisterschaft der Männer in Frankreich; Weltmeister wird Frankreich.
- 16. – 29. Januar: 105. Australian Open; Sieger im Einzel werden Serena Williams (Damen) und Roger Federer (Herren).
- 21. Januar: Beim Race of Champions im Marlins Park von Miami hat Pascal Wehrlein einen schweren Unfall, bei welchem er sich überschlagen hatte. Hierdurch verpasst er die ersten beiden Rennen der Formel-1-Saison 2017.
- 05. Februar: Super Bowl LI in Houston, Texas; Sieger werden die New England Patriots.
- 05. Februar: Finale der Fußball-Afrikameisterschaft 2017; Afrikameister wird Kamerun.
- 06. – 19. Februar: 44. Alpine Skiweltmeisterschaften
- 08. – 19. Februar: 49. Biathlon-Weltmeisterschaften
- 26. März – 12. November: Austragung der 69. FIM-Motorrad-Straßenweltmeisterschaft
- 26. März bis 26. November: Austragung der 68. Formel-1-Weltmeisterschaft
- 05. – 21. Mai: 81. Eishockey-Weltmeisterschaft der Herren (Top-Division) in Paris und Köln; Weltmeister wird Schweden.
- 24. Mai: Im Finale der 46. UEFA Europa League im schwedischen Solna siegt Manchester United gegen Ajax Amsterdam.
- 28. Mai bis 11. Juni: 116. French Open in Paris
- 03. Juni: Im Finale der UEFA Champions League 2016/17 im walisischen Cardiff gewinnt Real Madrid gegen Juventus Turin. Als erste Mannschaft gelingt Real Madrid damit die Wiederholung des Titelgewinns aus dem Vorjahr.
- 16. – 30. Juni: U-21-Fußball-Europameisterschaft in Polen; Europameister wird Deutschland.
- 22. Juni: Afghanistan und Irland werden Full Member des International Cricket Council (ICC).
- 01. – 23. Juli: 104. Tour de France mit Grand Départ in Düsseldorf
- 03. – 16. Juli: 131. Wimbledon Championships in London
- 14. – 30. Juli: 17. Schwimmweltmeisterschaften in Budapest
- 16. Juli – 6. August: 12. Fußball-Europameisterschaft der Frauen in den Niederlanden; es siegt das Team der Niederlande.
- 18. – 30. Juli: XXIII. Sommer-Deaflympics in Samsun, Türkei
- 28. Juli – 6. August: 11. Beachvolleyball-Weltmeisterschaften in Wien
- 04. – 13. August: 16. Leichtathletik-Weltmeisterschaften in London
- 26. August: Neuseeland gewinnt das Finale der Frauen-Rugby-Union-Weltmeisterschaft in Belfast 41:32 gegen England.
- 31. August – 17. September: 40. Basketball-Europameisterschaft in vier Ländern; Sieger wird Slowenien.
- 13. September: Das IOC bestimmt Paris als Austragungsort für die Olympischen Sommerspiele 2024 und Los Angeles als Austragungsort für 2028.
- 23. Oktober: Cristiano Ronaldo wird zum FIFA-Weltfußballer des Jahres 2017 ernannt und stellt damit den Rekord für die meisten Auszeichnungen von Lionel Messi mit fünf Auszeichnungen ein.
- 29. Oktober: Lewis Hamilton gewinnt zum vierten Mal die Formel-1-Weltmeisterschaft.
- 12. November: Marc Márquez gewinnt zum vierten Mal die MotoGP-Weltmeisterschaft.
- 01. – 17. Dezember: Handball-Weltmeisterschaft der Frauen in Deutschland

### Kultur und Gesellschaft
- 11. Januar: Eröffnung der Elbphilharmonie in Hamburg
- 28. Januar: Chinesisches Neujahrsfest Jahr des Feuer-Hahns (34. Jahr im 78. Zyklus)
- 09. – 19. Februar: Internationale Filmfestspiele Berlin (Berlinale)
- 26. Februar: 89. Oscarverleihung in Los Angeles, Vereinigte Staaten
- 17. März – 15. September: Festspiele Mecklenburg-Vorpommern an verschiedenen Spielorten in Mecklenburg-Vorpommern
- 08. April – 16. Juli: Documenta 14 in Athen und 10. Juni bis 17. September in Kassel
- 13. April – 15. Oktober: Internationale Gartenausstellung im Erholungspark Marzahn in Berlin
- 06. – 7. Mai: Baden-Württemberg-Tag in Karlsruhe
- 09. – 13. Mai: 62. Eurovision Song Contest in Kiew in der Ukraine; es siegt Salvador Sobral aus Portugal.
- 09. – 18. Juni: 57. Hessentag in Rüsselsheim am Main
- 09. – 11. Juni: 16. Thüringentag in Apolda
- 10. Juni – 1. Oktober: Skulptur.Projekte in Münster
- 16. – 18. Juni: 21. Sachsen-Anhalt-Tag in der Lutherstadt Eisleben
- 21. Juni: Fête de la Musique in mindestens 500 Städten weltweit
- 22. Juni bis 1. Juli: WorldPride in Madrid
- 01. – 3. September: 35. Tag der Niedersachsen in Wolfsburg
- 01. – 3. September: 26. Tag der Sachsen in Löbau
- 01. Oktober: Die gleichgeschlechtliche Ehe wird in Deutschland gesetzlich etabliert.
- 03. Oktober: „Deutschlandfest“ am Tag der Deutschen Einheit in Mainz
- 10. Oktober: Das Bundesverfassungsgericht erklärt die Regelung im deutschen Personenstandsgesetz, nach der bisher lediglich ein weiblicher oder männlicher Geschlechtseintrag möglich war, für unvereinbar mit dem Grundgesetz und verpflichtet den Gesetzgeber, „bis zum 31. Dezember 2018 eine verfassungsgemäße Regelung herbeizuführen“.

### Religion
- 07. Januar: orthodoxe Weihnachten
- 23. Januar: Fernando Ocáriz Braña wird neuer Prälat des Opus Dei.
- 16. April: Ostern, gleichzeitig mit den orthodoxen Kirchen
- 10. Mai: Vesakh
- 24. – 28. Mai: 36. Deutscher Evangelischer Kirchentag in Berlin und in der Lutherstadt Wittenberg
- 25. Mai: Christi Himmelfahrt
- 27. Mai bis 24. Juni: Ramadan
- 04. Juni: Pfingsten
- 15. Juni: Fronleichnam
- 01. September: Islamisches Opferfest
- 30. September: Jom Kippur 5778
- 03. Oktober: Tag der offenen Moschee
- 19. Oktober: Diwali
- 31. Oktober: Reformationsjubiläum (500 Jahre kirchliche Reformation); der Gedenktag der Reformation gilt diesmal in allen deutschen Ländern als arbeitsfreier Feiertag.
- 13. – 20. Dezember: Chanukka
- 25. Dezember: Weihnachten

### Wirtschaft und Infrastruktur

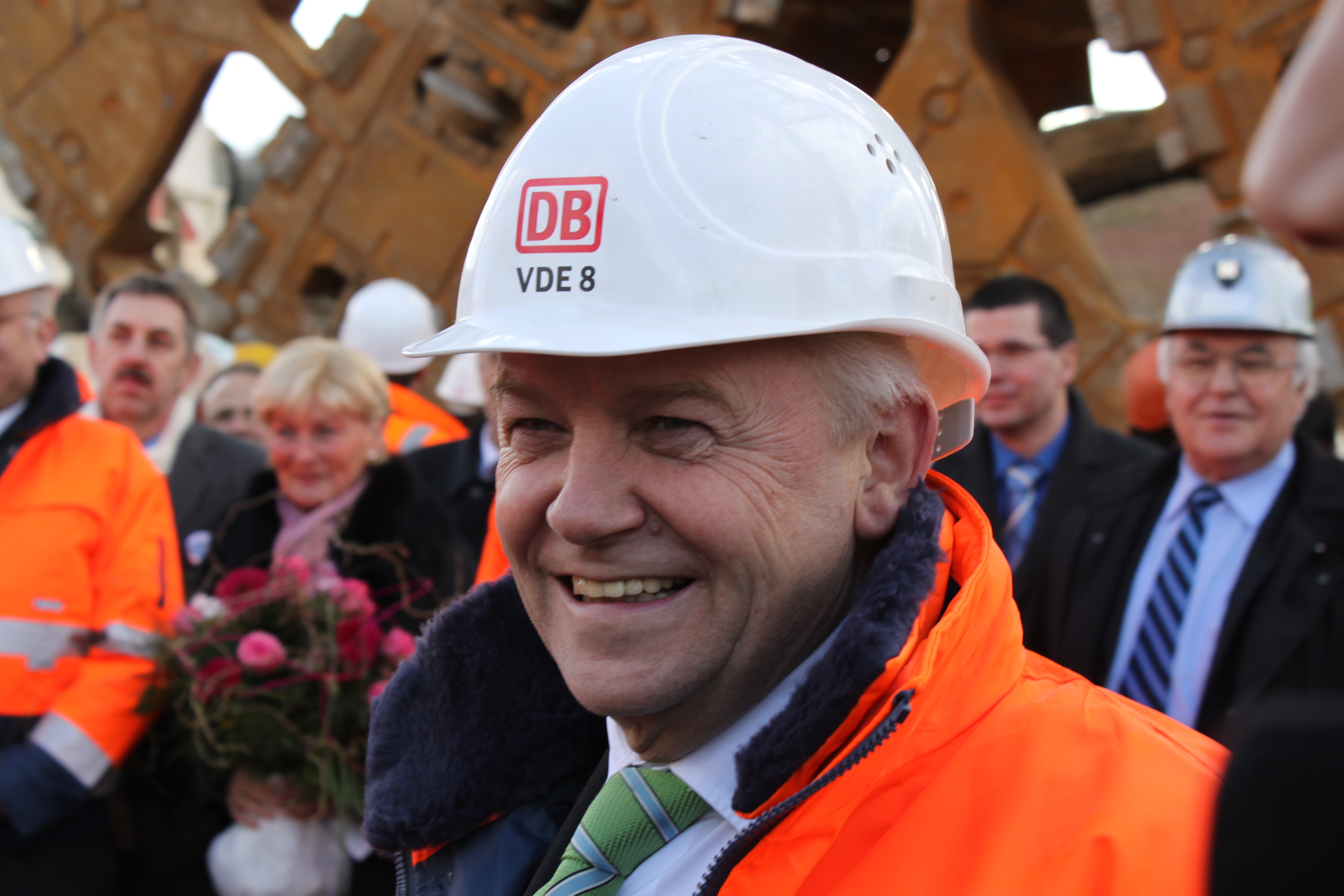
Rüdiger Grube (2010)

- 17. – 20. Januar: Weltwirtschaftsforum in Davos, Schweiz
- 20. – 29. Januar: Internationale Grüne Woche Berlin
- 30. Januar: Rüdiger Grube erklärt mit sofortiger Wirkung seinen Rücktritt als Vorstandsvorsitzender der Deutsche Bahn AG.
- 06. März: Die französische Groupe PSA wird Opel und Vauxhall Motors übernehmen.
- 08. – 12. März: Internationale Tourismus-Börse Berlin
- 20. – 24. März: CeBIT in Hannover
- 23. – 26. März: Leipziger Buchmesse
- 14. – 29. April: Hannover-Messe
- 10. Juni: Eröffnung der Expo 2017 in Astana, Kasachstan
- 15. Juni: In der EU entfallen die Roaminggebühren für die Mobilfunknutzung im Ausland.
- August: Ein europaweiter Lebensmittelskandal um mit Fipronil belastete Hühnereier wird bekannt.
- 01. – 6. September: Internationale Funkausstellung in Berlin
- 14. – 24. September: 67. Internationale Automobil-Ausstellung für Personenkraftwagen in Frankfurt am Main
- 11. – 15. Oktober: Frankfurter Buchmesse
- 27. Oktober: Die insolvente Fluggesellschaft Air Berlin stellt ihren Betrieb ein; zahlreiche der bisher rund 8000 Mitarbeiter werden voraussichtlich arbeitslos.
- 10. Dezember: Die Inbetriebnahme der Eisenbahn-Neubaustrecke Ebensfeld-Erfurt soll zu erheblichen Reisezeitverkürzungen im Nord-Süd-Fernverkehr in Deutschland führen.

### Wissenschaft und Technik
- 05. Mai: Erstflug der Comac C919, des ersten vollständig in China entwickelten zweistrahligen Passagierflugzeuges
- 21. Juli: Das Computerspiel Fortnite wird veröffentlicht.
- Dezember: Erster Zug mit Wasserstoff-Antrieb im regulären Linienverkehr (Alstom Coradia iLint)

### Astronomie und Astrophysik
- Halbschattenfinsternis (Mondfinsternis) am 11. Februar
- Ringförmige Sonnenfinsternis am 26. Februar; sichtbar im südlichen Pazifik und Atlantik, Patagonien und Angola
- Partielle Mondfinsternis am 7. August
- Totale Sonnenfinsternis am 21. August; sichtbar im Atlantik, Nordpazifik und in Oregon, Idaho, Wyoming, Nebraska, Kansas, Missouri, Illinois, Kentucky, Tennessee, North Carolina, Georgia und South Carolina
- 19. Oktober: Das Pan-STARRS-Teleskop auf Hawaii entdeckt 1I/ʻOumuamua, nachdem es schon an der Sonne vorbeigeflogen ist und sich auf dem Weg zurück in den interstellaren Raum befindet.

### Wissenschaftspreise

#### Nobelpreise
Die Bekanntgabe der Nobelpreisträger des Jahres 2017 erfolgte vom 2. bis zum 9. Oktober. Die Verleihungen fanden am 10. Dezember, dem Todestag Alfred Nobels, in Stockholm und Oslo (nur Friedensnobelpreis) statt.
- Physiologie oder Medizin: Jeffrey C. Hall, Michael Rosbash und Michael W. Young
- Physik: Barry Barish, Kip Thorne und Rainer Weiss
- Chemie: Jacques Dubochet, Joachim Frank und Richard Henderson
- Literatur: Kazuo Ishiguro
- Frieden: Internationale Kampagne zur Abschaffung von Atomwaffen
- Alfred-Nobel-Gedächtnispreis für Wirtschaftswissenschaften: Richard Thaler

#### Turing Award
- John L. Hennessy und David A. Patterson für neuartige Herangehensweisen an Entwurf und Bewertung von Computerarchitekturen mit dauerhaften Auswirkungen auf die Mikroprozessor-Industrie.

### Katastrophen

#### Naturkatastrophen
- 18. Januar: Bei einem Lawinenunglück nach einem Erdbeben sterben in der italienischen Provinz Pescara 29 Menschen.
- 31. März: Beim Niedergang einer Schlammlawine werden in der kolumbianischen Stadt Mocoa mehr als 300 Menschen getötet und mehrere hundert verletzt; zahlreiche Menschen werden noch vermisst.[1]
- 29. Mai: Durch einen schweren Sturm sterben in Moskau und Umgebung mindestens 13 Menschen. Über 1000 Bäume werden entwurzelt.[2]
- ab 17. Juni: Durch großflächige Waldbrände sterben insbesondere in der mittelportugiesischen Region Pedrógão Grande sowie in mehreren Nachbarkreisen mehr als 60 Menschen und mehr als 200 werden verletzt.
- 14. August: Bei Unwetterereignissen in Sierra Leone kommen, bei einer hohen Zahl noch vermisster Menschen, mehr als 300 Menschen ums Leben.
- Ende August: In der US-amerikanischen Millionenstadt Houston sowie in weiteren Teilen von Texas und in Louisiana fordern von dem Hurrikan Harvey ausgelöste Überschwemmungen 82 Menschenleben und verursachen nach ersten Angaben vermutlich Schäden in Höhe von mehr als 150 Mrd. US-Dollar.
- 05. – 11. September: Der Hurrikan Irma richtet u. a. auf den karibischen Inseln Barbuda und Kuba sowie in Teilen der USA schwere Verwüstungen an und fordert insgesamt mindestens 60 Menschenleben.
- 08. September: Der Süden Mexikos wird von einem starken Erdbeben betroffen, dem 98 Menschen zum Opfer fallen.
- seit 18. September: Der Hurrikan Maria verursacht u. a. auf Dominica und Puerto Rico schwere Schäden. Nach einer im August 2018 veröffentlichten Studie der George Washington University sterben auf Puerto Rico infolge des Hurrikans 2975 Menschen, während in offiziellen Angaben der Regierung zunächst lediglich von 64 Toten die Rede war.
- 19. September: Mexiko wird erneut von einem Erdbeben betroffen, bei dem 369 Menschen sterben und mehr als 8000 Menschen verletzt werden.
- 05./6. Oktober: Das Sturmtief Xavier fordert neun Menschenleben und verursacht im nördlichen und östlichen Mitteleuropa schwere Schäden.
- 08. – 31. Oktober: Bei großflächigen Waldbränden sterben in Nordkalifornien 43 Menschen und mindestens 8900 Anwesen werden zerstört.
- 12. November: Durch ein Erdbeben nahe Halabdscha im Grenzgebiet von Iran und Irak sterben in der iranischen Provinz Kermānschāh und in der irakischen Autonomen Region Kurdistan mehr als 620 Menschen und mehr als 12.000 werden verletzt.

#### Schwere Unglücksfälle
Kleinere Unglücksfälle sind in den Unterartikeln von Katastrophe und in der Liste von Katastrophen aufgeführt.
- 03. Juni: Bei einer Massenpanik während des Public Viewing des Champions-League-Finales werden im norditalienischen Turin mehr als 1500 Menschen verletzt.[3]
- 14. Juni: Durch einen Großbrand in einem Wohnhochhaus sterben in London 72 Menschen und mehr als 70 werden verletzt.
- 03. Juli: Bei einem Busunfall sterben auf der A 9 bei Münchberg (Oberfranken) 18 Menschen und 30 werden verletzt.[4]
- 11. August: Bei einem Eisenbahnunfall sterben nahe dem ägyptischen Alexandria 41 Menschen und 179 werden verletzt.

## Naturereignisse

### Meteorologie
- Kältewelle in Europa Januar 2017

### Gedenktage
- 01. Januar: 200. Todestag des deutschen Chemikers Martin Heinrich Klaproth
- 05. Januar: 100. Geburtstag des deutschen Opernregisseurs Wieland Wagner
- 13. Januar: 300. Todestag der Naturforscherin Maria Sibylla Merian
- 21. Januar: 150. Geburtstag des deutschen Schriftstellers Ludwig Thoma
- 06. Februar: 100. Geburtstag der US-amerikanisch-ungarischen Schauspielerin Zsa Zsa Gabor
- 19. Februar: 200. Geburtstag des niederländischen Königs Wilhelm III.
- 08. März: 100. Todestag des deutschen Luftschiffkonstrukteurs Ferdinand von Zeppelin
- 15. März: 100. Jahrestag der Abdankung durch Zar Nikolaus II. – Ende der Romanow-Dynastie (Februarrevolution 1917)
- 26. März: 500. Todestag des franko-flämischen Komponisten Heinrich Isaac
- 31. März: 100. Todestag des deutschen Mediziners und Nobelpreisträgers Emil von Behring
- 15. April: 100. Jahrestag der Mustermesse Basel
- 19. April: 50. Todestag von Konrad Adenauer, erster Bundeskanzler der Bundesrepublik Deutschland
- 25. April: 100. Geburtstag der US-amerikanischen Jazz-Sängerin Ella Fitzgerald
- 13. Mai: 300. Geburtstag von Maria Theresia, Erzherzogin von Österreich, Königin von Ungarn und Böhmen, römisch-deutsche Kaiserin
- 29. Mai: 100. Geburtstag des US-amerikanischen Politikers John F. Kennedy, 35. Präsident der USA
- 02. Juni: 50. Todestag des West-Berliner Studenten Benno Ohnesorg
- 07. Juni: 100. Geburtstag des US-amerikanischen Entertainers Dean Martin
- 06. Juli: 200. Geburtstag des Schweizers Albert von Kölliker
- 12. Juli: 200. Geburtstag des amerikanischen Schriftstellers und Philosophen Henry David Thoreau
- 13. August: 100. Todestag des deutschen Chemikers und Nobelpreisträgers Eduard Buchner
- 20. August: 100. Todestag des deutschen Chemikers Adolf von Baeyer
- 25. August: 100. Geburtstag des niederländisch-deutschen Showmasters und Entertainers Lou van Burg
- 14. September: 200. Geburtstag des deutschen Schriftstellers Theodor Storm
- 20. September: 400. Jahrestag der Gründung des Akademischen Gymnasiums Salzburg
- 15. Oktober: 200. Todestag des Schweizer Orientreisenden Jean Louis Burckhardt (1784–1817), Entdecker der nabatäischen Stadt Petra und des Tempels von Abu Simbel
- 31. Oktober: 500. Jahrestag des Anschlags der 95 Thesen durch Martin Luther
- 02. November: 300. Todestag des deutschen Violinisten und Komponisten Johann Jakob Walther
- 02. November: 100. Jahrestag der Balfour-Deklaration
- 07. November: 100. Jahrestag der Oktoberrevolution. In Russland stürzen die Bolschewiki die provisorische Regierung und übernehmen die Macht.
- 17. November: 100. Todestag des französischen Malers und Bildhauers Auguste Rodin
- 19. November: 100. Geburtstag der indischen Politikerin und Premierministerin Indira Gandhi
- 22. November: 50. Jahrestag der Resolution 242 des UN-Sicherheitsrates zum Rückzug der israelischen Truppen aus den im Sechstagekrieg besetzten Gebieten
- 30. November: 200. Geburtstag des deutschen Historikers Theodor Mommsen
- 06. Dezember: 100. Jahrestag der Unabhängigkeit Finnlands von Russland
- 09. Dezember: 300. Geburtstag des deutschen Archäologen und Kunstschriftstellers Johann Joachim Winckelmann
- 16. Dezember: 100. Geburtstag des britischen Science-Fiction-Schriftstellers Arthur C. Clarke
- 21. Dezember: 100. Geburtstag des deutschen Schriftstellers und Literatur-Nobelpreisträgers Heinrich Böll

## Jahreswidmungen

### Artenschutz
- Der Waldkauz (Strix aluco) ist Vogel des Jahres.
- Die Flunder (Platichthys flesus) ist Fisch des Jahres (Deutscher Angelfischerverband DAFV).
- Die Blindschleiche (Anguis fragilis) ist Reptil des Jahres.
- Die Goldene Acht (Colias hyale) ist Schmetterling des Jahres (Bund für Umwelt und Naturschutz Deutschland Bund).
- Die Gemeine Fichte (Picea abies) ist Baum des Jahres (Kuratorium Baum des Jahres).
- Der Klatschmohn (Papaver rhoeas) ist Blume des Jahres (Stiftung Natur und Pflanzen).
- Das Judasohr (Auricularia auricula-judae) ist Pilz des Jahres (Deutsche Gesellschaft für Mykologie).

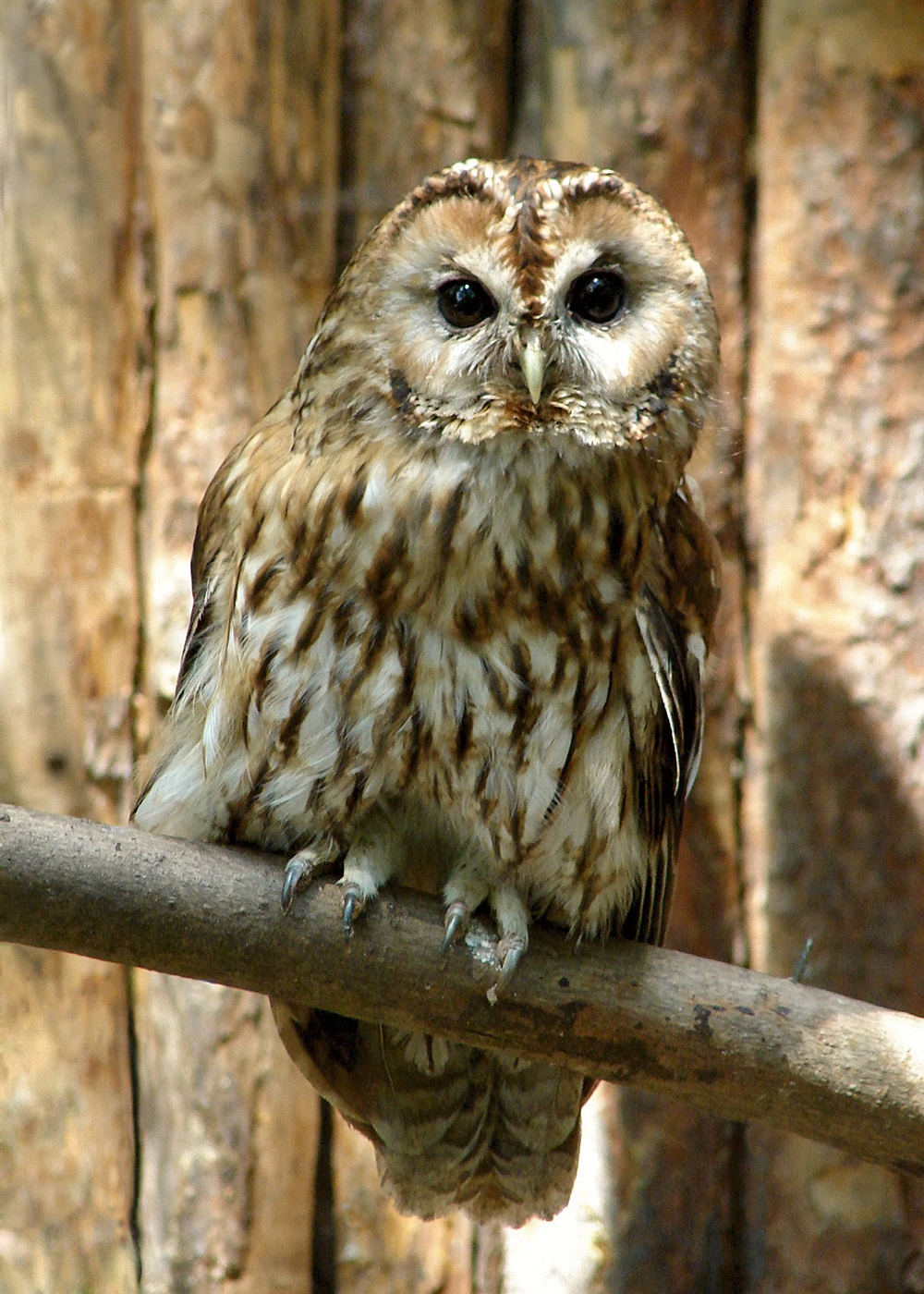
Waldkauz (Strix aluco)
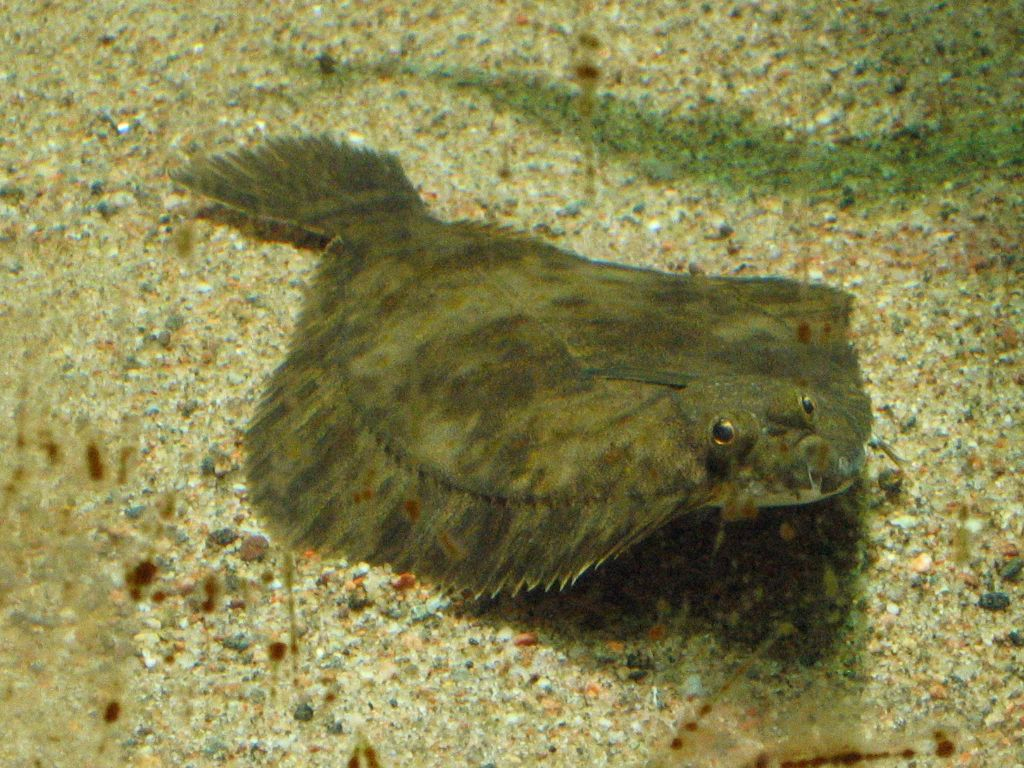
Flunder (Platichthys flesus)
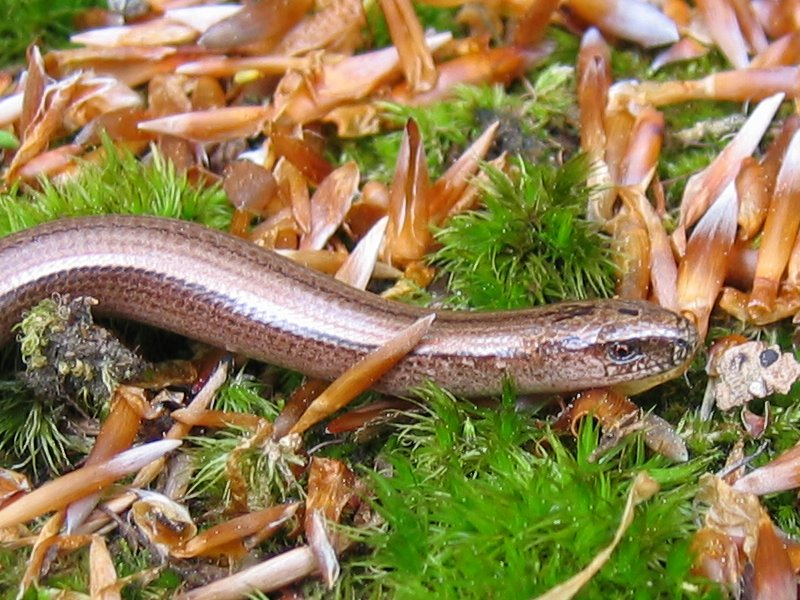
Blindschleiche (Anguis fragilis)
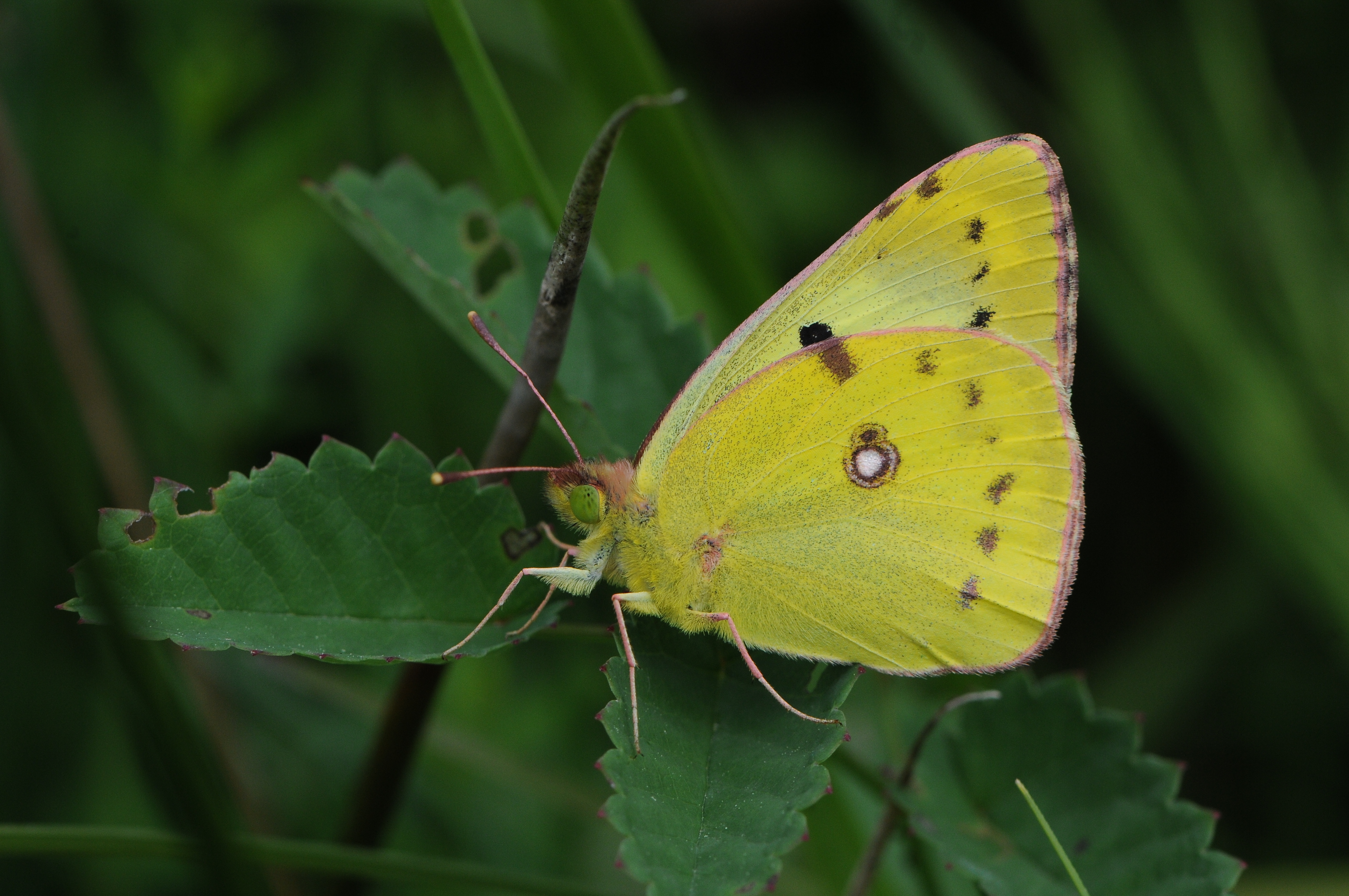
Goldene Acht (Colias hyale)
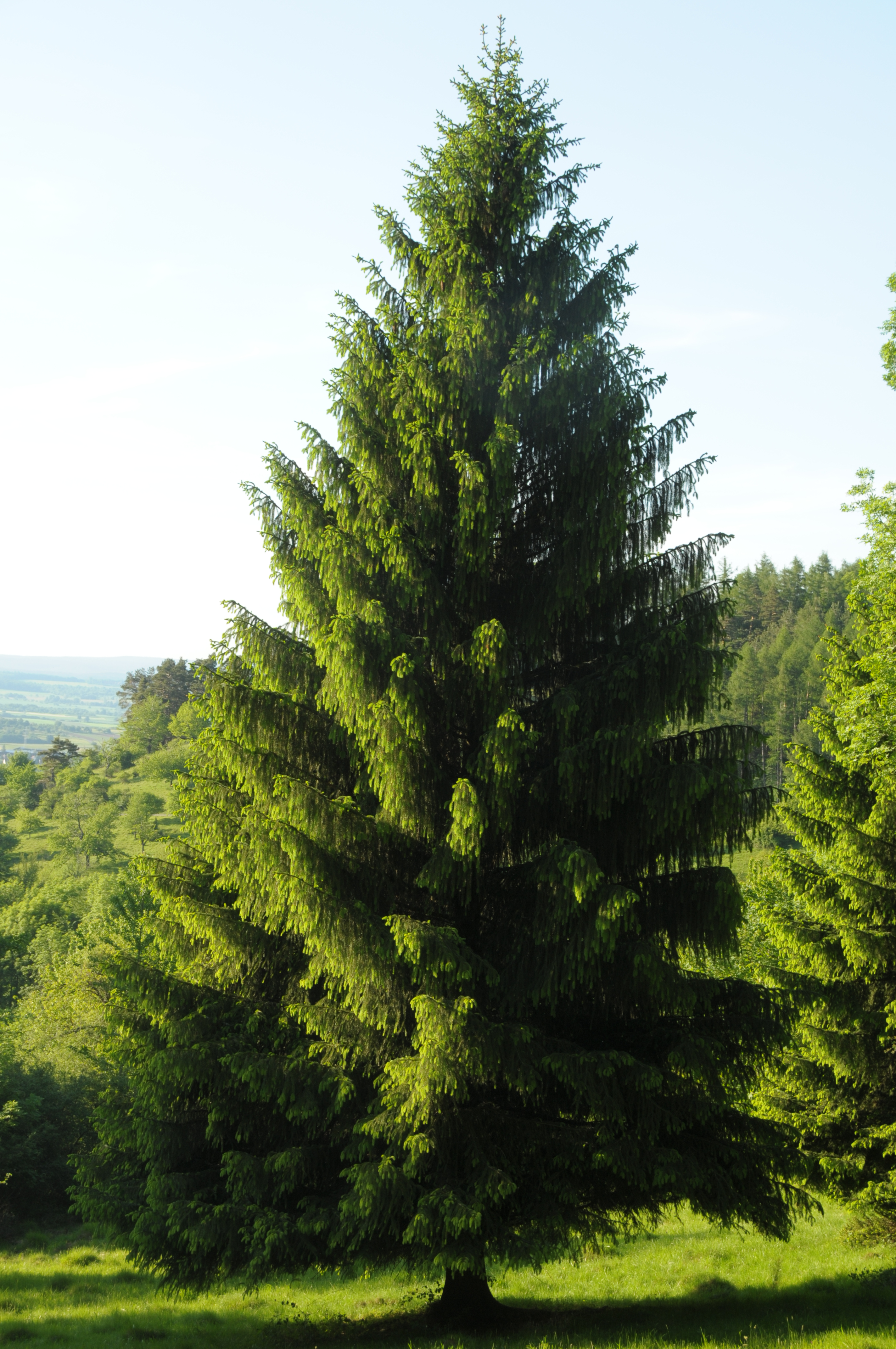
Gemeine Fichte (Picea abies)
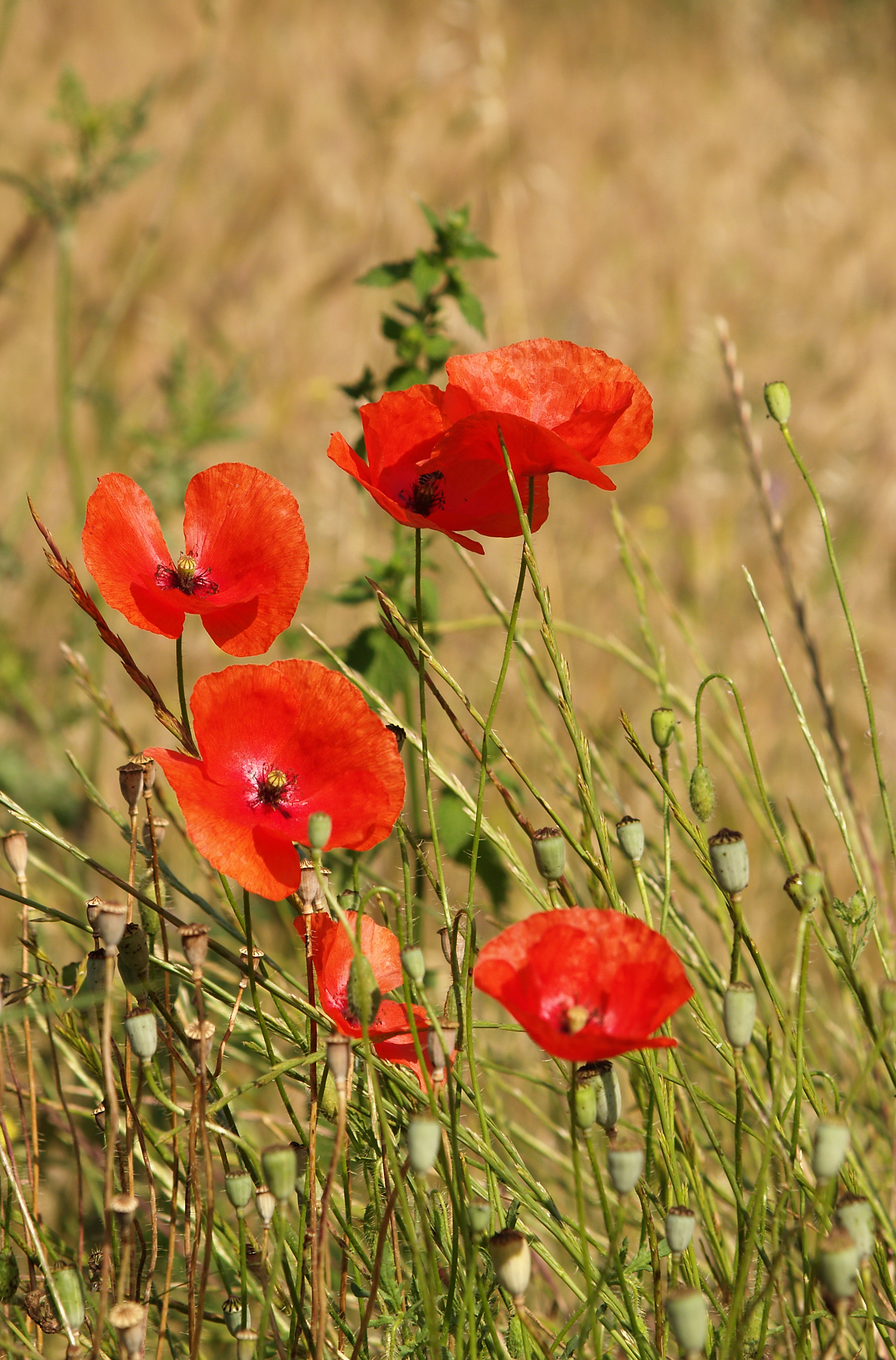
Klatschmohn (Papaver rhoeas)
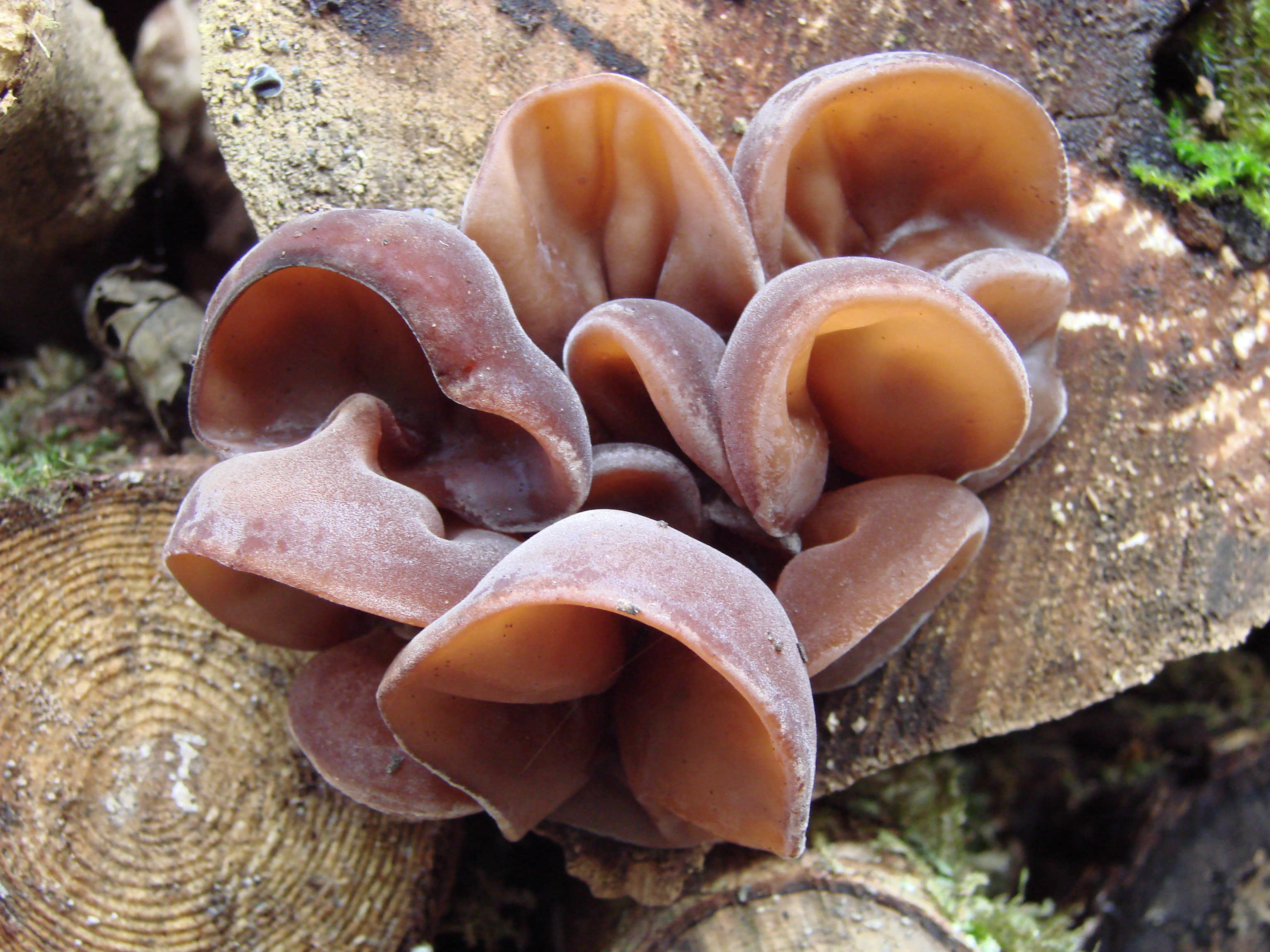
Judasohr (Auricularia auricula-judae)

## Kulturelle Referenzen
- Der 1987 erschienene Film Running Man spielt im Jahr 2017.

## Gestorben

### Januar
- 01. Januar: Hilarion Capucci, syrischer Theologe und politischer Aktivist (* 1922)
- 01. Januar: Derek Parfit, britischer Philosoph (* 1942)
- 02. Januar: John Berger, britischer Schriftsteller und Kunstkritiker (* 1926)
- 04. Januar: Heinz Billing, deutscher Physiker und Computerpionier (* 1914)
- 04. Januar: Klaus Wildbolz, Schweizer Schauspieler (* 1937)
- 06. Januar: Om Puri, indischer Schauspieler (* 1950)
- 06. Januar: Francine York, US-amerikanische Schauspielerin (* 1936)
- 07. Januar: Mário Soares, portugiesischer Politiker und Staatspräsident (* 1924)
- 08. Januar: Nicolai Gedda, schwedischer Opernsänger (* 1925)
- 08. Januar: James Mancham, seychellischer Politiker (* 1939)
- 08. Januar: Akbar Hāschemi Rafsandschāni, iranischer Geistlicher und Staatspräsident (* 1934)
- 08. Januar: Peter Sarstedt, britischer Singer-Songwriter und Gitarrist (* 1941)
- 09. Januar: Zygmunt Bauman, polnisch-britischer Soziologe und Philosoph (* 1925)
- 10. Januar: Roman Herzog, deutscher Jurist, Politiker und Bundespräsident (* 1934)
- 10. Januar: Oliver Smithies, britisch-amerikanischer Biochemiker und Nobelpreisträger (* 1925)
- 11. Januar: François Van der Elst, belgischer Fußballspieler (* 1954)
- 12. Januar: Giulio Angioni, italienischer Schriftsteller und Anthropologe (* 1939)
- 13. Januar: Lord Snowdon, britischer Fotograf und Designer (* 1930)
- 13. Januar: Udo Ulfkotte, deutscher Journalist und Publizist (* 1960)
- 14. Januar: Herbert Mies, deutscher Politiker (* 1929)
- 14. Januar: Zhou Youguang, chinesischer Ökonom und Linguist (* 1906)
- 16. Januar: Eugene Cernan, US-amerikanischer Astronaut (* 1934)
- 16. Januar: Franz Jarnach, deutscher Musiker und Schauspieler (* 1943)
- 17. Januar: Walter Lange, deutscher Uhrmacher und Unternehmer (* 1924)
- 18. Januar: Peter Abrahams, südafrikanischer Schriftsteller (* 1919)
- 18. Januar: Wilhelm Noll, deutscher Motorradrennfahrer (* 1926)
- 19. Januar: Miguel Ferrer, US-amerikanischer Schauspieler (* 1955)
- 20. Januar: Klaus Huhn, deutscher Sportjournalist (* 1928)
- 21. Januar: Keith Hall, britischer Autorennfahrer (* 1929)
- 22. Januar: Jaki Liebezeit, deutscher Schlagzeuger (* 1938)
- 23. Januar: Gert Pinkernell, deutscher Romanist und Literaturwissenschaftler (* 1937)
- 25. Januar: John Hurt, britischer Schauspieler (* 1940)
- 25. Januar: Mary Tyler Moore, US-amerikanische Schauspielerin (* 1936)
- 26. Januar: Mike Connors, US-amerikanischer Schauspieler (* 1925)
- 26. Januar: Michael Tönnies, deutscher Fußballspieler (* 1959)
- 27. Januar: Emmanuelle Riva, französische Schauspielerin (* 1927)
- 30. Januar: Anne-Marie Vurpas, französische Dialektologin (* 1923)
- 31. Januar: John Wetton, britischer Rockmusiker (* 1949)

### Februar
- 01. Februar: Kerstin Gähte, deutsche Schauspielerin (* 1958)
- 01. Februar: Étienne Tshisekedi, kongolesischer Politiker (* 1932)
- 03. Februar: Dritëro Agolli, albanischer Schriftsteller (* 1931)
- 03. Februar: Lawrence Zoernig, US-amerikanischer Cellist und Komponist (* 1960)
- 06. Februar: Inge Keller, deutsche Schauspielerin (* 1923)
- 06. Februar: Alec McCowen, britischer Schauspieler (* 1925)
- 06. Februar: Raymond Smullyan, US-amerikanischer Mathematiker und Autor (* 1919)
- 07. Februar: Klaus Peter Schreiner, deutscher Kabarettist und Autor (* 1930)
- 07. Februar: Tzvetan Todorov, bulgarisch-französischer Philosoph und Essayist (* 1939)
- 08. Februar: Peter Mansfield, britischer Physiker und Nobelpreisträger (* 1933)
- 09. Februar: Piet Keizer, niederländischer Fußballspieler (* 1943)
- 09. Februar: Kurt Radeke, deutscher Schauspieler (* 1924)
- 11. Februar: Kurt Marti, Schweizer Dichter und Schriftsteller (* 1921)
- 11. Februar: Jirō Taniguchi, japanischer Mangaka (* 1947)
- 12. Februar: Al Jarreau, US-amerikanischer Jazz-Sänger und Songschreiber (* 1940)
- 14. Februar: Al Imfeld, Schweizer Publizist und Schriftsteller (* 1935)
- 15. Februar: Manfred Kaiser, deutscher Fußballspieler (* 1929)
- 16. Februar: Dick Bruna, niederländischer Autor und Illustrator (* 1927)
- 16. Februar: Jannis Kounellis, griechischer bildender Künstler (* 1936)
- 17. Februar: Warren Frost, US-amerikanischer Schauspieler und Theaterregisseur (* 1925)
- 17. Februar: Tom Regan, US-amerikanischer Philosoph und Tierrechtler (* 1938)
- 18. Februar: Umar Abd ar-Rahman, ägyptischer verurteilter Islamist (* 1938)
- 18. Februar: Heinz Dehne, deutscher Chemiker und Hochschullehrer (* 1936)
- 19. Februar: Larry Coryell, US-amerikanischer Jazzgitarrist (* 1943)
- 20. Februar: Mildred Dresselhaus, US-amerikanische Physikerin (* 1930)
- 20. Februar: Witali Tschurkin, russischer Diplomat (* 1952)
- 21. Februar: Kenneth Arrow, US-amerikanischer Ökonom und Nobelpreisträger (* 1921)
- 22. Februar: Fritz Koenig, deutscher Bildhauer (* 1924)
- 22. Februar: Martin Lüttge, deutscher Schauspieler (* 1943)
- 23. Februar: Sabine Oberhauser, österreichische Politikerin und Ministerin (* 1963)
- 25. Februar: Bill Paxton, US-amerikanischer Schauspieler (* 1955)
- 26. Februar: Ludwig Faddejew, sowjetischer bzw. russischer Physiker und Mathematiker (* 1934)
- 27. Februar: Carlos Humberto Romero, salvadorianischer Politiker und Staatspräsident (* 1924)
- 27. Februar: Eva María Zuk, mexikanische Pianistin polnischer Herkunft (* 1945)
- 28. Februar: Mickey Bohnacker, deutscher Pressefotograf und Fotojournalist (* 1928)

### März
- 01. März: Irmela Brender, deutsche Schriftstellerin und Übersetzerin (* 1935)
- 01. März: Paula Fox, US-amerikanische Schriftstellerin (* 1923)
- 01. März: David Rubinger, israelischer Photograph (* 1924)
- 03. März: Raymond Kopa, französischer Fußballspieler (* 1931)
- 03. März: Misha Mengelberg, niederländischer Jazzpianist (* 1935)
- 03. März: René Préval, haitianischer Politiker und Staatspräsident (* 1943)
- 05. März: Kurt Moll, deutscher Opernsänger (* 1938)
- 07. März: Hans Georg Dehmelt, deutsch-US-amerikanischer Physiker und Nobelpreisträger (* 1922)
- 08. März: George A. Olah, US-amerikanischer Chemiker und Nobelpreisträger (* 1927)
- 09. März: Howard Hodgkin, britischer Maler (* 1932)
- 09. März: Karl Korinek, österreichischer Verfassungsjurist (* 1940)
- 10. März: John Surtees, britischer Motorrad- und Automobilrennfahrer (* 1934)
- 12. März: Horst Ehmke, deutscher Politiker und Bundesminister (* 1927)
- 13. März: Ramesh Mishra, indischer Sarangispieler (* 1948)
- 13. März: Richard zu Sayn-Wittgenstein-Berleburg, deutscher Unternehmer (* 1934)
- 16. März: Johannes Vogel, deutscher Diplomat  (* 1928)
- 17. März: Ingeborg Krabbe, deutsche Schauspielerin und Kabarettistin (* 1931)
- 17. März: Derek Walcott, lucianisch-britischer Dichter und Nobelpreisträger (* 1930)
- 18. März: Chuck Berry, US-amerikanischer Rock-’n’-Roll-Musiker (* 1926)
- 18. März: Miloslav Vlk, tschechischer Kardinal (* 1932)
- 19. März: Roger Pingeon, französischer Radrennfahrer (* 1940)
- 20. März: David Rockefeller, US-amerikanischer Bankier und Philanthrop (* 1915)
- 21. März: Colin Dexter, britischer Schriftsteller (* 1930)
- 21. März: Martin McGuinness, nordirischer Politiker (* 1950)
- 22. März: Tomás Milián, kubanischer Schauspieler (* 1933)
- 23. März: Lola Albright, US-amerikanische Schauspielerin (* 1924)
- 23. März: Ekkehard Jost, deutscher Musikwissenschaftler und Saxophonist (* 1938)
- 23. März: William Henry Keeler, US-amerikanischer Kardinal (* 1931)
- 23. März: Ingeborg Rapoport, deutsche Medizinerin (* 1912)
- 27. März: Rainer Kussmaul, deutscher Violinist und Konzertmeister (* 1946)
- 27. März: David Storey, britischer Schriftsteller und Dramatiker (* 1933)
- 28. März: Christine Kaufmann, deutsche Schauspielerin und Autorin (* 1945)
- 29. März: Alexei Abrikossow, sowjetischer und US-amerikanischer Physiker und Nobelpreisträger (* 1928)
- 31. März: James Rosenquist, US-amerikanischer Pop-Art-Maler (* 1933)

### April
- 01. April: Jewgeni Jewtuschenko, sowjetischer bzw. russischer Dichter und Schriftsteller (* 1932)
- 01. April: Giovanni Sartori, italienischer Politikwissenschaftler (* 1924)
- 04. April: Karl Stotz, österreichischer Fußballspieler und -trainer (* 1927)
- 05. April: Waldemar Kumming, Herausgeber der Science-Fiction-Fanzine „Munich Round Up“ (* 1924)
- 06. April: Armand Gatti, französischer Schriftsteller und Regisseur (* 1924)
- 06. April: Don Rickles, US-amerikanischer Komiker und Schauspieler (* 1926)
- 08. April: Georgi Gretschko, sowjetischer Kosmonaut (* 1931)
- 10. April: Jack Ahearn, australischer Motorradrennfahrer (* 1924)
- 11. April: Michael Ballhaus, deutscher Kameramann (* 1935)
- 11. April: Jerzy Gajek, polnischer Pianist und Musikpädagoge (* 1936)
- 12. April: Charlie Murphy, US-amerikanischer Schauspieler und Komiker (* 1959)
- 15. April: Allan Holdsworth, britisch-amerikanischer Jazzgitarrist (* 1946)
- 15. April: Clifton James, US-amerikanischer Schauspieler (* 1920)
- 15. April: Emma Morano, italienische Supercentenarian (* 1899)
- 18. April: Alexandre de Carvalho Kaneko, brasilianischer Fußballspieler und Unternehmer (* 1946)
- 20. April: Magdalena Abakanowicz, polnische bildende Künstlerin (* 1930)
- 22. April: Erin Moran, US-amerikanische Kinderdarstellerin und Schauspielerin (* 1960)
- 23. April: František Rajtoral, tschechischer Fußballspieler (* 1986)
- 24. April: Robert M. Pirsig, US-amerikanischer Autor (* 1928)
- 26. April: Jonathan Demme, US-amerikanischer Filmregisseur (* 1944)
- 26. April: Christine Oesterlein, deutsche Schauspielerin (* 1924)
- 27. April: Vito Acconci, US-amerikanischer Künstler (* 1940)
- 27. April: Eduard Brunner, Schweizer Klarinettist und Hochschullehrer (* 1939)
- 28. April: Johann Christoph Allmayer-Beck, österreichischer Militärhistoriker (* 1918)
- 28. April: Manfred Seitz, deutscher evangelischer Pfarrer und Professor für Praktische Theologie (* 1928)
- April: Alexander Kobylinski, DDR-Bürgerrechtler und Journalist (* 1964)

### Mai
- 02. Mai: Heinz Keßler, deutscher Militär und Politiker (* 1920)
- 02. Mai: A. R. Penck, deutscher bildender Künstler (* 1939)
- 03. Mai: Lukas Ammann, Schweizer Schauspieler (* 1912)
- 03. Mai: Daliah Lavi, israelische Sängerin und Schauspielerin (* 1942)
- 04. Mai: William J. Baumol, US-amerikanischer Wirtschaftswissenschaftler (* 1922)
- 06. Mai: Steven Holcomb, US-amerikanischer Bobpilot (* 1980)
- 08. Mai: Curt Lowens, deutscher Schauspieler (* 1925)
- 09. Mai: Robert Miles, italienischer Musiker (* 1969)
- 09. Mai: Michael Parks, US-amerikanischer Schauspieler (* 1940)
- 11. Mai: Roland Gräf, deutscher Filmregisseur und Kameramann (* 1934)
- 11. Mai: Joachim Kaiser, deutscher Journalist und Kritiker (* 1928)
- 12. Mai: Mauno Koivisto, finnischer Politiker und Staatspräsident (* 1923)
- 14. Mai: Powers Boothe, US-amerikanischer Schauspieler (* 1948)
- 15. Mai: Karl-Otto Apel, deutscher Philosoph (* 1922)
- 16. Mai: Gunnar Möller, deutscher Schauspieler (* 1928)
- 17. Mai: Johannes Grützke, deutscher Maler (* 1937)
- 17. Mai: Peter Rösch, Bürgerrechtler in der DDR (* 1953)
- 18. Mai: Chris Cornell, US-amerikanischer Sänger und Songwriter (* 1964)
- 18. Mai: Jacque Fresco, US-amerikanischer Sozialreformer (* 1916)
- 19. Mai: Stanislaw Petrow, sowjetischer Oberstleutnant (* 1939)
- 20. Mai: Paul Falk, deutscher Eiskunstläufer (* 1921)
- 20. Mai: Waldtraut Lewin, deutsche Schriftstellerin (* 1937)
- 22. Mai: Nicky Hayden, US-amerikanischer Motorradrennfahrer (* 1981)
- 23. Mai: Roger Moore, britischer Schauspieler (* 1927)
- 24. Mai: Denis Johnson, US-amerikanischer Schriftsteller (* 1949)
- 24. Mai: Fritz Lichtenhahn, Schweizer Schauspieler (* 1932)
- 24. Mai: Sonny West, US-amerikanischer Schauspieler (* 1938)
- 25. Mai: Willi Fährmann, deutscher Schriftsteller (* 1929)
- 26. Mai: Zbigniew Brzeziński, polnisch-US-amerikanischer Politologe (* 1928)
- 27. Mai: Gregg Allman, US-amerikanischer Sänger und Musiker (* 1947)
- 28. Mai: Eric Broadley, britischer Rennfahrer, Fahrzeugkonstrukteur und Unternehmer (* 1928)
- 29. Mai: Konstantinos Mitsotakis, griechischer Politiker (* 1918)
- 29. Mai: Manuel Noriega, panamaischer Politiker (* 1938 ?)
- 31. Mai: Jiří Bělohlávek, tschechischer Dirigent (* 1946)
- 31. Mai: Hilde Sochor, österreichische Schauspielerin (* 1924)

### Juni
- 01. Juni: Tankred Dorst, deutscher Schriftsteller und Dramatiker (* 1925)
- 01. Juni: Alois Mock, österreichischer Politiker (* 1934)
- 01. Juni: Tom Tjaarda, US-amerikanischer Fahrzeugdesigner (* 1934)
- 02. Juni: Peter Sallis, britischer Schauspieler und Sprecher (* 1921)
- 02. Juni: Jeffrey Tate, britischer Dirigent (* 1943)
- 02. Juni: Syed Sharifuddin Pirzada, pakistanischer Jurist und Politiker (* 1923)
- 03. Juni: Heinz Peter Kämmerer, deutscher Chirurg (* 1927)
- 04. Juni: Juan Goytisolo, spanischer Schriftsteller (* 1931)
- 05. Juni: Cheik Tioté, ivorischer Fußballspieler (* 1986)
- 08. Juni: Miguel d’Escoto Brockmann, nicaraguanischer Priester und Politiker (* 1933)
- 08. Juni: Ademar Fonseca, brasilianischer Fußballtrainer (* 1963)
- 09. Juni: Adam West, US-amerikanischer Schauspieler (* 1928)
- 09. Juni: Andimba Toivo ya Toivo, namibischer Menschen- und Bürgerrechtler (* 1924)
- 11. Juni: Alexandra Kluge, deutsche Schauspielerin und Ärztin (* 1937)
- 12. Juni: Rosalie, deutsche Bühnenbildnerin und Malerin (* 1953)
- 12. Juni: Charles P. Thacker, US-amerikanischer Informatiker (* 1943)
- 13. Juni: Anita Pallenberg, deutsche Schauspielerin und Groupie (* 1942)
- 13. Juni: Rick Tuten, US-amerikanischer American-Football-Spieler (* 1965)
- 14. Juni: Renate Holland-Moritz, deutsche Schriftstellerin und Filmkritikerin (* 1935)
- 14. Juni: Hans-Peter Schwarz, deutscher Politologe und Historiker (* 1934)
- 15. Juni: Alexei Batalow, sowjetischer Schauspieler und Regisseur (* 1928)
- 16. Juni: John G. Avildsen, US-amerikanischer Filmregisseur (* 1935)
- 16. Juni: Helmut Kohl, deutscher Politiker und Bundeskanzler (* 1930)
- 18. Juni: Tony Liscio, US-amerikanischer American-Football-Spieler (* 1940)
- 19. Juni: Ivan Dias, indischer Kurienkardinal (* 1936)
- 19. Juni: Ilse Pagé, deutsche Schauspielerin (* 1939)
- 20. Juni: Prodigy, US-amerikanischer Rapper (* 1974)
- 22. Juni: Gunter Gabriel, deutscher Sänger (* 1942)
- 22. Juni: Hartmut Neugebauer, deutscher Schauspieler und Synchronsprecher (* 1942)
- 22. Juni: Ketumile Masire, Staatspräsident von Botswana (* 1925)
- 27. Juni: Peter L. Berger, US-amerikanischer Soziologe (* 1929)
- 27. Juni: Michael Bond, britischer Schriftsteller (* 1926)
- 27. Juni: Mikael Nyqvist, schwedischer Schauspieler (* 1960)
- 30. Juni: Simone Veil, französische Politikerin (* 1927)

### Juli
- 02. Juli: Chris Roberts, deutscher Schlagersänger (* 1944)
- 03. Juli: Cholo Brenes, dominikanischer Musikpromotor, Rechtsanwalt, Politologe, Soziologe und Kolumnist (* 1942)
- 03. Juli: Zdeněk Juračka, tschechischer Rock-Gitarrist (* 1947)
- 03. Juli: Paolo Villaggio, italienischer Schauspieler und Schriftsteller (* 1932)
- 03. Juli: Monika Völlmeke, deutsche Juristin (* 1946)
- 04. Juli: Daniil Granin, sowjetischer bzw. russischer Schriftsteller (* 1919)
- 04. Juli: Heinz Schneiter, Schweizer Fußballspieler (* 1935)
- 05. Juli: Pierre Henry, französischer Komponist (* 1927)
- 05. Juli: Joachim Kardinal Meisner, deutscher Erzbischof (* 1933)
- 05. Juli: Joaquín Navarro-Valls, spanischer Direktor des vatikanischen Pressebüros (* 1936)
- 08. Juli: Nelsan Ellis, US-amerikanischer Schauspieler (* 1977)
- 08. Juli: Elsa Martinelli, italienische Schauspielerin (* 1935)
- 10. Juli: Dhruba Ghosh, indischer Sarangispieler (* 1957)
- 10. Juli: Peter Härtling, deutscher Schriftsteller (* 1933)
- 12. Juli: Armando Almánzar Rodríguez, dominikanischer Schriftsteller und Filmkritiker (* 1935)
- 13. Juli: Charles Bachman, US-amerikanischer Informatiker (* 1924)
- 13. Juli: Ina-Maria Federowski, deutsche Schlagersängerin (* 1949)
- 13. Juli: Liu Xiaobo, chinesischer Schriftsteller und Friedensnobelpreisträger (* 1955)
- 14: Juli: Henning Brümmer, deutscher Brigadegeneral des Heeres der Bundeswehr (* 1941)
- 14. Juli: Anne Golon, französische Schriftstellerin (* 1921)
- 14. Juli: Maryam Mirzakhani, iranische Mathematikerin (* 1977)
- 15. Juli: Josef Hamerl, österreichischer Fußballspieler (* 1931)
- 15. Juli: Martin Landau, US-amerikanischer Schauspieler (* 1928)
- 16. Juli: George A. Romero, US-amerikanischer Filmregisseur (* 1940)
- 18. Juli: Max Gallo, französischer Schriftsteller und Politiker (* 1932)
- 20. Juli: Chester Bennington, US-amerikanischer Sänger (* 1976)
- 20. Juli: Andrea Jürgens, deutsche Schlagersängerin (* 1967)
- 20. Juli: Bernhard Kempa, deutscher Handballspieler und -trainer (* 1920)
- 20. Juli: Claude Rich, französischer Schauspieler (* 1929)
- 21. Juli: John Heard, US-amerikanischer Schauspieler (* 1946)
- 22. Juli: Fritz Hellwig, deutscher Politiker (* 1912)
- 22. Juli: Polo Hofer, Schweizer Mundartrock-Sänger (* 1945)
- 25. Juli: Gretel Bergmann, deutsch-amerikanische Leichtathletin (* 1914)
- 26. Juli: Constantin Freiherr von Heereman, deutscher Agrarpolitiker (* 1931)
- 26. Juli: Leo Kinnunen, finnischer Automobilrennfahrer (* 1943)
- 27. Juli: Sam Shepard, US-amerikanischer Dramatiker und Schauspieler (* 1943)
- 30. Juli: Thomas Fredrickson, US-amerikanischer Kontrabassist und Komponist (* 1928)
- 31. Juli: Jeanne Moreau, französische Schauspielerin und Sängerin (* 1928)

### August
- 03. August: Robert Hardy, britischer Schauspieler (* 1925)
- 03. August: Ángel Nieto, spanischer Motorradrennfahrer (* 1947)
- 05. August: Dionigi Tettamanzi, italienischer Kardinal (* 1934)
- 05. August: Ernst Zündel, deutscher Holocaustleugner (* 1939)
- 06. August: David Maslanka, US-amerikanischer Komponist (* 1943)
- 06. August: Martin Roth, deutscher Kulturwissenschaftler (* 1955)
- 08. August: Glen Campbell, US-amerikanischer Country-Sänger und -Musiker (* 1936)
- 10. August: Karin Hertz, deutsche Bildhauerin (* 1921)
- 10. August: Ruth Pfau, deutsche Ordensschwester und Lepraärztin (* 1929)
- 10. August: Kim Isabel Frederika Wall, schwedische Journalistin (* 1987)
- 11. August: Israel Kristal, polnisch-israelischer Holocaust-Überlebender und Altersrekordler (* 1903)
- 15. August: Gunnar Birkerts, lettisch-amerikanischer Architekt (* 1925)
- 15. August: Eberhard Jäckel, deutscher Zeithistoriker (* 1929)
- 18. August: Joachim Nocke, deutscher Rechtswissenschaftler (* 1942)
- 19. August: Brian Aldiss, britischer Science-Fiction-Autor (* 1925)
- 19. August: K. O. Götz, deutscher Maler und Lyriker (* 1914)
- 20. August: Margot Hielscher, deutsche Sängerin und Schauspielerin (* 1919)
- 20. August: Jerry Lewis, US-amerikanischer Komiker und Schauspieler (* 1926)
- 22. August: John Abercrombie, US-amerikanischer Gitarrist (* 1944)
- 26. August: Tobe Hooper, US-amerikanischer Filmregisseur (* 1943)
- 26. August: Josef Musil, tschechoslowakischer Volleyballspieler (* 1932)
- 27. August: Gert Richter, deutscher Schauspieldramaturg, Schriftsteller, Verlagsredakteur und Herausgeber (* 1929)
- 28. August: Mireille Darc, französische Schauspielerin (* 1938)
- 28. August: Tsutomu Hata, japanischer Politiker (* 1935)
- 28. August: Raymond Lopez, französischer Autorennfahrer (* 1931)
- 29. August: Kurt Dahlmann, deutscher Journalist (* 1918)
- 30. August: Louise Hay, US-amerikanische Autorin (* 1926)
- 30. August: Károly Makk, ungarischer Filmregisseur (* 1925)
- 31. August: Richard Anderson, US-amerikanischer Schauspieler (* 1926)
- 31. August: Egon Günther, deutscher Filmregisseur und Schriftsteller (* 1927)

### September
- 01. September: Cormac Murphy-O’Connor, britischer Kardinal (* 1932)
- 03. September: John Ashbery, US-amerikanischer Dichter (* 1927)
- 03. September: Walter Becker, US-amerikanischer Musiker und Songwriter (* 1950)
- 05. September: Nicolaas Bloembergen, US-amerikanischer Physiker und Nobelpreisträger (* 1920)
- 05. September: Holger Czukay, deutscher Musiker (* 1938)
- 05. September: Arno Rink, deutscher Maler (* 1940)
- 06. September: Carlo Caffarra, italienischer Kardinal (* 1938)
- 06. September: Kate Millett, US-amerikanische Schriftstellerin und Feministin (* 1934)
- 06. September: Lotfi Zadeh, US-amerikanischer Informatiker (* 1921)
- 08. September: Pierre Bergé, französischer Unternehmer und Mäzen (* 1930)
- 08. September: Jerry Pournelle, US-amerikanischer Journalist und Schriftsteller (* 1933)
- 08. September: Karl Ravens, deutscher Politiker und Bundesminister (* 1927)
- 08. September: Don Williams, US-amerikanischer Country-Sänger (* 1939)
- 10. September: Nancy Dupree, US-amerikanische Historikerin und Archäologin (* 1927)
- 10. September: Len Wein, US-amerikanischer Comicautor (* 1948)
- 11. September: J. P. Donleavy, US-amerikanisch-irischer Schriftsteller (* 1926)
- 11. September: Heiner Geißler, deutscher Politiker und Bundesminister (* 1930)
- 11. September: Abdul Halim Mu’adzam Shah, malaysischer Wahlkönig (* 1927)
- 11. September: Peter Hall, britischer Regisseur (* 1930)
- 13. September: Frank Vincent, US-amerikanischer Schauspieler (* 1939)
- 14. September: Wolfgang Michels, deutscher Musiker und Singer-Songwriter (* 1951)
- 14. September: Otto Wanz, österreichischer Kraftsportler (* 1943)
- 15. September: Violet Brown, jamaikanische Altersrekordlerin (* 1900)
- 15. September: Albert Speer junior, deutscher Architekt und Stadtplaner (* 1934)
- 15. September: Harry Dean Stanton, US-amerikanischer Schauspieler (* 1926)
- 19. September: Horst Herrmann, deutscher Kirchenkritiker und Schriftsteller (* 1940)
- 19. September: Jake LaMotta, US-amerikanischer Boxer (* 1921)
- 21. September: Liliane Bettencourt, französische Unternehmerin (* 1922)
- 23. September: Charles Bradley, US-amerikanischer Musiker (* 1948)
- 24. September: Gisèle Casadesus, französische Schauspielerin (* 1914)
- 24. September: Kito Lorenc, sorbischer Lyriker und Dramatiker (* 1938)
- 24. September: Ulrike von Möllendorff, deutsche Journalistin und Fernsehmoderatorin (* 1939)
- 26. September: Noël Cunningham-Reid, britischer Autorennfahrer (* 1930)
- 27. September: Joy Fleming, deutsche Sängerin (* 1944)
- 27. September: Hugh Hefner, US-amerikanischer Verleger (* 1926)
- 28. September: Željko Perušić, jugoslawischer Fußballspieler (* 1936)
- 28. September: Jürgen Roth, deutscher Publizist (* 1945)
- 28. September: Andreas Schmidt, deutscher Schauspieler und Regisseur (* 1963)
- 28. September: Erich Schneider-Wessling, deutscher Architekt (* 1931)
- 28. September: Benjamin Whitrow, britischer Schauspieler (* 1937)
- 29. September: Lorenz Funk senior, deutscher Eishockeyspieler (* 1947)
- 30. September: Wladimir Wojewodski, russischer Mathematiker (* 1966)
- September: Victor Martin, spanischer Geiger und Musikpädagoge (* 1940)

### Oktober
- 01. Oktober: Arthur Janov, US-amerikanischer Psychologe und Autor (* 1924)
- 01. Oktober: Herbert Tröndle, deutscher Rechtswissenschaftler (* 1919)
- 02. Oktober: Klaus Huber, Schweizer Komponist (* 1924)
- 02. Oktober: Tom Petty, US-amerikanischer Musiker (* 1950)
- 03. Oktober: Dschalal Talabani, irakischer Politiker und Staatspräsident (* 1933)
- 04. Oktober: Liam Cosgrave, irischer Politiker und Ministerpräsident (* 1920)
- 05. Oktober: Sylke Tempel, deutsche Journalistin und Buchautorin (* 1963)
- 05. Oktober: Anne Wiazemsky, französische Schauspielerin und Schriftstellerin (* 1947)
- 09. Oktober: Jean Rochefort, französischer Schauspieler (* 1930)
- 10. Oktober: Lissy Tempelhof, deutsche Schauspielerin (* 1929)
- 13. Oktober: Albert Zafy, Präsident von Madagaskar (* 1927)
- 14. Oktober: Wolfgang Bötsch, deutscher Politiker und Bundesminister (* 1938)
- 14. Oktober: Roger Delageneste, französischer Autorennfahrer (* 1929)
- 14. Oktober: Richard Wilbur, US-amerikanischer Dichter und Übersetzer (* 1921)
- 16. Oktober: Roy Dotrice, britischer Schauspieler (* 1923)
- 17. Oktober: Danielle Darrieux, französische Schauspielerin (* 1917)
- 19. Oktober: Umberto Lenzi, italienischer Filmregisseur und Autor (* 1931)
- 21. Oktober: Martin Giese, deutscher Radrennfahrer (* 1937)
- 21. Oktober: William Kimberly, US-amerikanischer Autorennfahrer (* 1933)
- 22. Oktober: George Nicholas Georgano, britischer Autor und Automobilhistoriker (* 1932)
- 22. Oktober: Paul J. Weitz, US-amerikanischer Astronaut (* 1932)
- 23. Oktober: Walter Lassally, britischer Kameramann (* 1926)
- 24. Oktober: Girija Devi, indische Sängerin, Musikpädagogin und Komponistin (* 1929)
- 24. Oktober: Fats Domino, US-amerikanischer Musiker (* 1928)
- 24. Oktober: Robert Guillaume, US-amerikanischer Schauspieler (* 1927)
- 25. Oktober: Silvia Bovenschen, deutsche Literaturwissenschaftlerin und Autorin (* 1946)
- 29. Oktober: Linda Nochlin, US-amerikanische Kunsthistorikerin und Essayistin (* 1931)

### November
- 01. November: Wladimir Makanin, russischer Schriftsteller (* 1937)
- 03. November: Abdur Rahman Biswas, bangladeschischer Politiker (* 1926)
- 03. November: Odilo Lechner, deutscher Benediktinerabt (* 1931)
- 04. November: Vera Kluth, deutsche Schauspielerin (* 1925)
- 05. November: Nancy Friday, US-amerikanische Schriftstellerin (* 1933)
- 05. November: Lothar Thoms, deutscher Radsportler (* 1956)
- 06. November: Karin Dor, deutsche Schauspielerin (* 1938)
- 06. November: Richard Gordon, US-amerikanischer Astronaut (* 1929)
- 06. November: Feliciano Rivilla, spanischer Fußballspieler (* 1936)
- 07. November: Hans-Michael Rehberg, deutscher Schauspieler und Regisseur (* 1938)
- 07. November: Hans Schäfer, deutscher Fußballspieler (* 1927)
- 09. November: John Hillerman, US-amerikanischer Schauspieler (* 1932)
- 10. November: Bernhard Eckstein, deutscher Radrennfahrer (* 1935)
- 14. November: Wolfgang Schreyer, deutscher Schriftsteller (* 1927)
- 15. November: Frans Krajcberg, polnisch-brasilianischer Künstler (* 1921)
- 15. November: Lil Peep, US-amerikanischer Rapper (* 1996)
- 17. November: Salvatore Riina, italienischer Mafioso (* 1930)
- 17. November: Naim Süleymanoğlu, bulgarisch-türkischer Gewichtheber (* 1967)
- 18. November: Azzedine Alaïa, tunesischer Modedesigner (* 1940)
- 18. November: Friedel Rausch, deutscher Fußballspieler und -trainer (* 1940)
- 18. November: Gillian Rolton, australische Pferdezüchterin, Vielseitigkeitsreiterin und Olympiasiegerin (* 1956)
- 18. November: Malcolm Young, britisch-australischer Rockmusiker (* 1953)
- 19. November: Andrea Cordero Lanza di Montezemolo, italienischer Kardinal und vatikanischer Diplomat (* 1925)
- 19. November: Charles Manson, US-amerikanischer Krimineller (* 1934)
- 19. November: Jana Novotná, tschechische Tennisspielerin (* 1968)
- 19. November: Della Reese, US-amerikanische Jazzsängerin und Schauspielerin (* 1931)
- 20. November: Dieter Bellmann, deutscher Schauspieler und Regisseur (* 1940)
- 21. November: Peter Berling, deutscher Schauspieler und Schriftsteller (* 1934)
- 21. November: David Cassidy, US-amerikanischer Sänger und Schauspieler (* 1950)
- 21. November: Otto Luttrop, deutscher Fußballspieler und -trainer (* 1939)
- 22. November: George Mesrop Avakian, US-amerikanischer Musikproduzent (* 1919)
- 22. November: Dmitri Hvorostovsky, russischer Opernsänger (* 1962)
- 24. November: Hermann Schwörer, deutscher Politiker (* 1922)
- 25. November: Rance Howard, US-amerikanischer Schauspieler (* 1928)
- 26. November: Georg Iggers, US-amerikanischer Historiker (* 1926)
- 28. November: Shadia, ägyptische Filmschauspielerin und Sängerin (* 1931)
- 29. November: Jerry Fodor, US-amerikanischer Philosoph und Kognitionswissenschaftler (* 1935)
- 29. November: Slobodan Praljak, kroatischer General und Kriegsverbrecher (* 1945)
- 29. November: Verena Stefan, Schweizer Schriftstellerin (* 1947)
- 30. November: Colin Groves, britisch-australischer Anthropologe und Primatologe (* 1942)

### Dezember
- 01. Dezember: Fredy Schmidtke, deutscher Bahnradsportler und Olympiasieger (* 1961)
- 01. Dezember: Horst Weinheimer, deutscher Schauspieler (* 1930)
- 02. Dezember: Ulli Lommel, deutscher Schauspieler und Filmregisseur (* 1944)
- 04. Dezember: Shashi Kapoor, indischer Schauspieler (* 1938)
- 04. Dezember: Christine Keeler, britisches Model (* 1942)
- 04. Dezember: Manuel Marín, spanischer Politiker (* 1949)
- 04. Dezember: Ali Abdullah Salih, jemenitischer Politiker und Staatspräsident (* 1942)
- 05. Dezember: Johnny Hallyday, französischer Sänger und Schauspieler (* 1943)
- 05. Dezember: Michael I., König von Rumänien (* 1921)
- 05. Dezember: Jean d’Ormesson, französischer Schriftsteller (* 1925)
- 10. Dezember: María Judith Franco, puerto-ricanische Schauspielerin und Synchronsprecherin (* 1925)
- 11. Dezember: Christos M. Joachimides, griechischer Kunsthistoriker und Ausstellungskurator (* 1932)
- 13. Dezember: Horst Bräunlich, deutscher Sportjournalist und Radrennfahrer (* 1927)
- 14. Dezember: John Hotchkis, US-amerikanischer Autorennfahrer (* 1931)
- 15. Dezember: Ilse Harms-Lipski, deutsche Malerin und Illustratorin (* 1927)
- 18. Dezember: Kim Jong Hyun, südkoreanischer Singer-Songwriter, Radiomoderator und Autor (* 1990)
- 20. Dezember: Bernard Francis Law, US-amerikanischer Kardinal (* 1931)
- 21. Dezember: Bruce McCandless, US-amerikanischer Astronaut (* 1937)
- 26. Dezember: Gerd Cintl, deutscher Ruderer und Olympiasieger (* 1938)
- 26. Dezember: Gerd Hennig, deutscher Fußballschiedsrichter (* 1935)
- 26. Dezember: Hans Saner, Schweizer Philosoph (* 1934)
- 28. Dezember: Sue Grafton, US-amerikanische Schriftstellerin (* 1940)
- 28. Dezember: Ulrich Wegener, deutscher Brigadegeneral (* 1929)
- 30. Dezember: Bernd Spier, deutscher Schlagersänger (* 1944)
- 30. Dezember: Grete Winkels, auch Margarete Debus, deutsche Leichtathletin (* 1918)

### Galerie der Verstorbenen

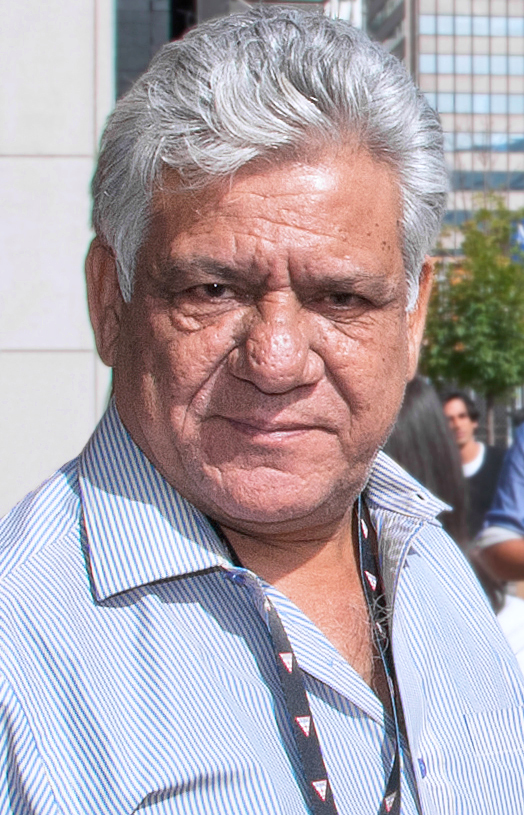
6. Januar: Om Puri (2010)
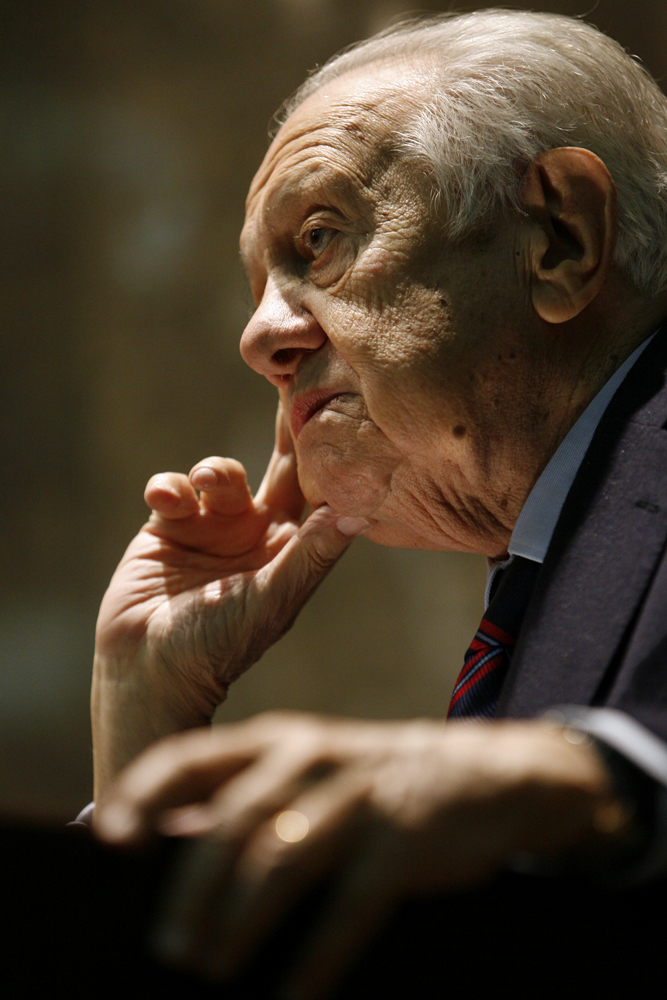
7. Januar: Mário Soares (2008)
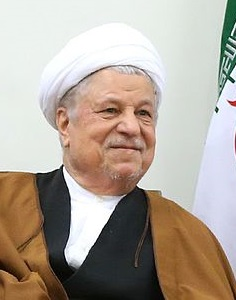
8. Januar: Akbar Hāschemi Rafsandschāni (2016)
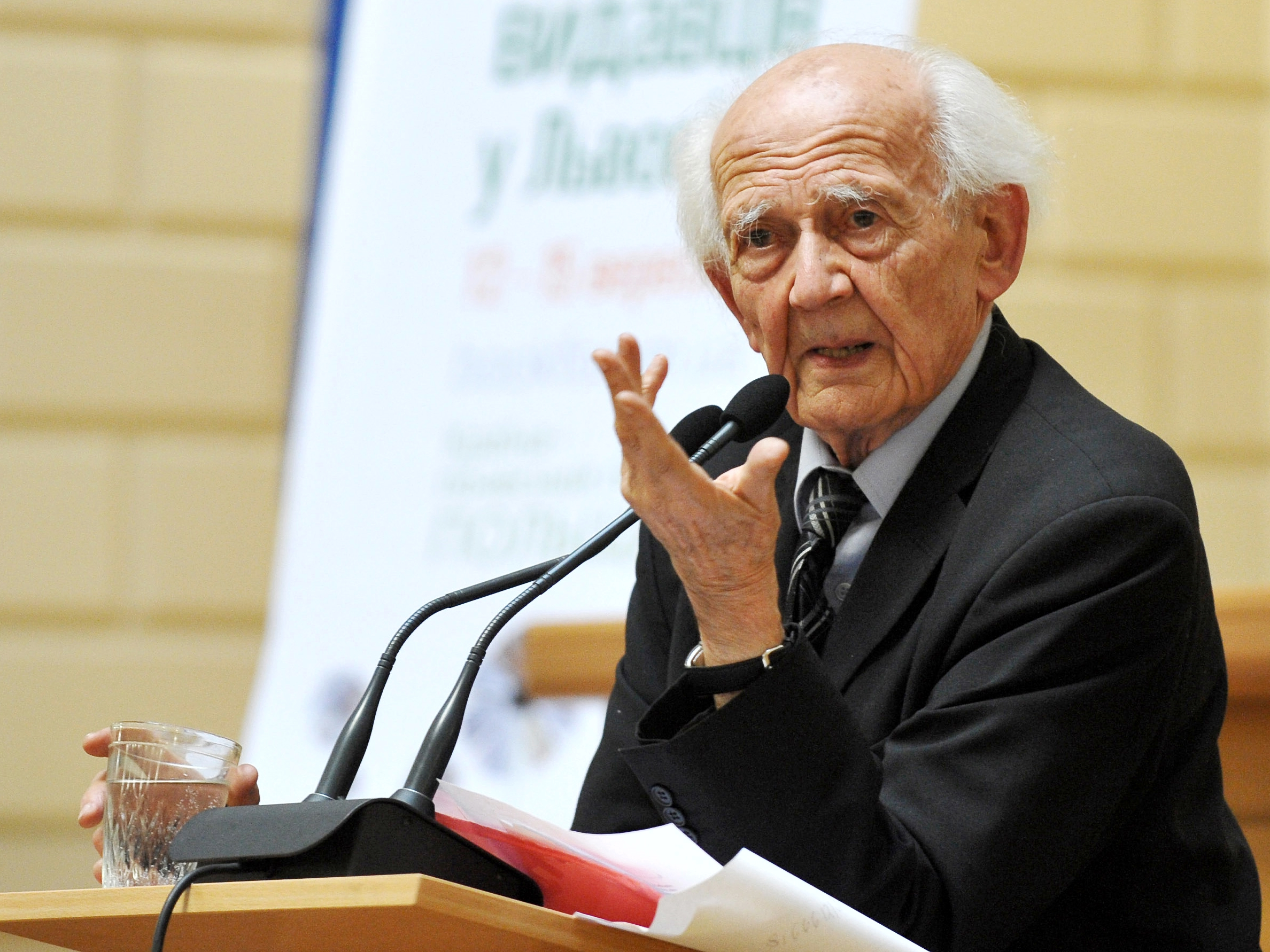
9. Januar: Zygmunt Bauman (2013)
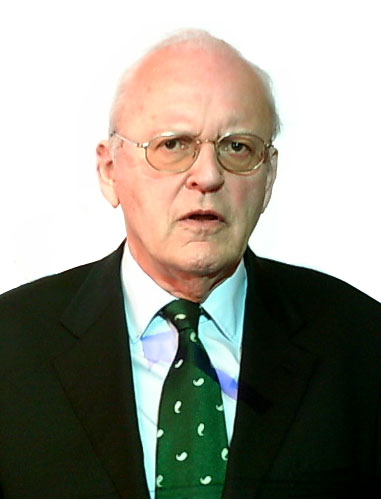
10. Januar: Roman Herzog (2006)
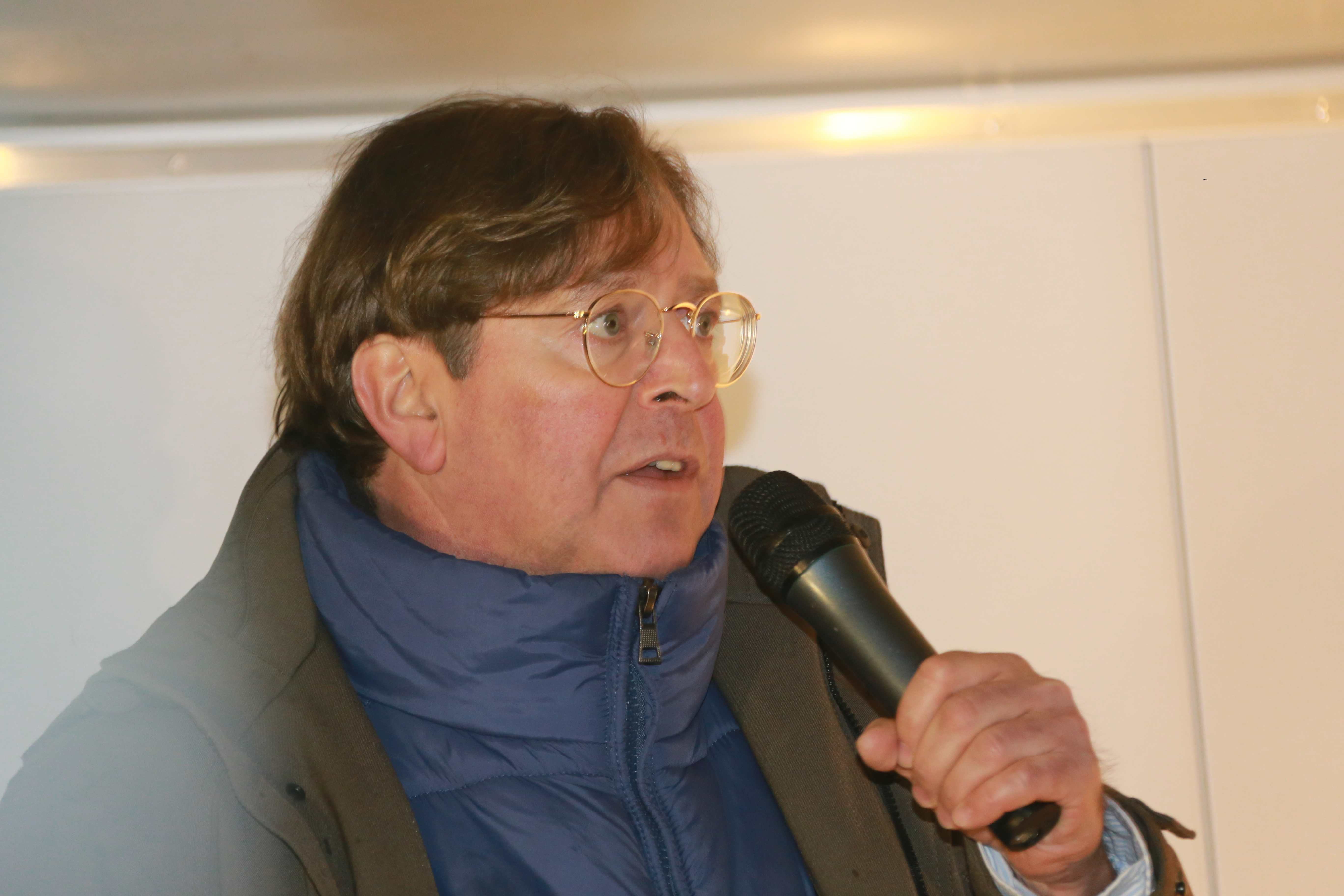
13. Januar: Udo Ulfkotte (2015)
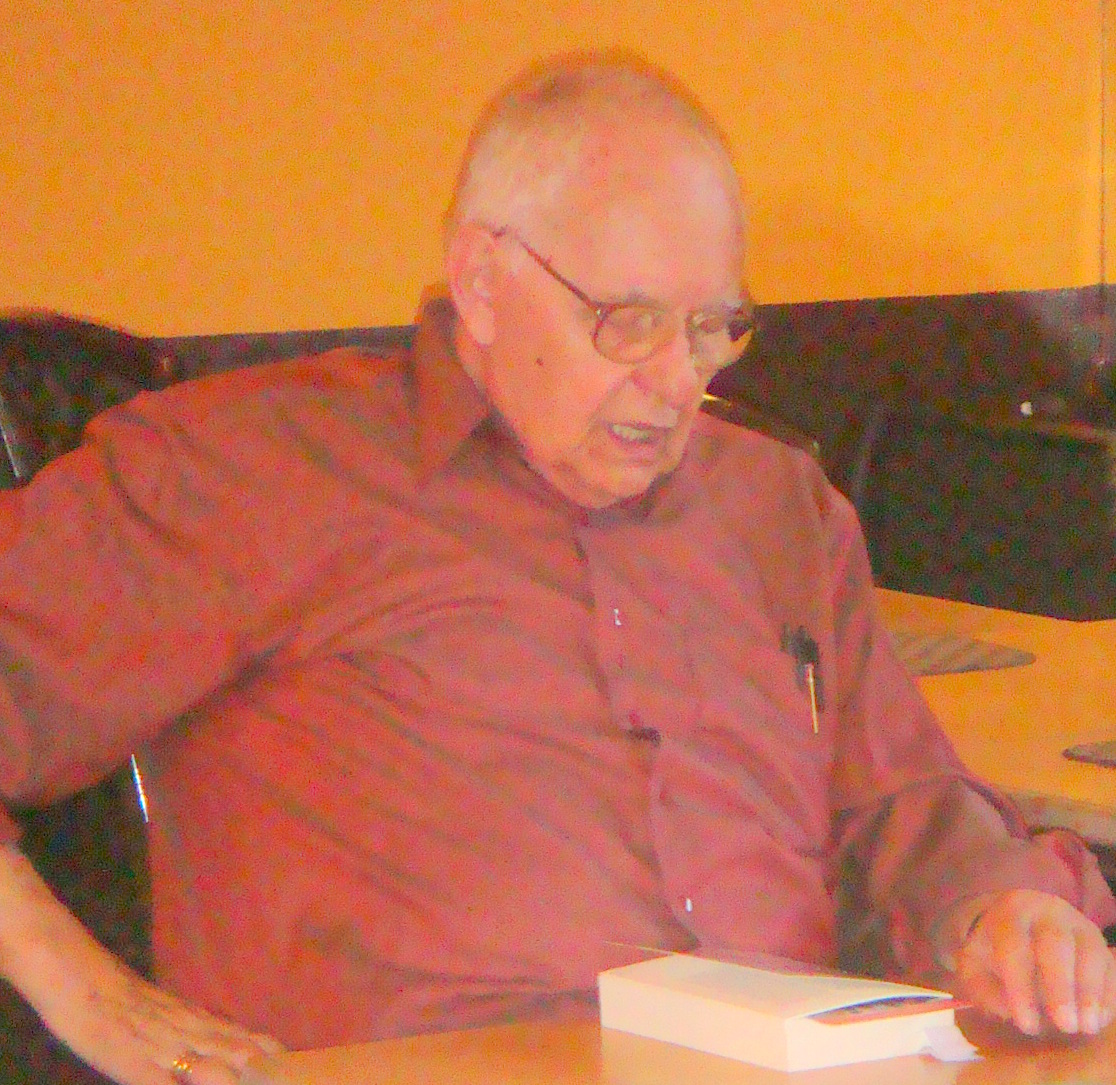
20. Januar: Klaus Huhn (2011)
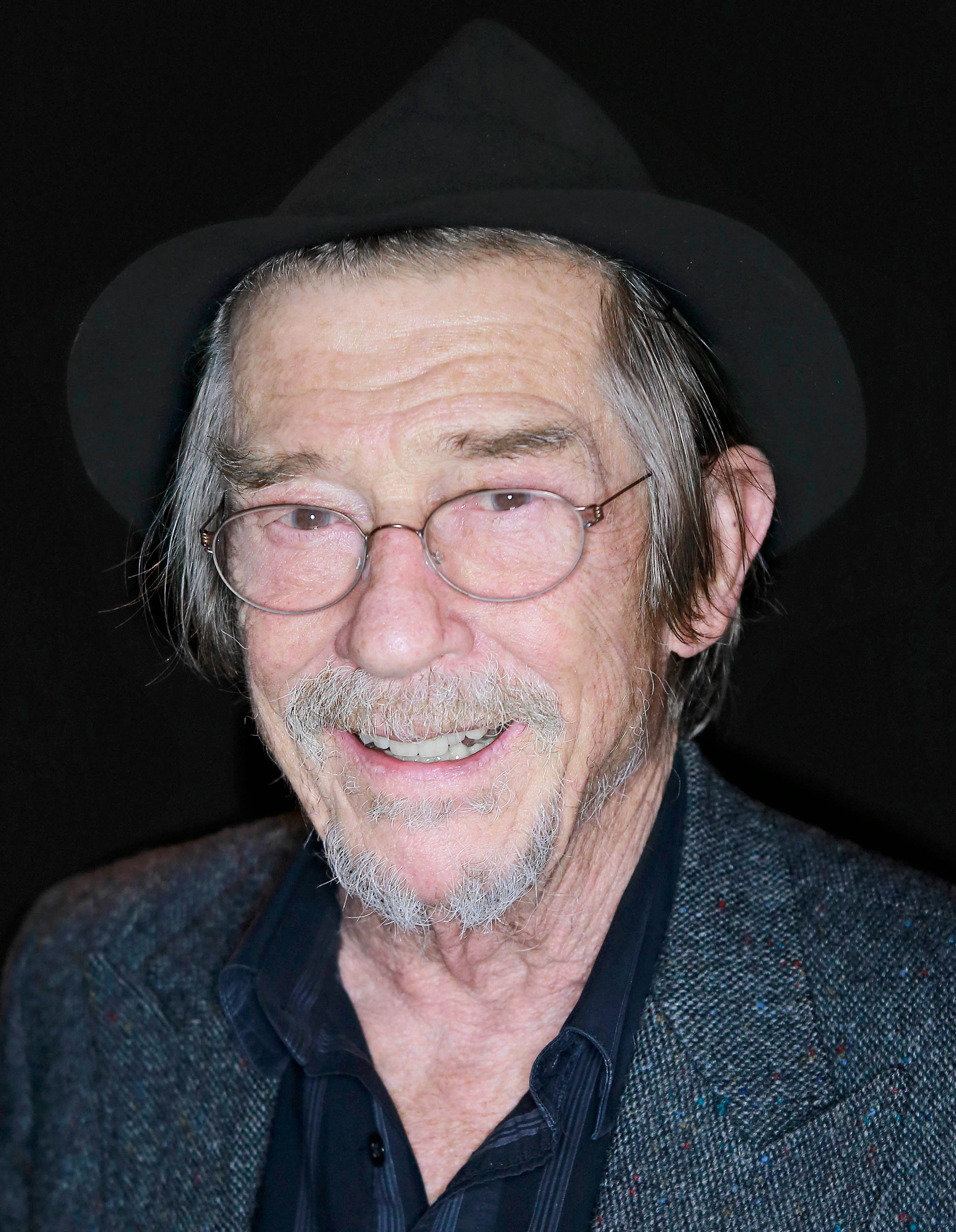
27. Januar: John Hurt (2015)
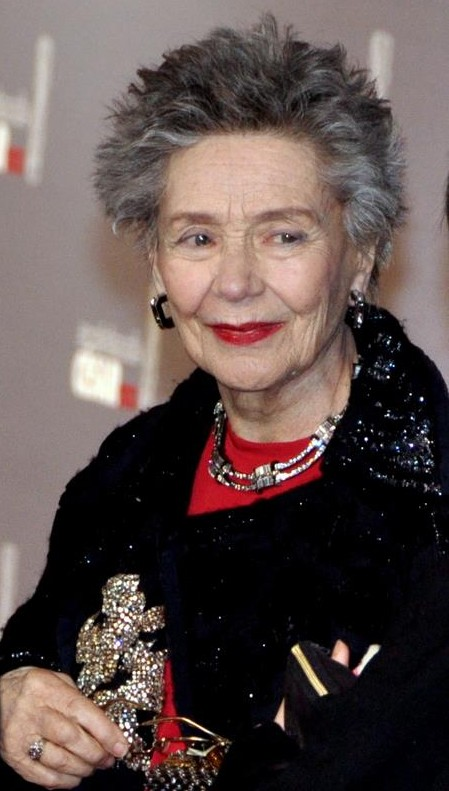
27. Januar: Emmanuelle Riva (2013)
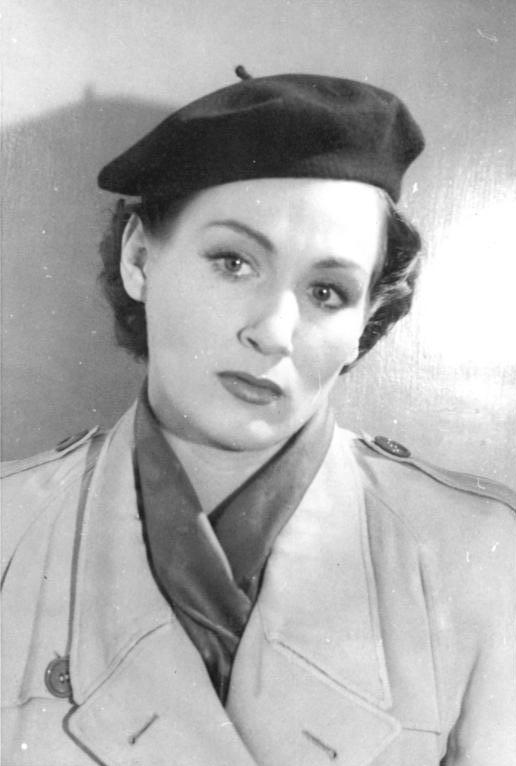
6. Februar: Inge Keller (1950)
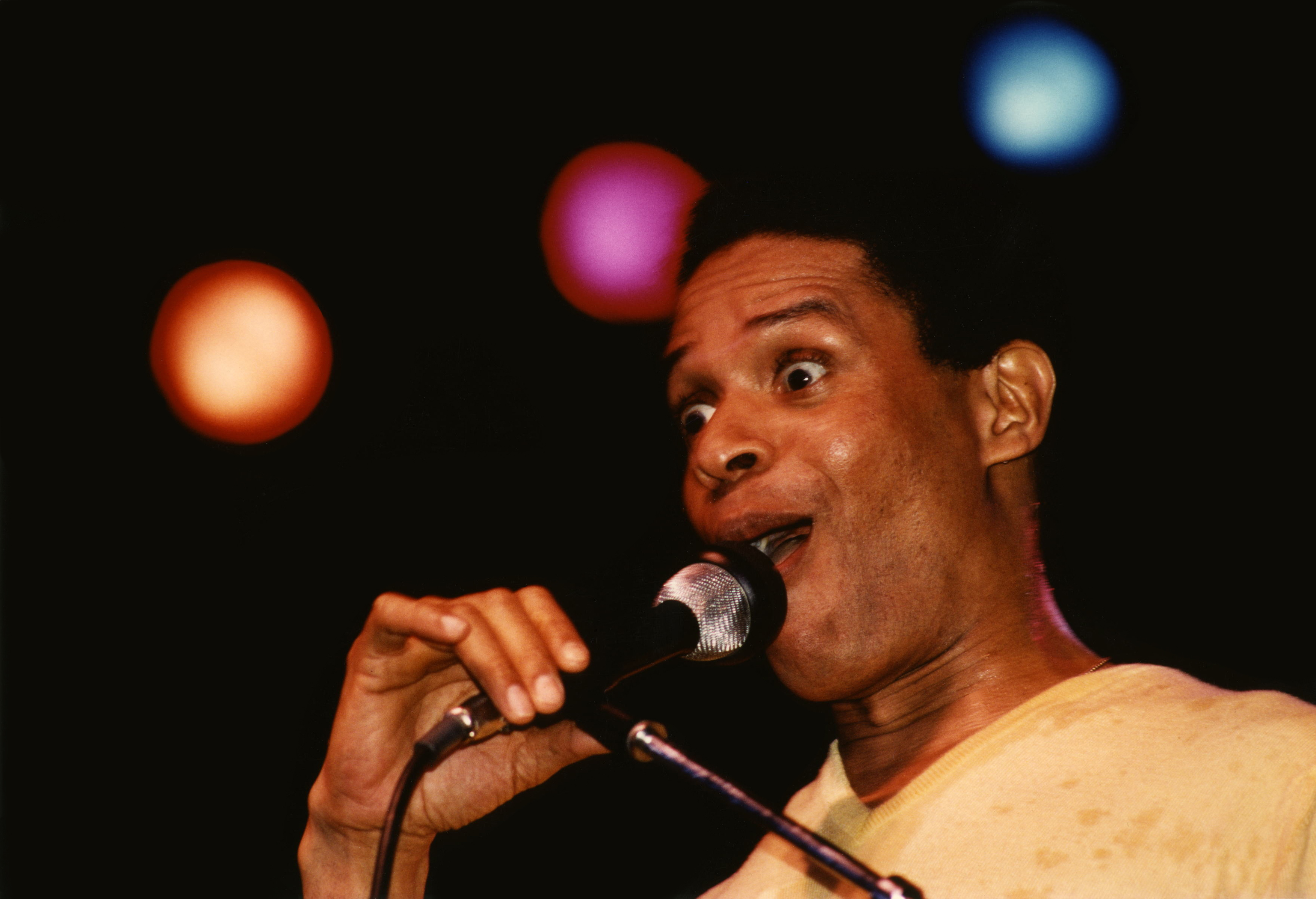
12. Februar: Al Jarreau (1981)
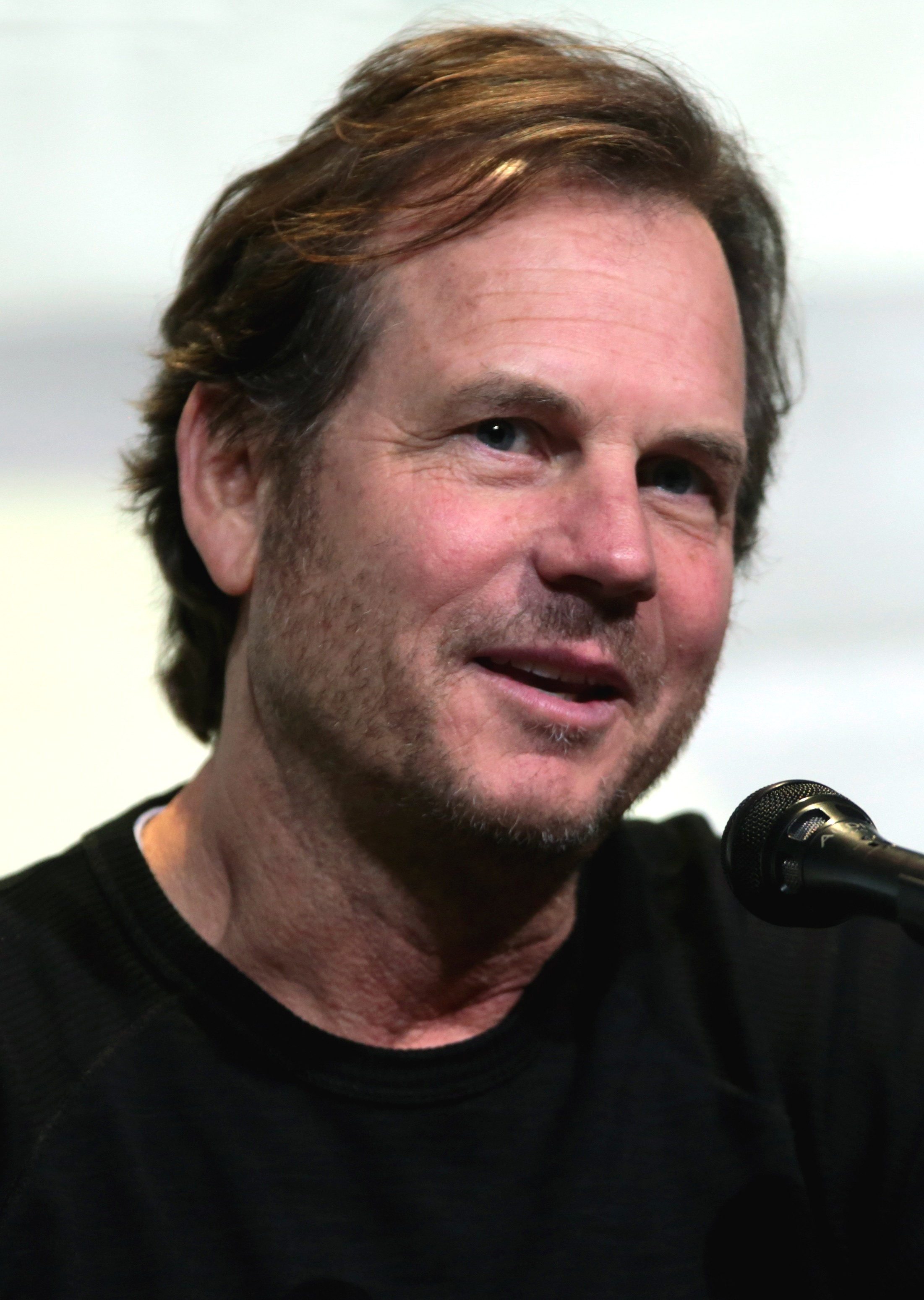
25. Februar: Bill Paxton (2016)
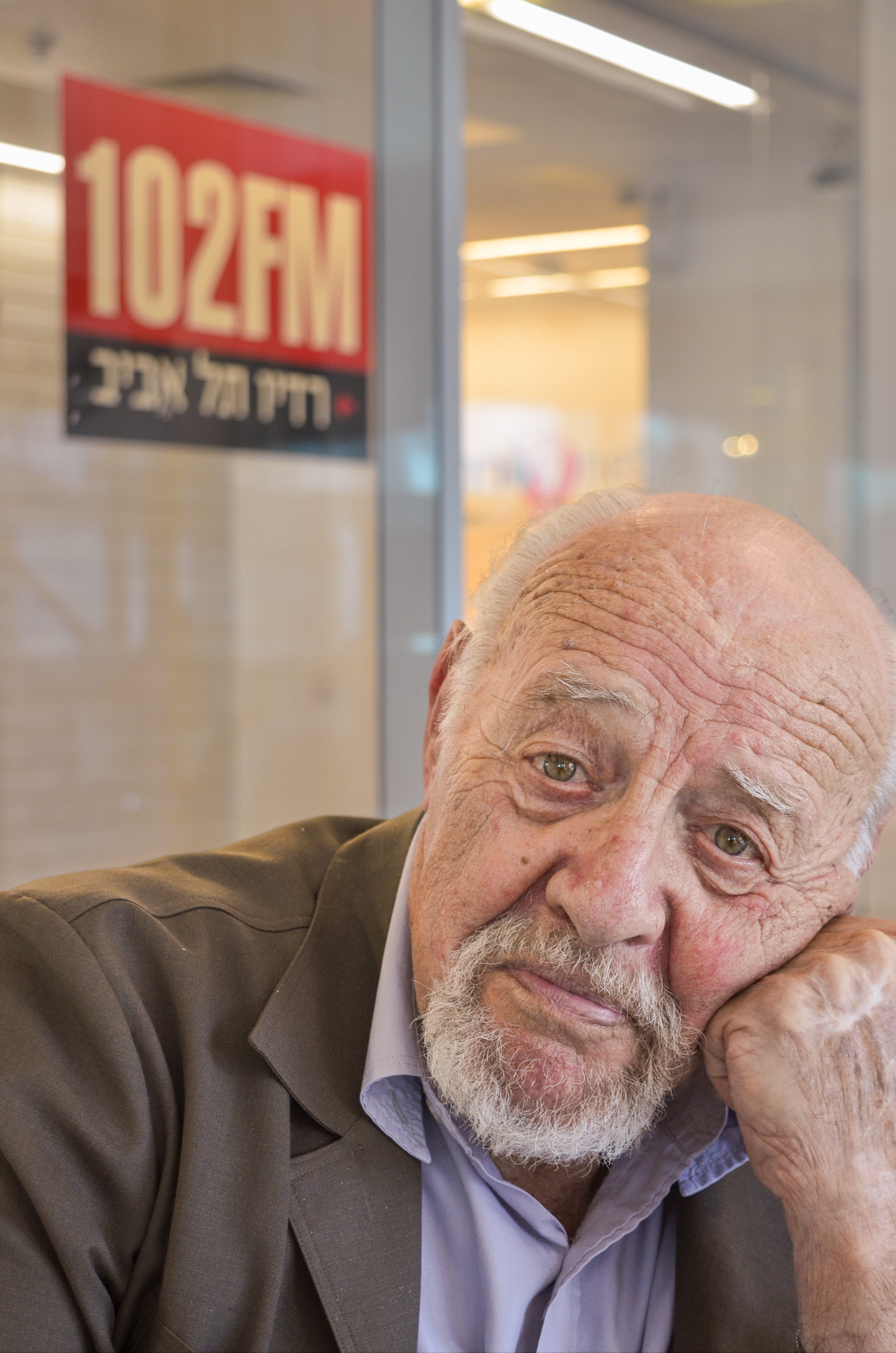
1. März: David Rubinger (2014)
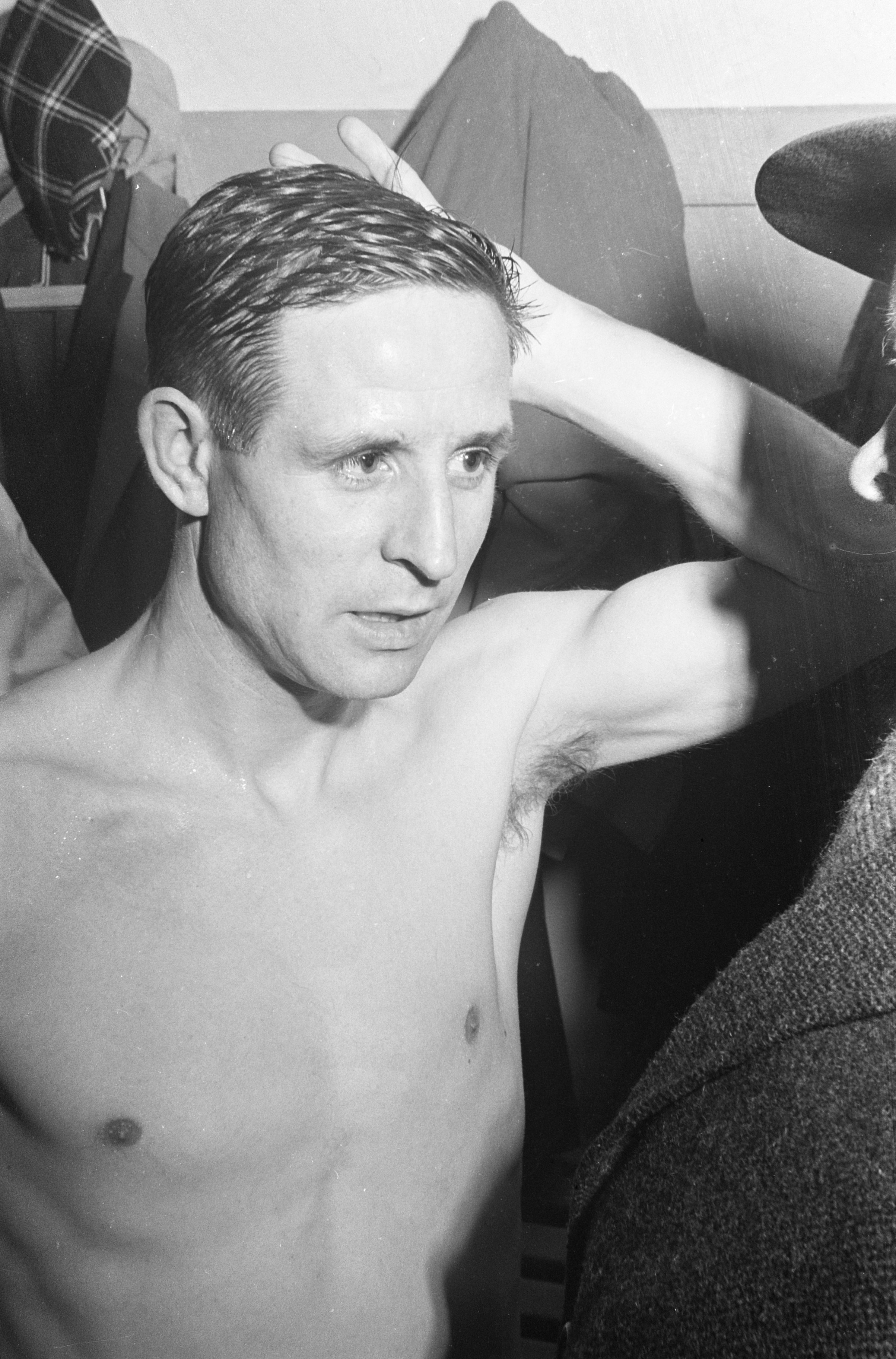
3. März: Raymond Kopa (1963)
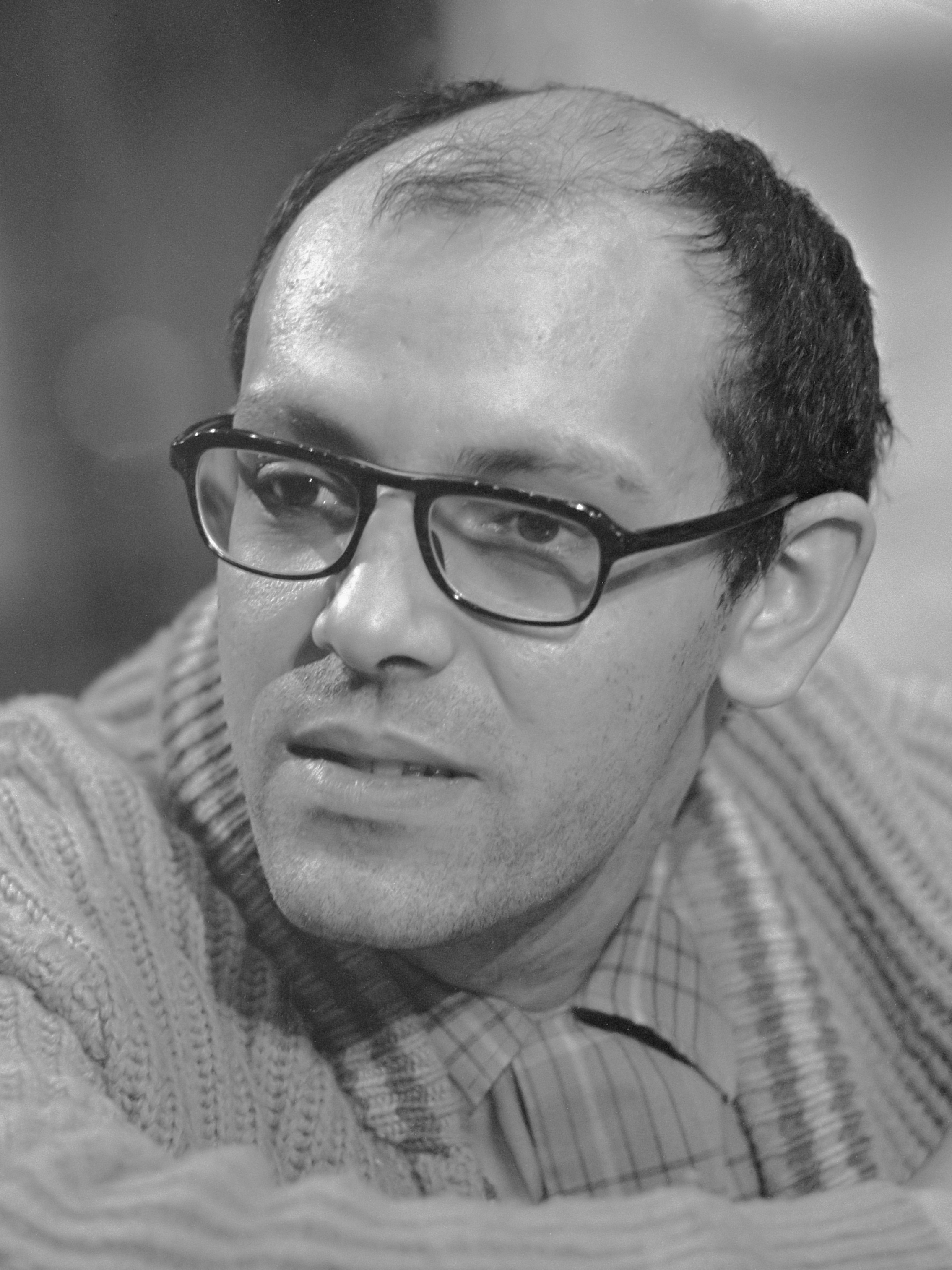
3. März: Misha Mengelberg (1968)
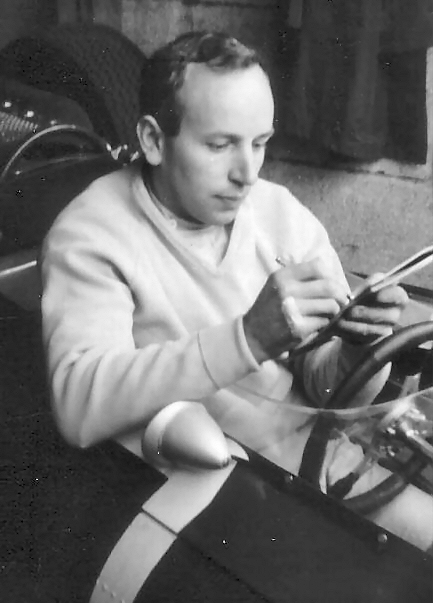
10. März: John Surtees (1964)
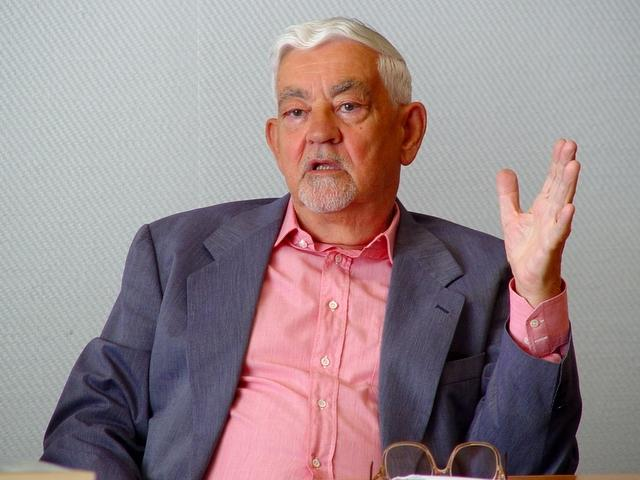
12. März: Horst Ehmke (2003)
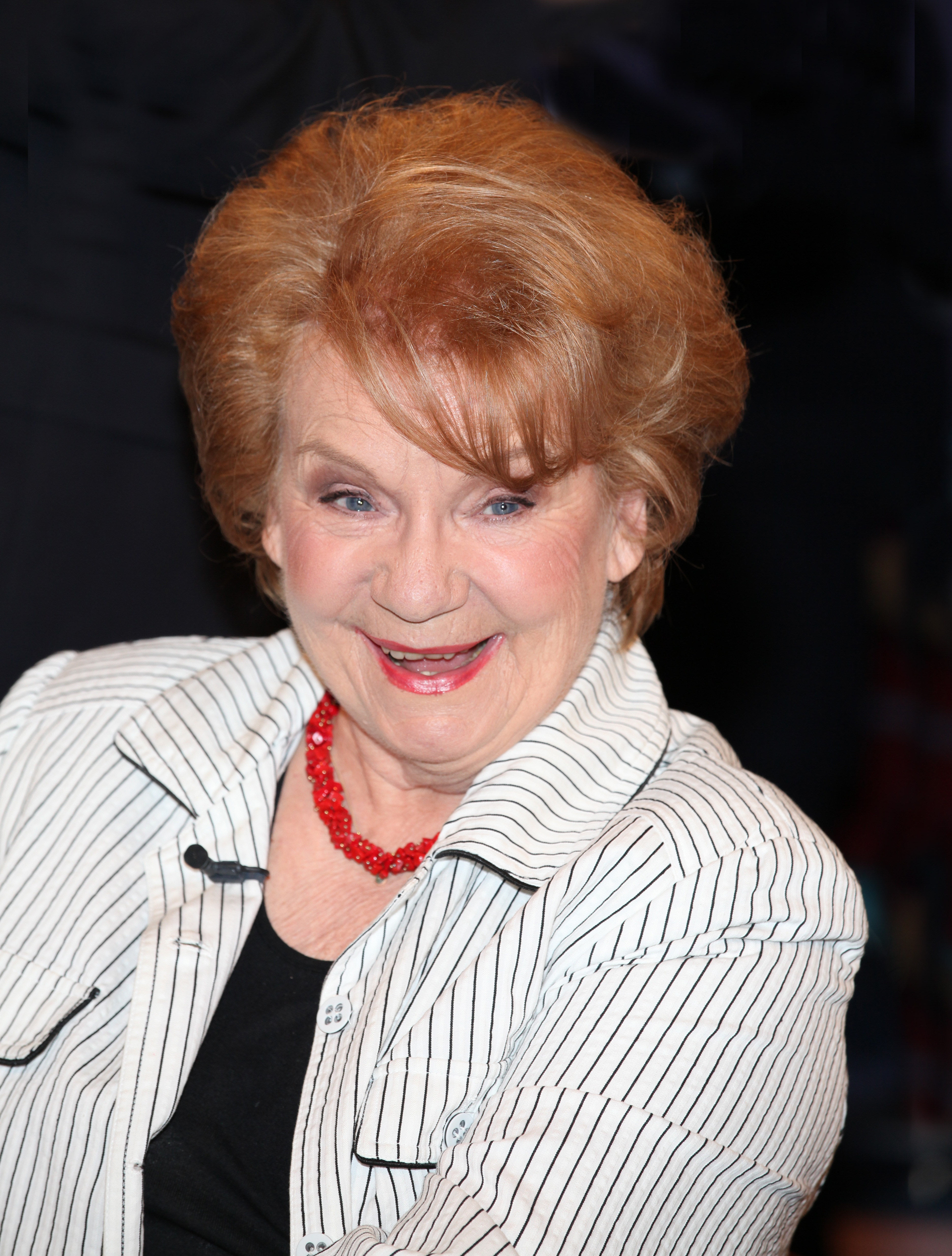
17. März: Ingeborg Krabbe (2012)
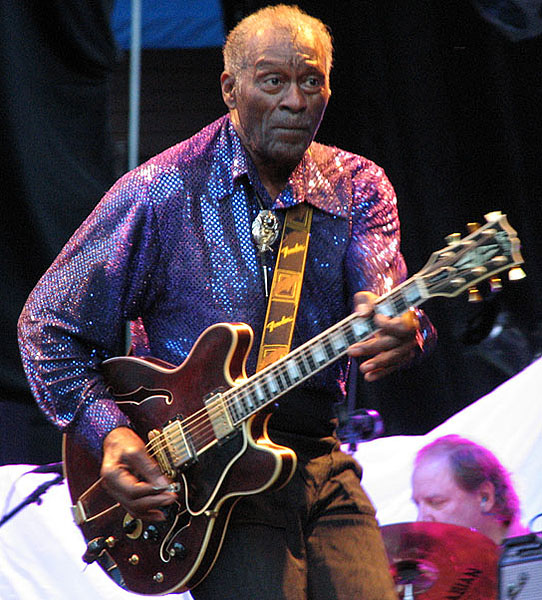
18. März: Chuck Berry (2007)
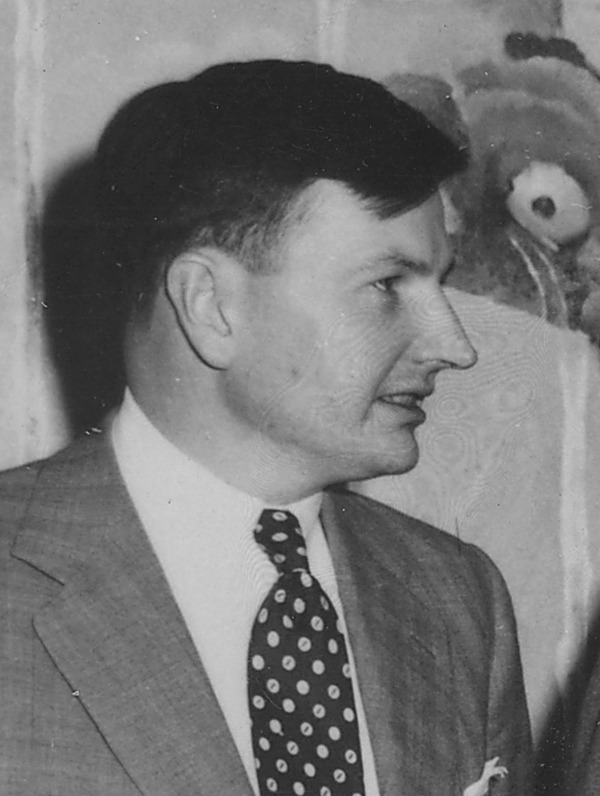
20. März: David Rockefeller (1953)
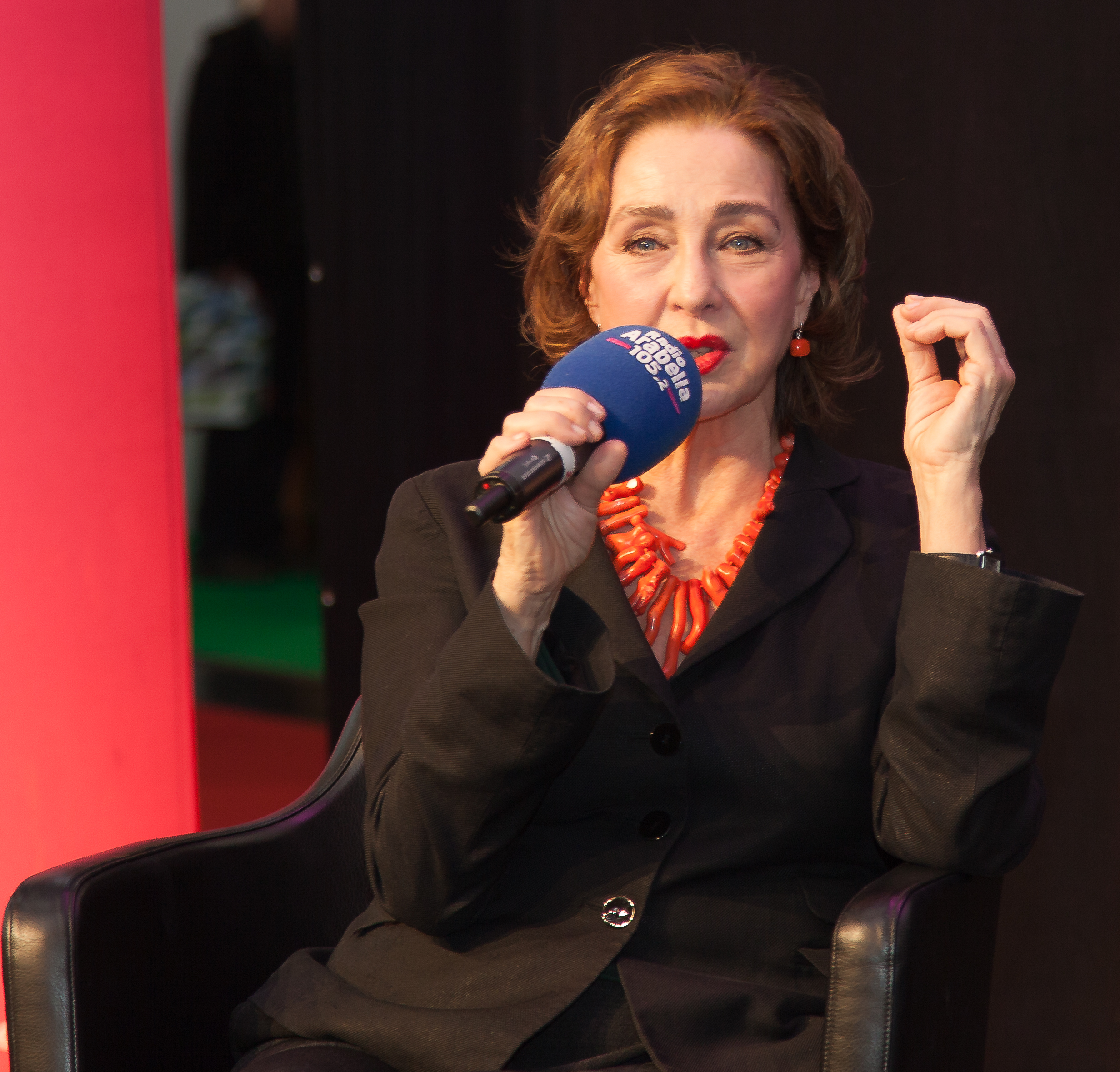
28. März: Christine Kaufmann (2014)
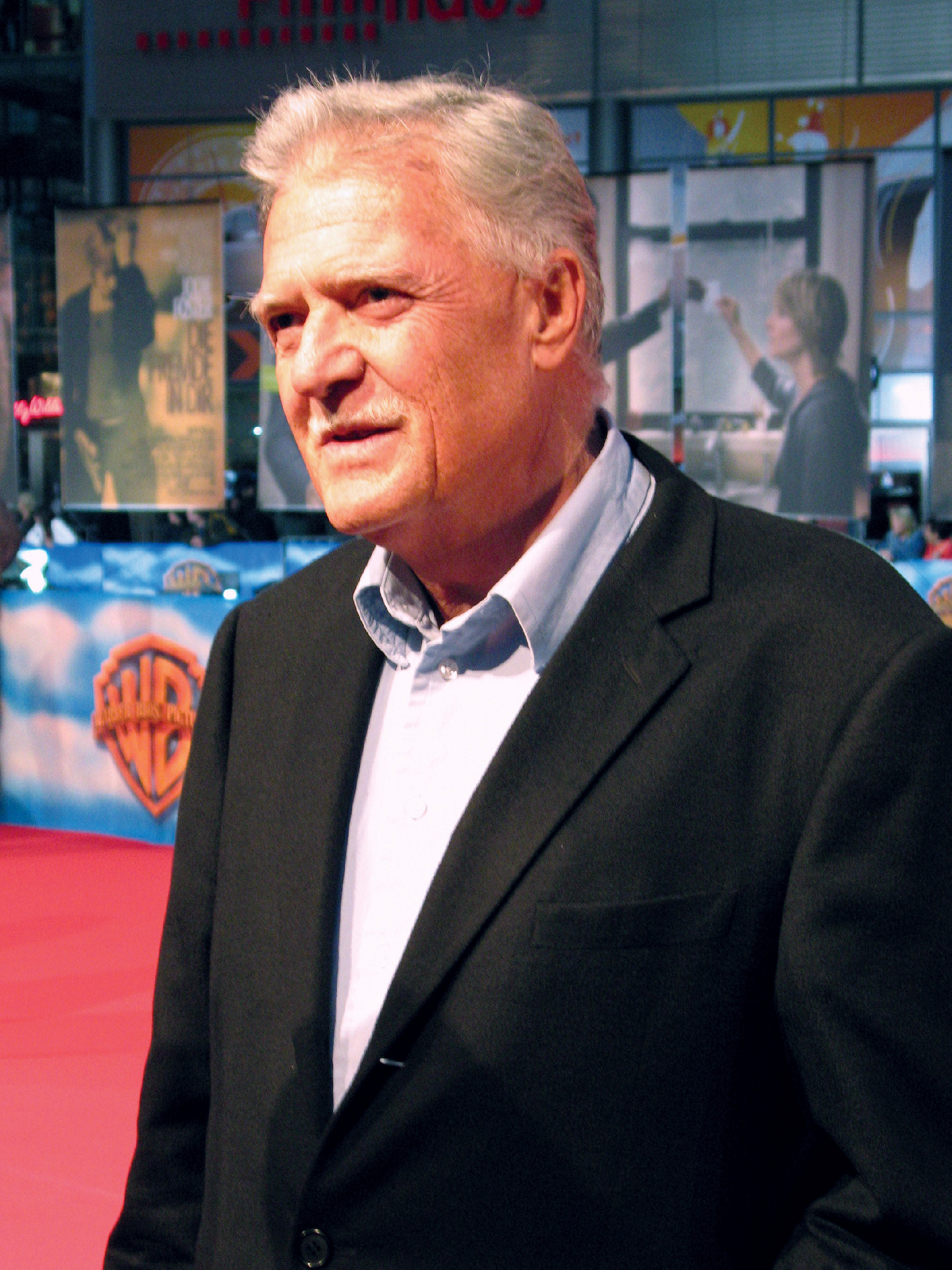
12. April: Michael Ballhaus (2007)
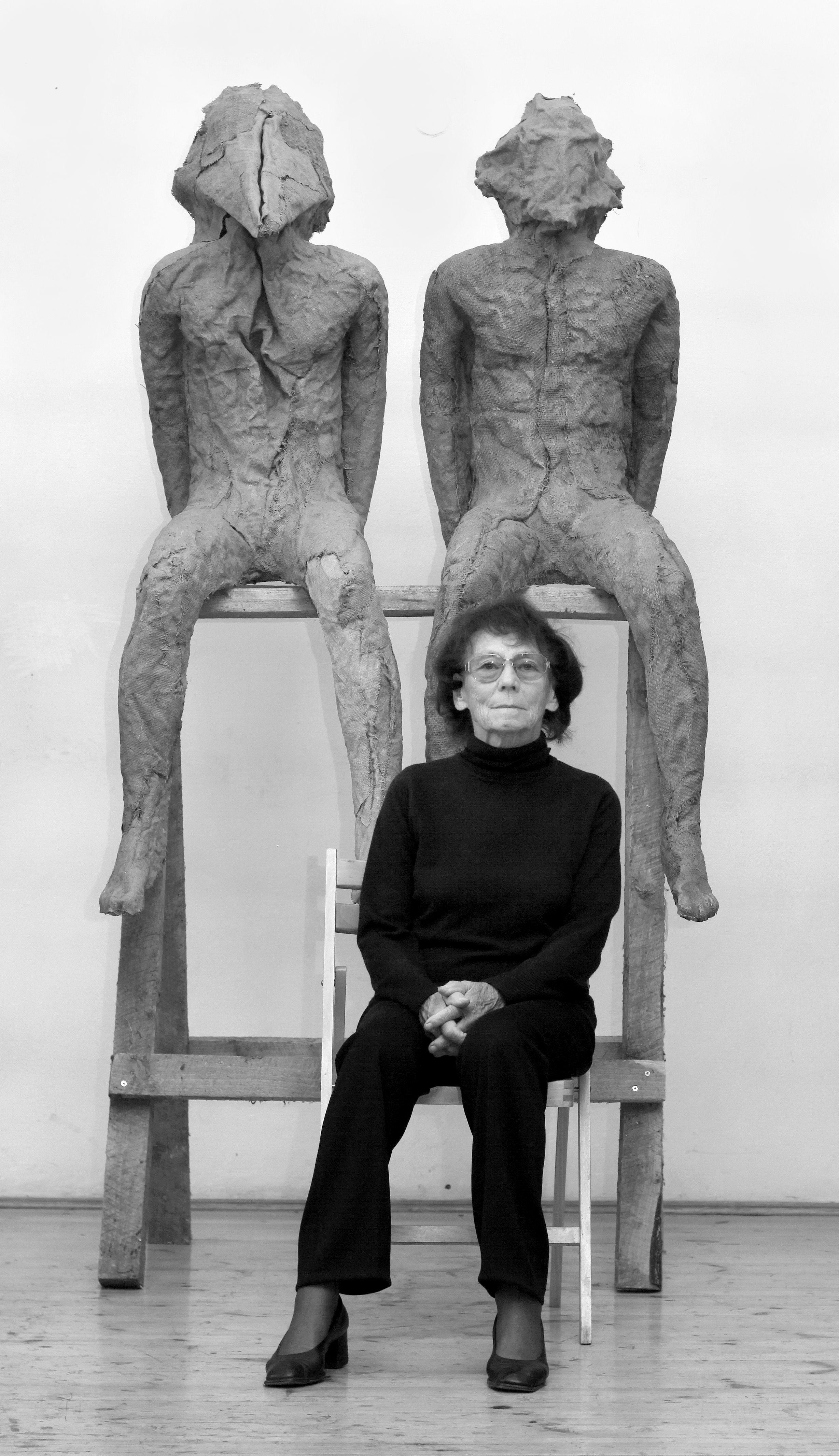
20. April: Magdalena Abakanowicz (2010)
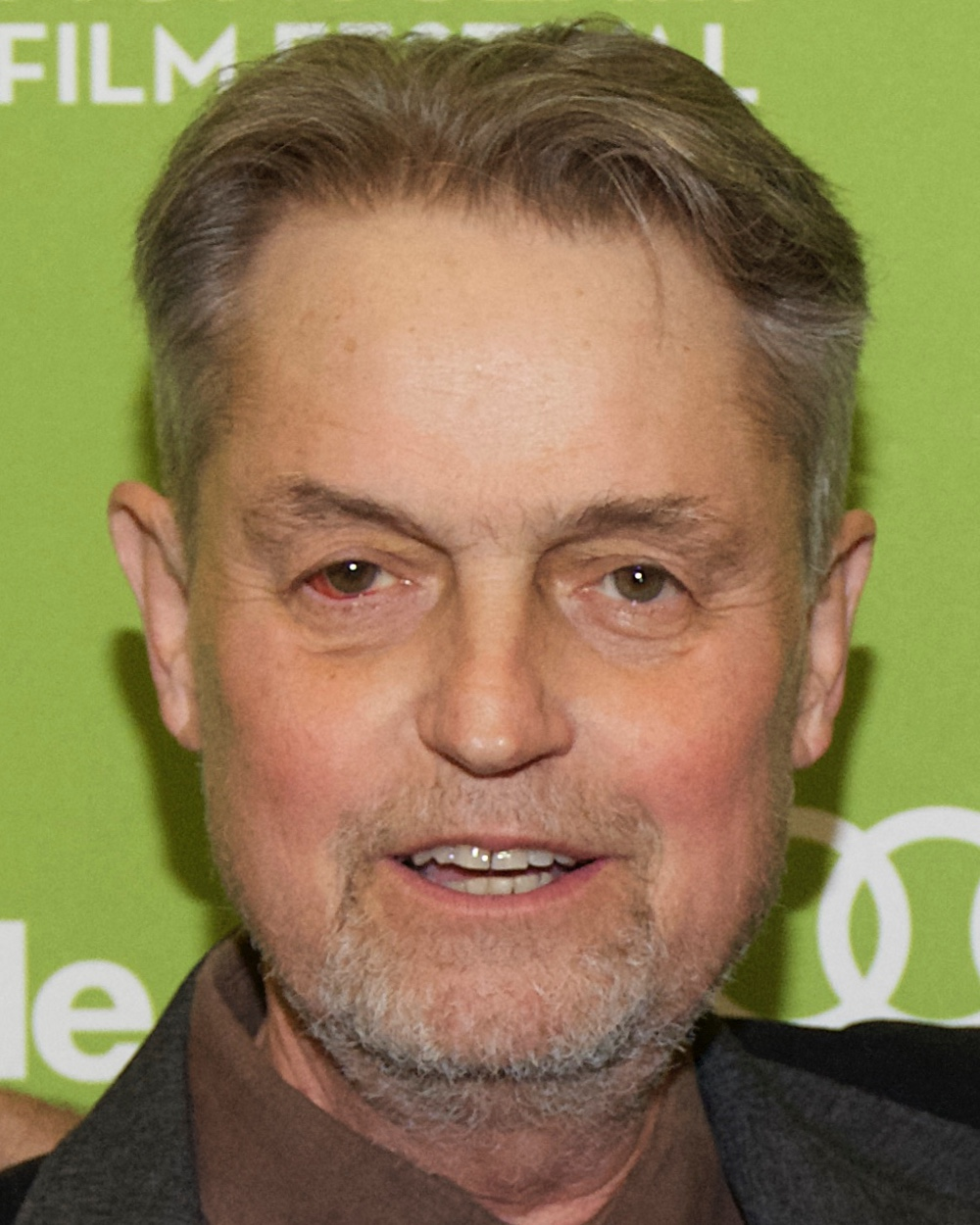
26. April: Jonathan Demme (2015)
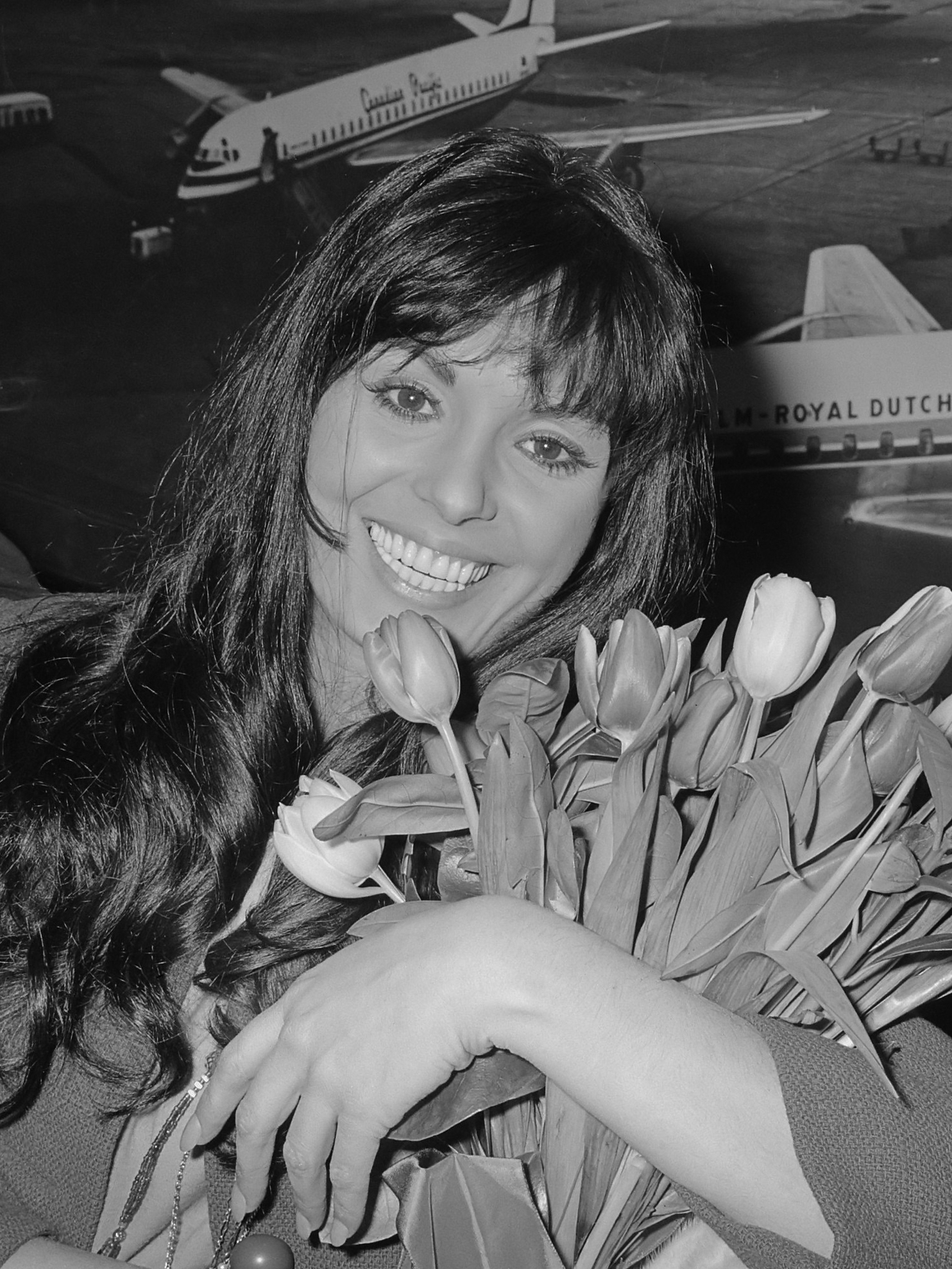
3. Mai: Daliah Lavi (1966)
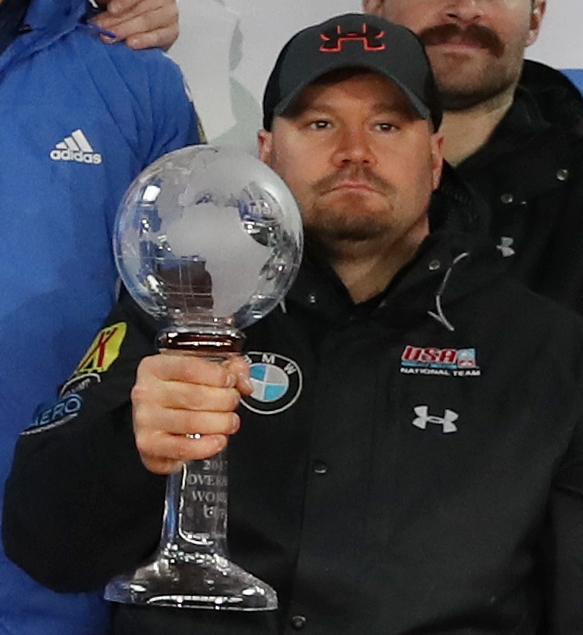
6. Mai: Steven Holcomb (2017)
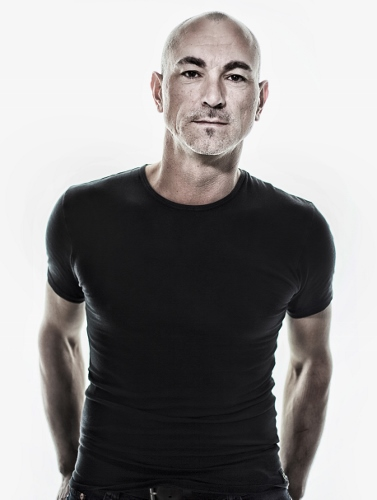
9. Mai: Robert Miles (2014)
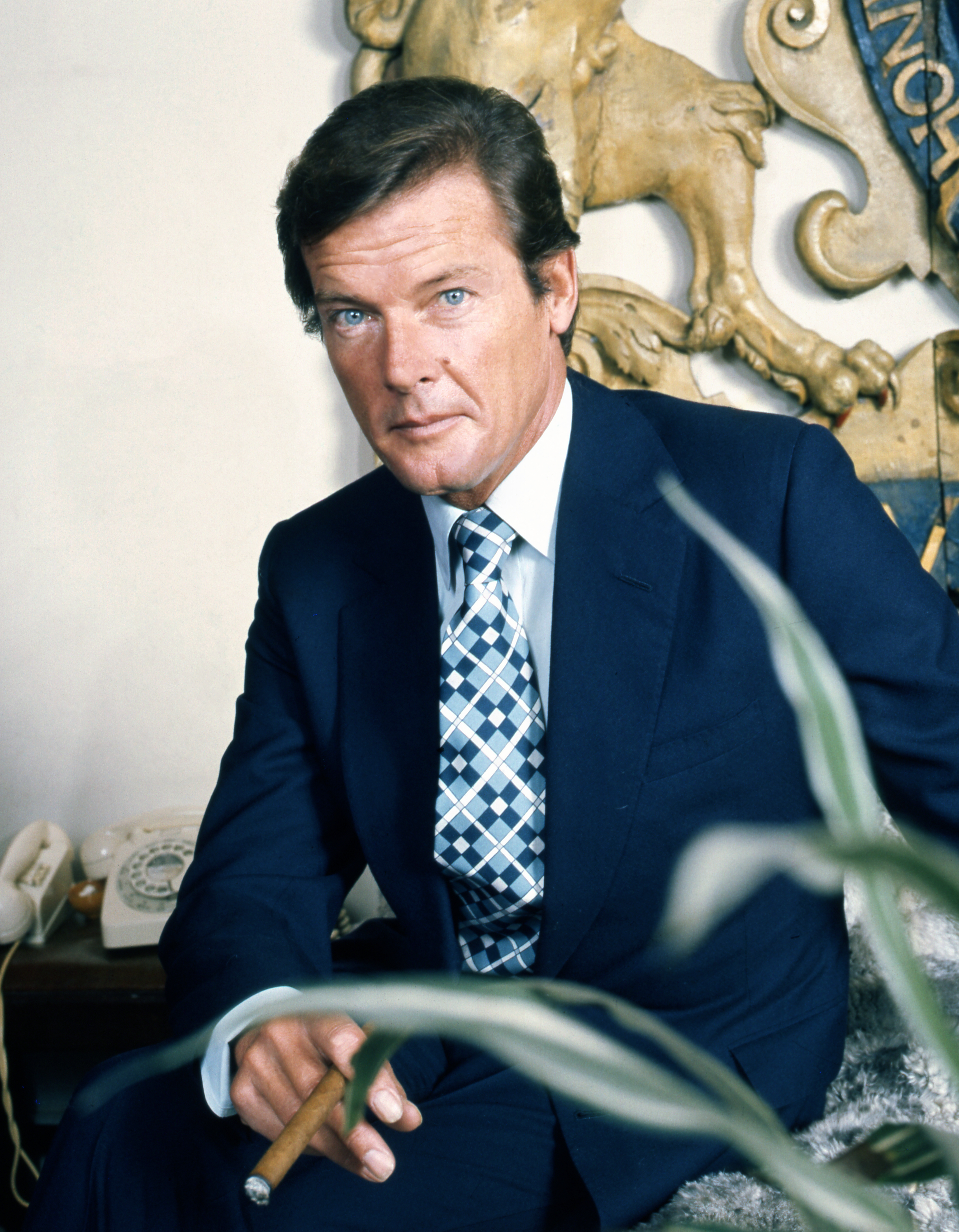
23. Mai: Roger Moore (1973)
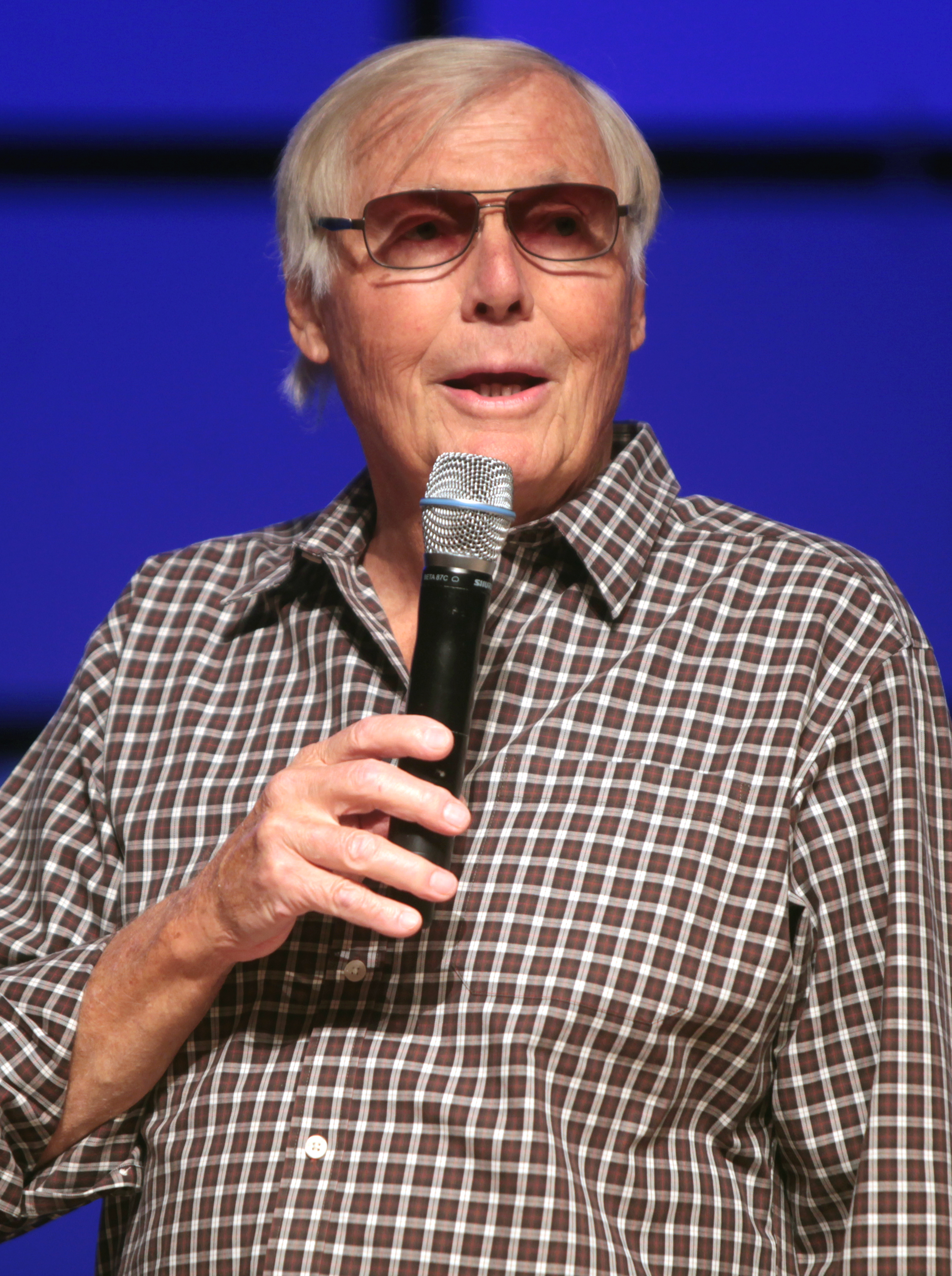
9. Juni: Adam West (2014)
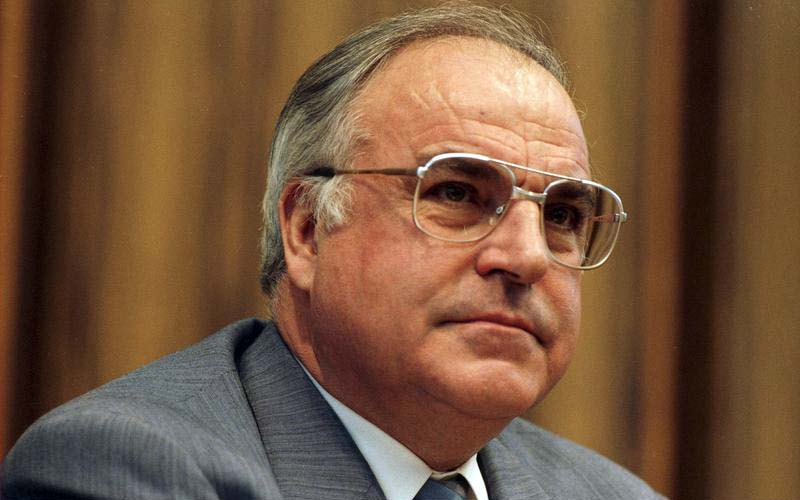
16. Juni: Helmut Kohl (1987)
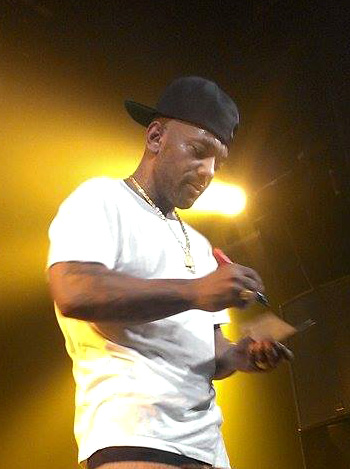
20. Juni: Prodigy (2014)
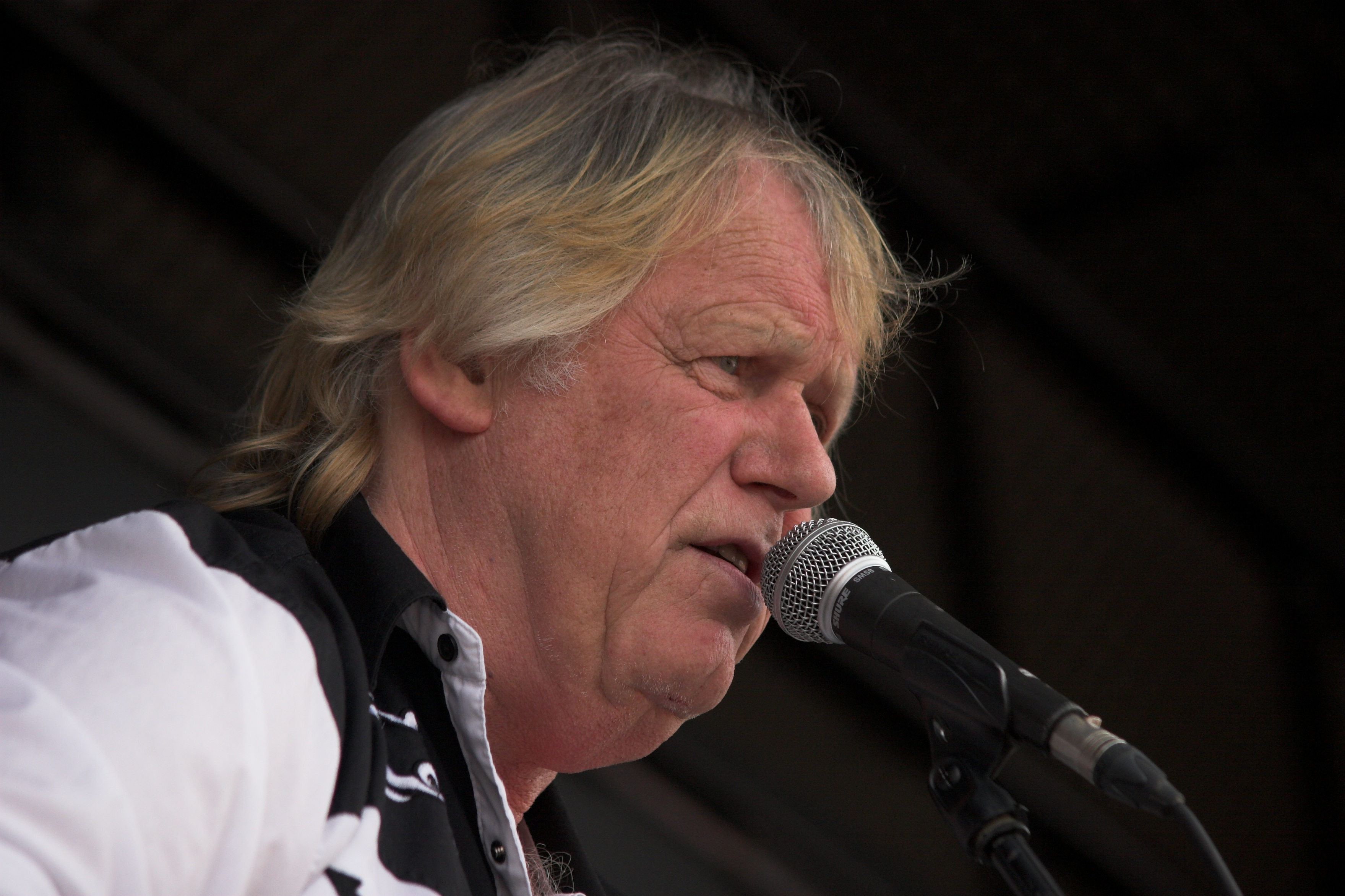
22. Juni: Gunter Gabriel (2008)
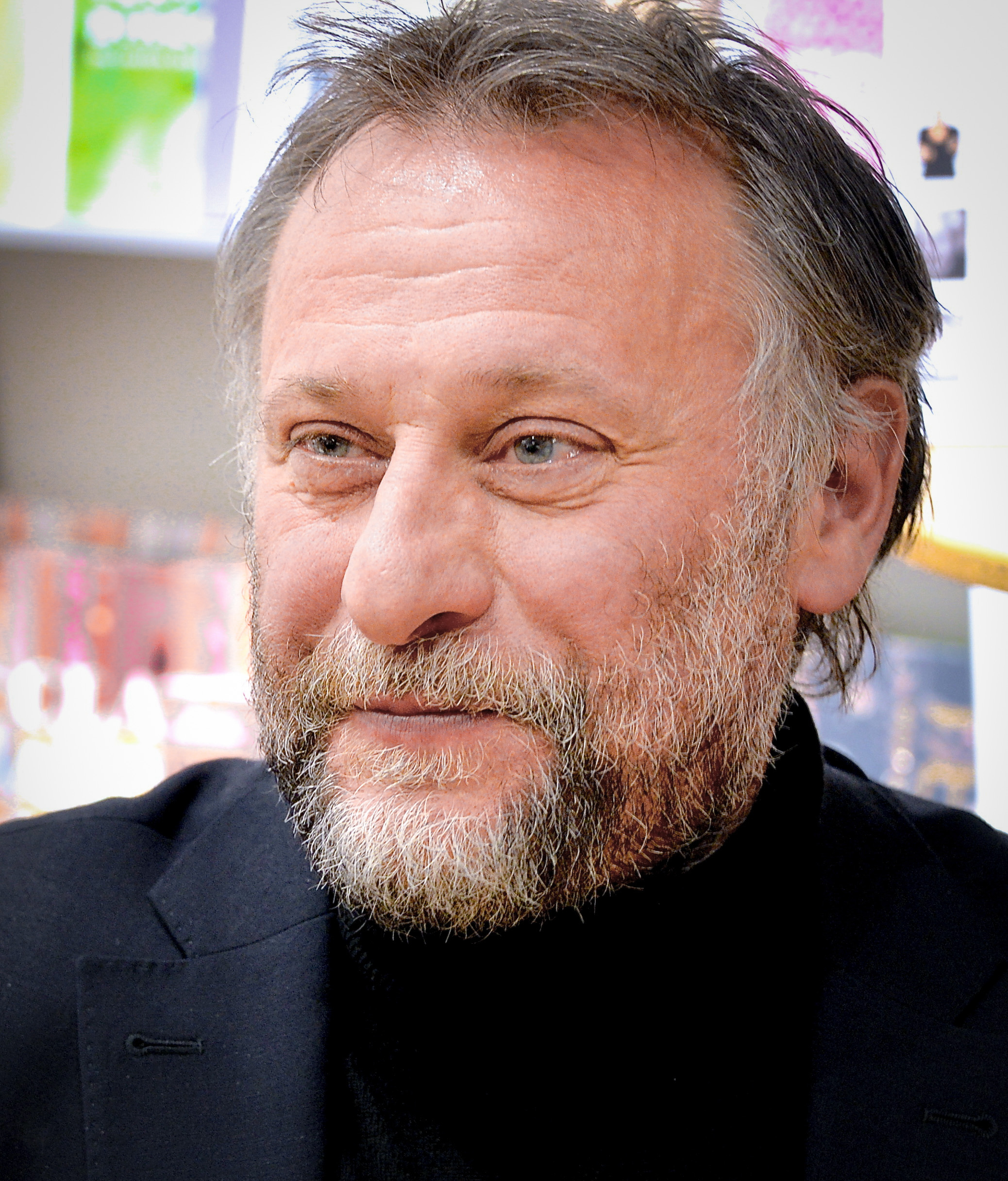
27. Juni: Mikael Nyqvist (2013)
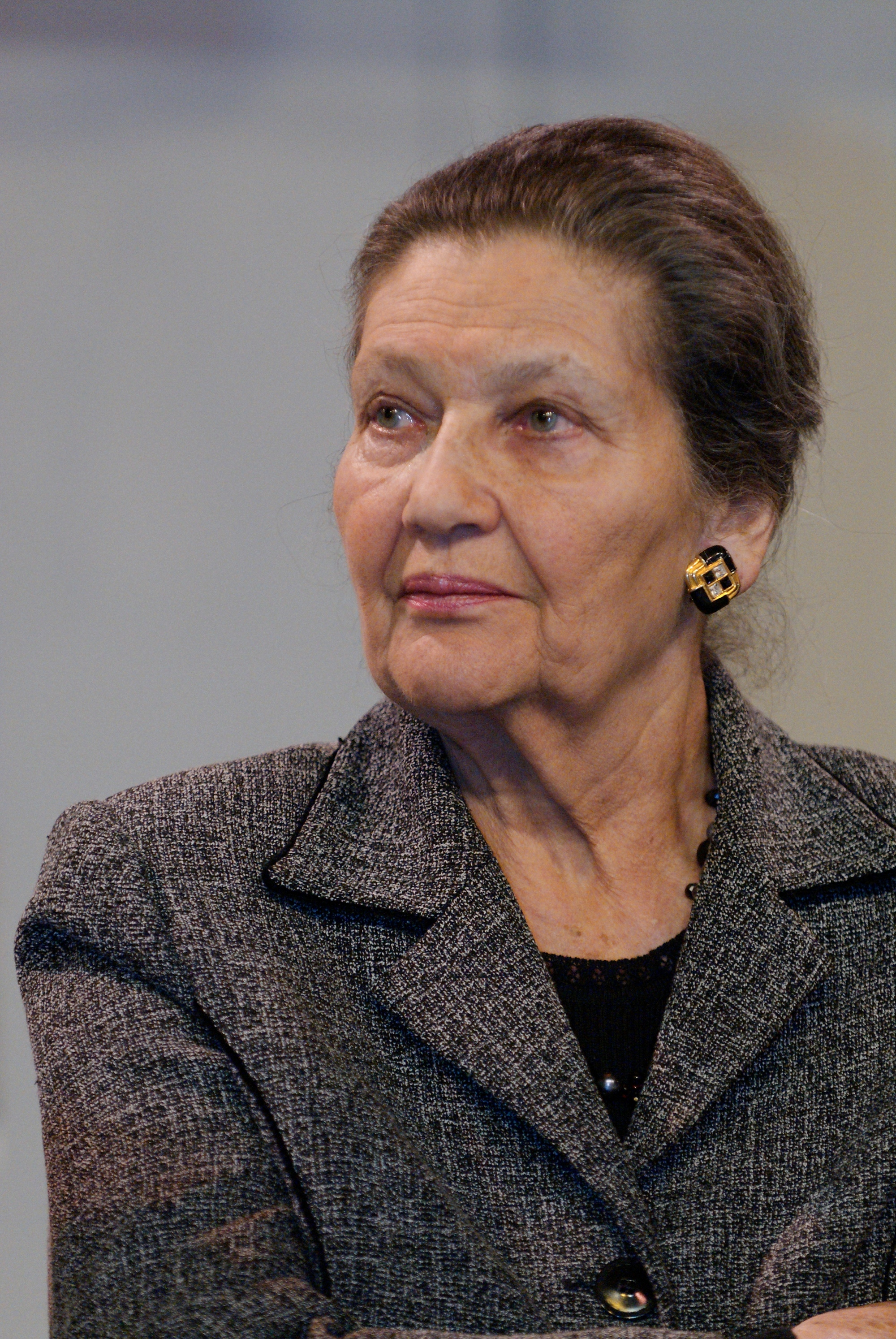
30. Juni: Simone Veil (2008)
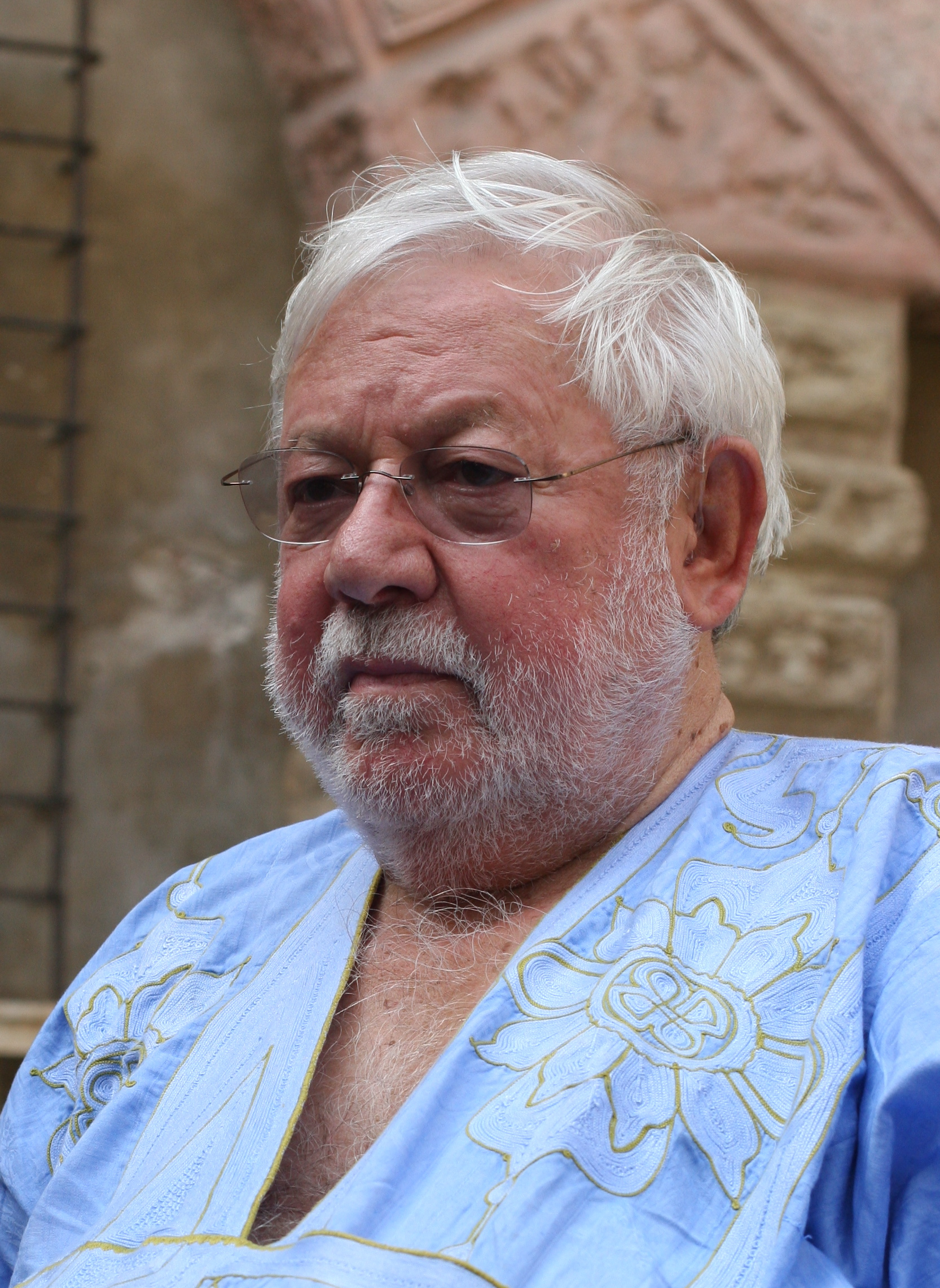
3. Juli: Paolo Villaggio (2008)
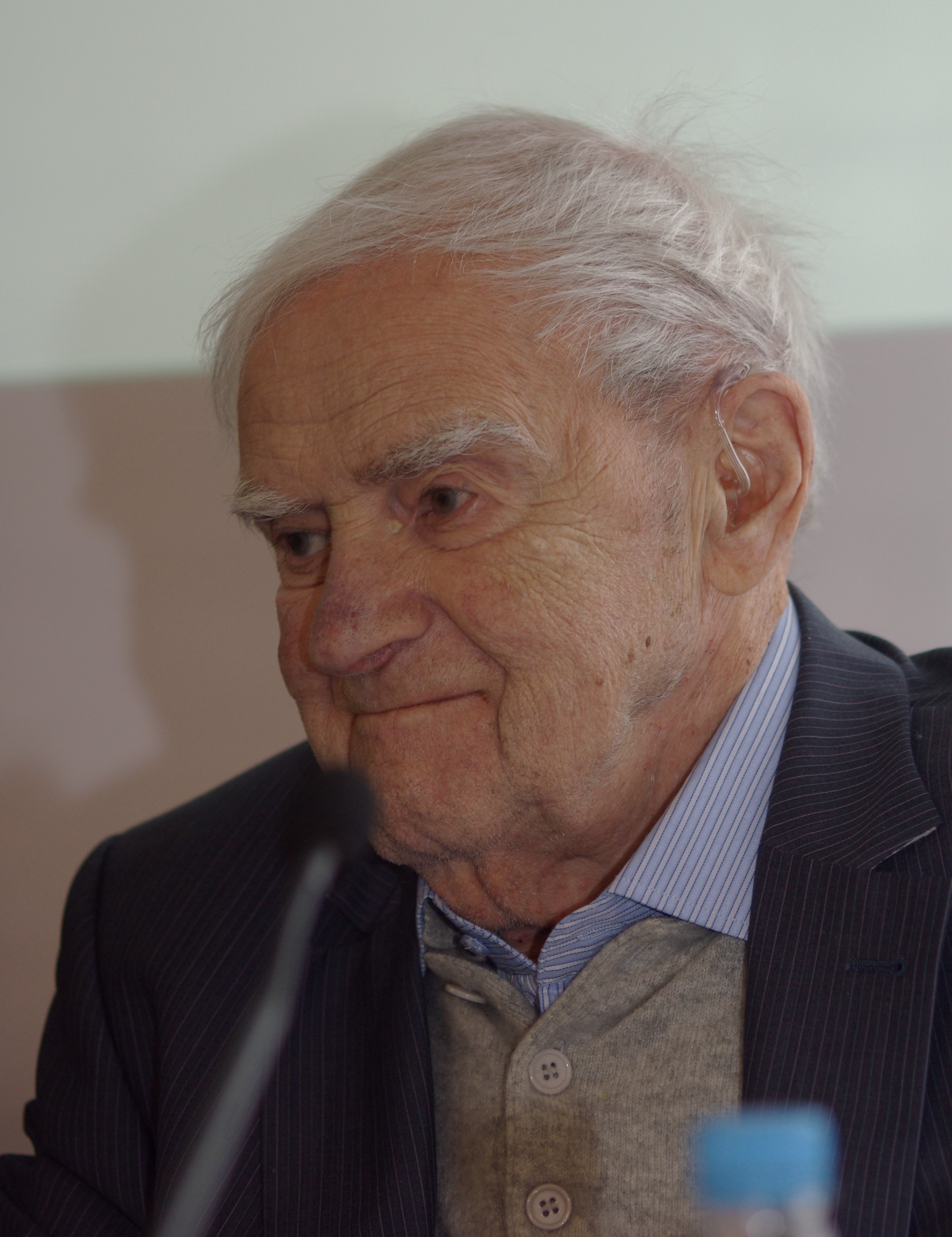
4. Juli: Daniil Granin (2012)
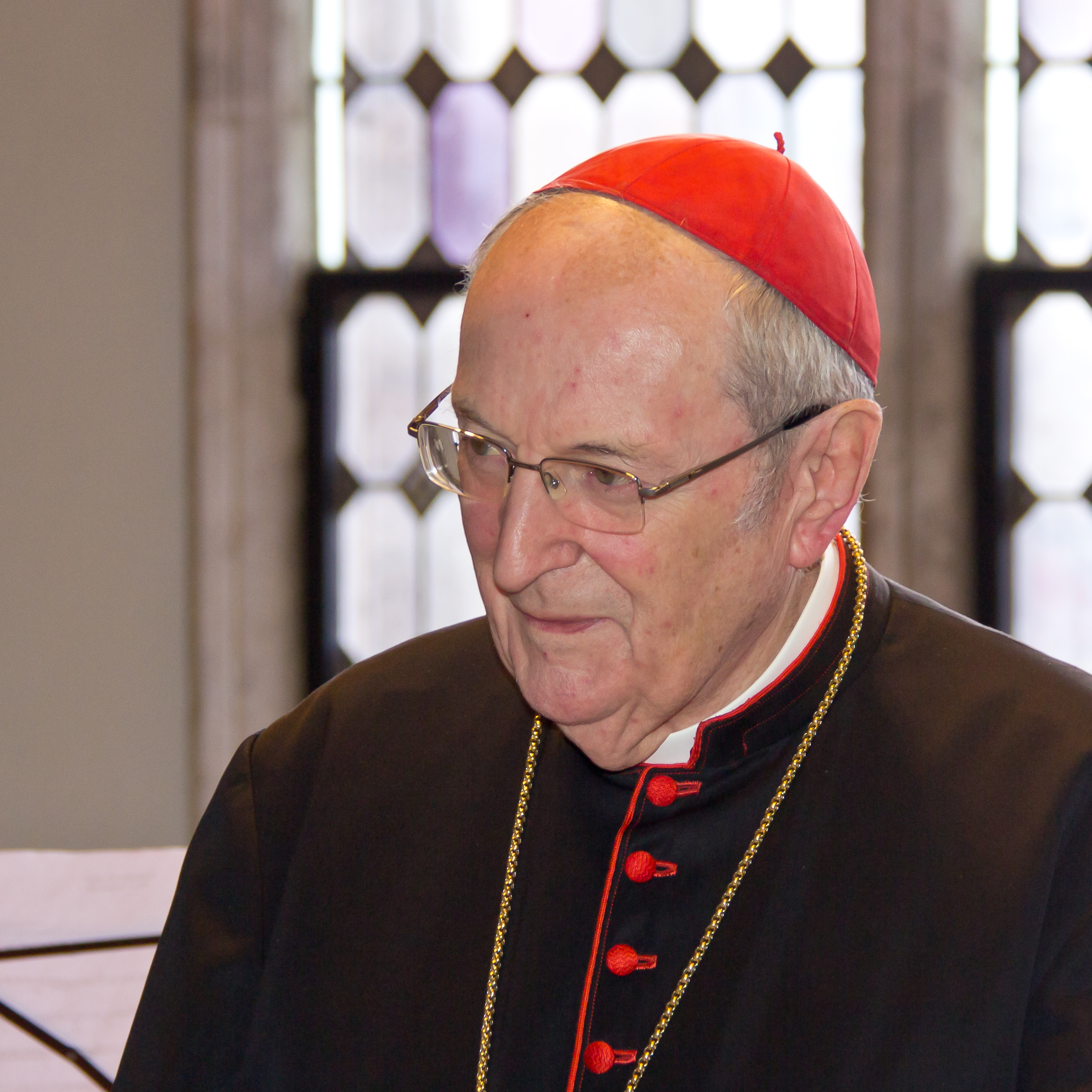
5. Juli: Joachim Kardinal Meisner (2014)
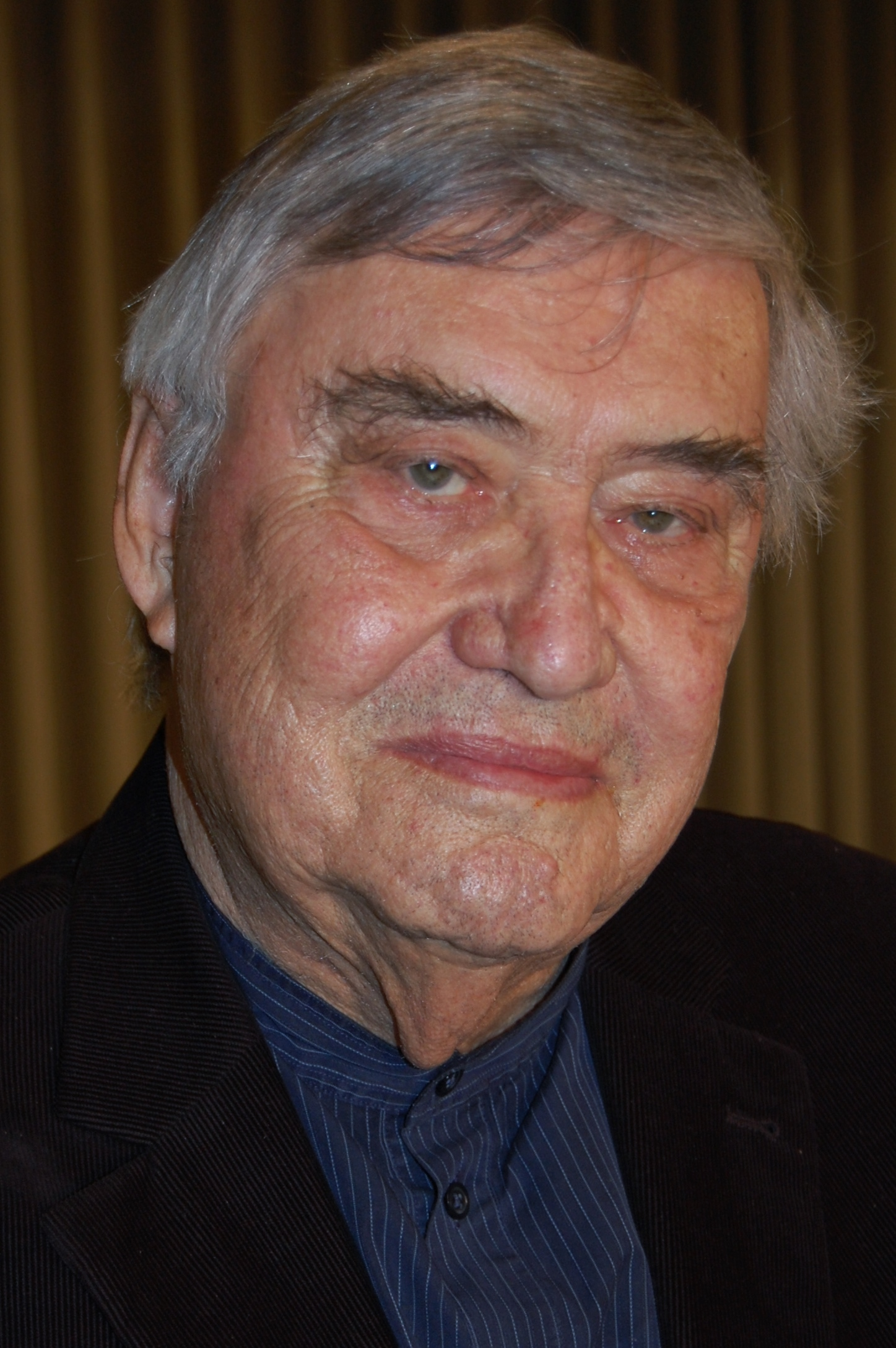
10. Juli: Peter Härtling (2013)
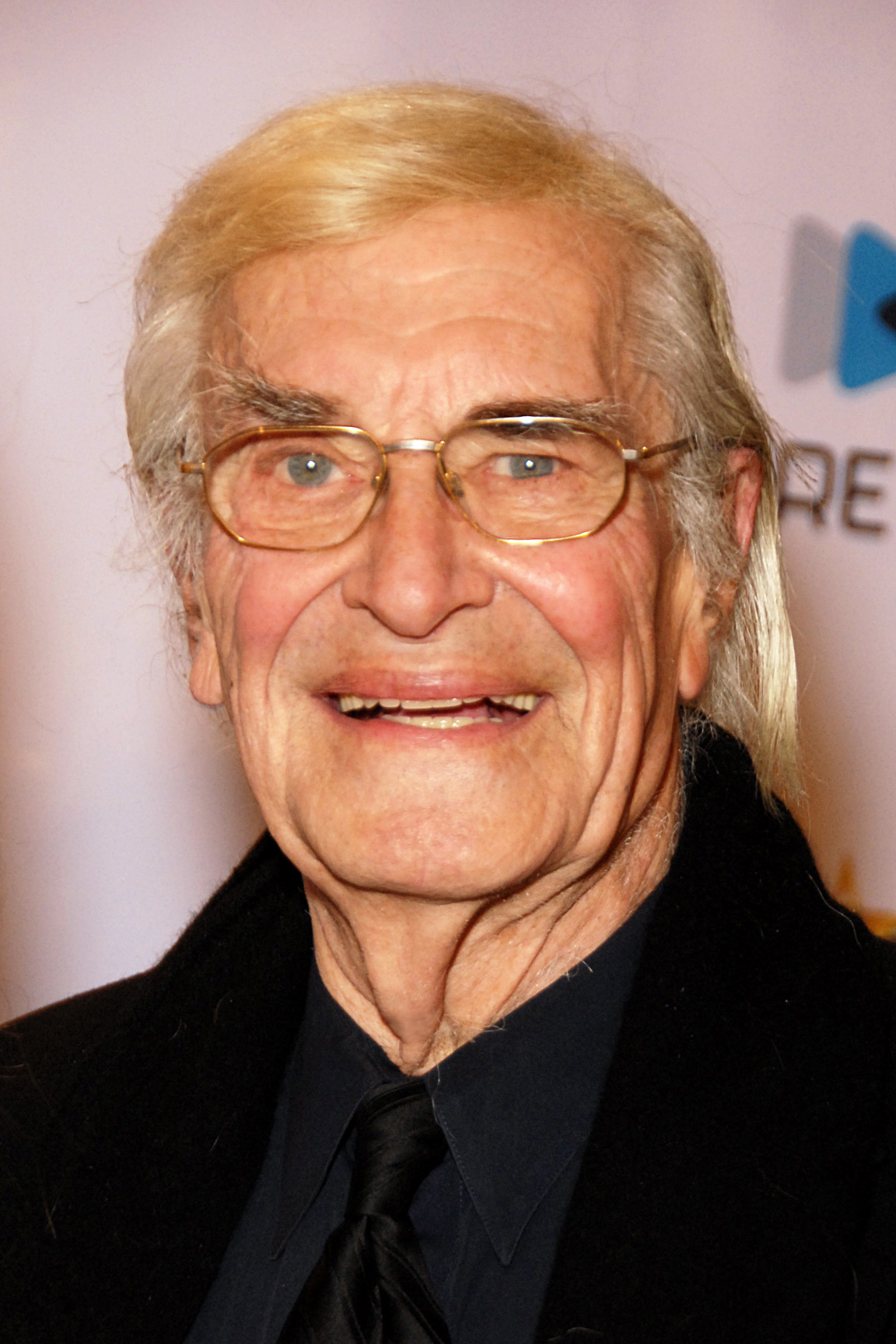
15. Juli: Martin Landau (2010)
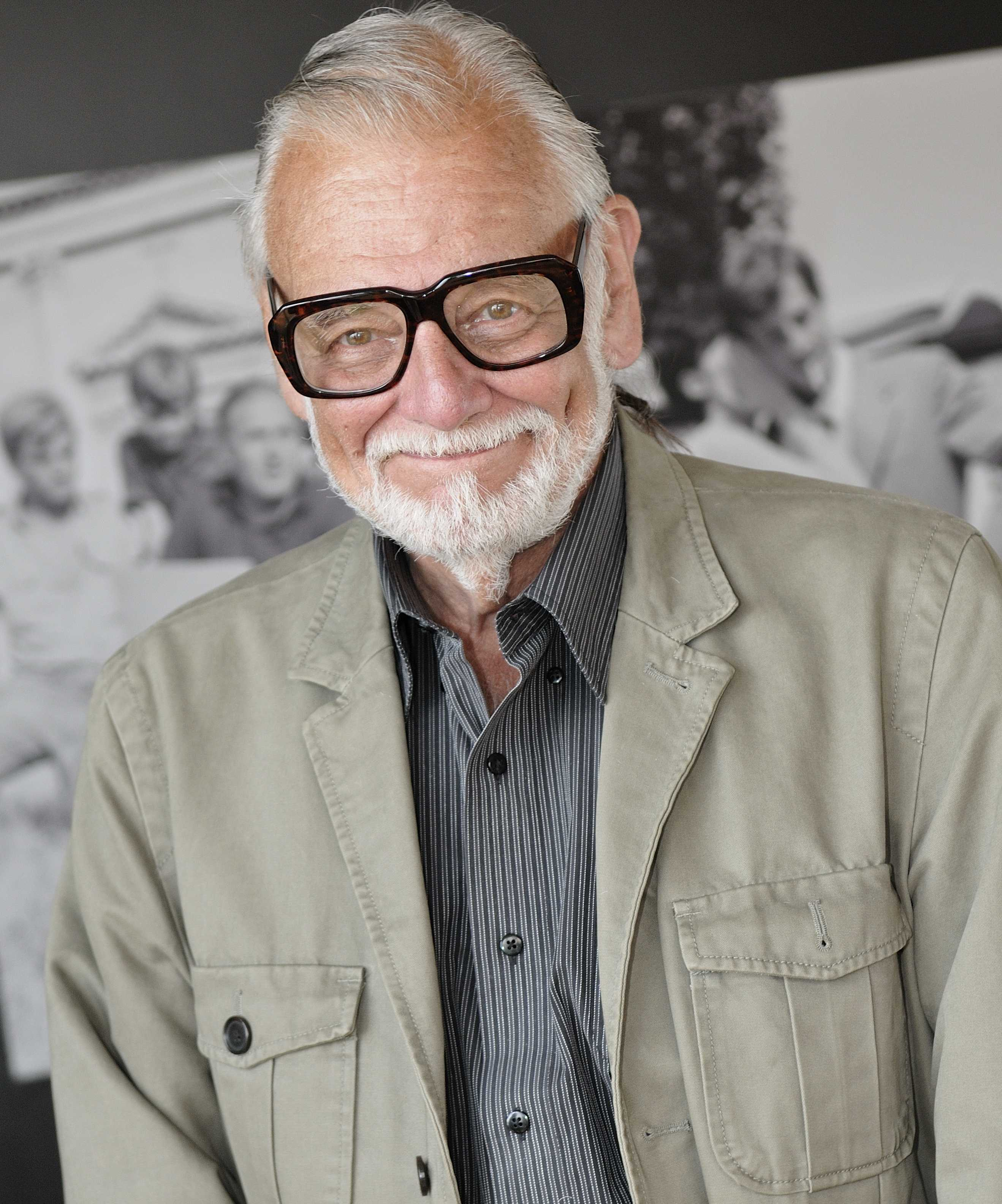
16. Juli: George A. Romero (2009)
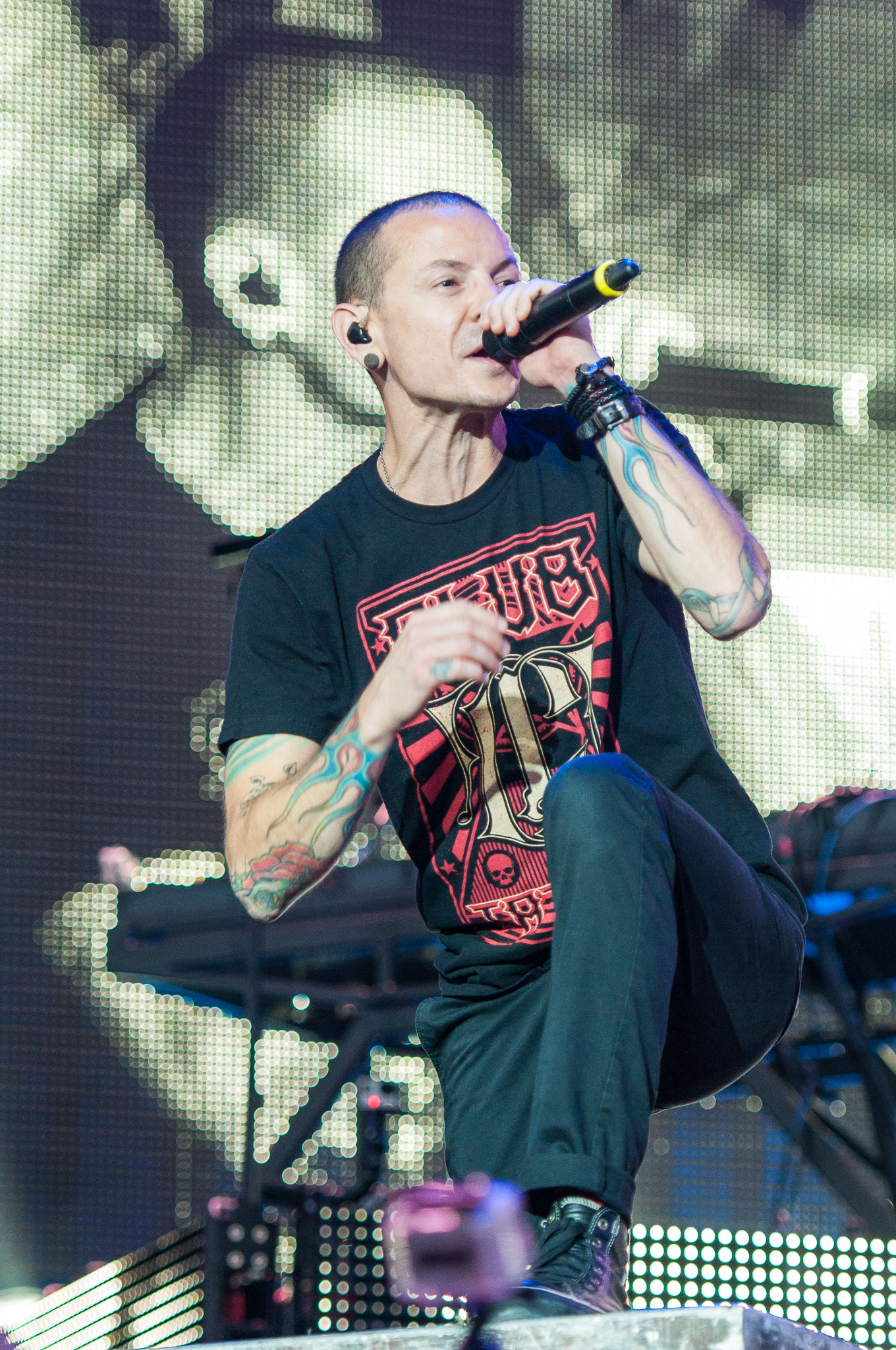
20. Juli: Chester Bennington (2014)
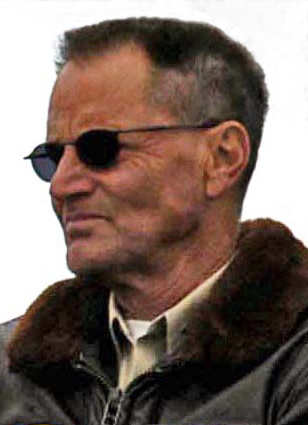
27. Juli: Sam Shepard (2004)
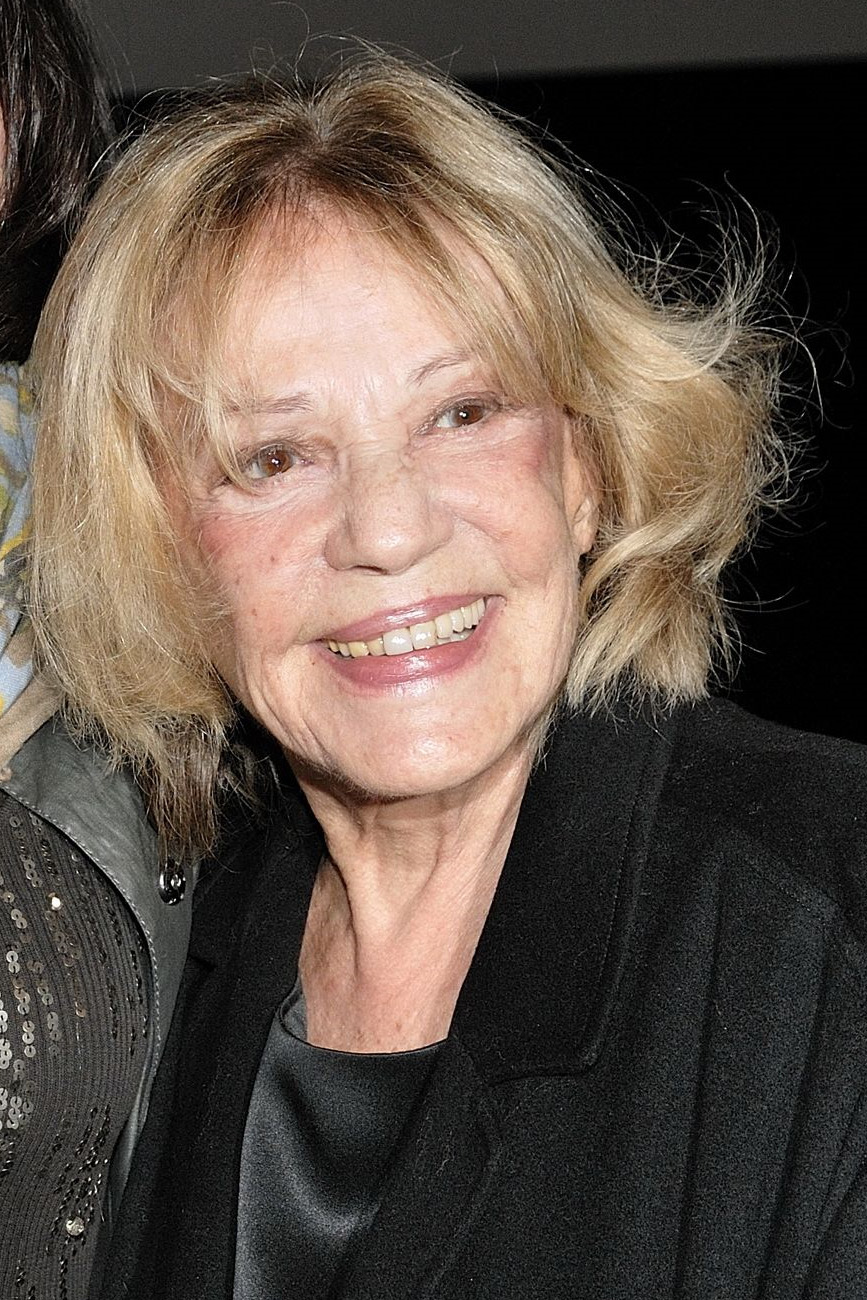
31. Juli: Jeanne Moreau (2009)
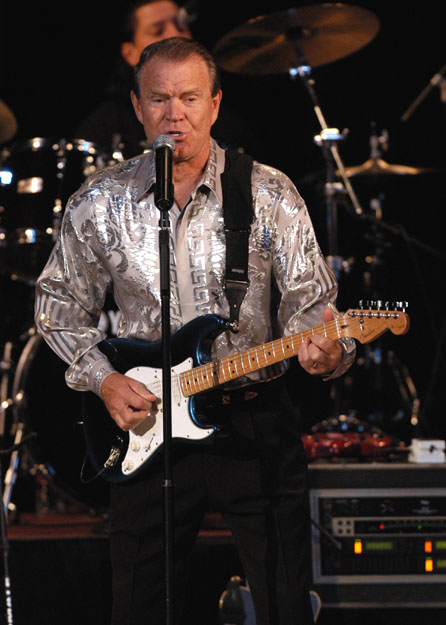
8. August: Glen Campbell (2004)
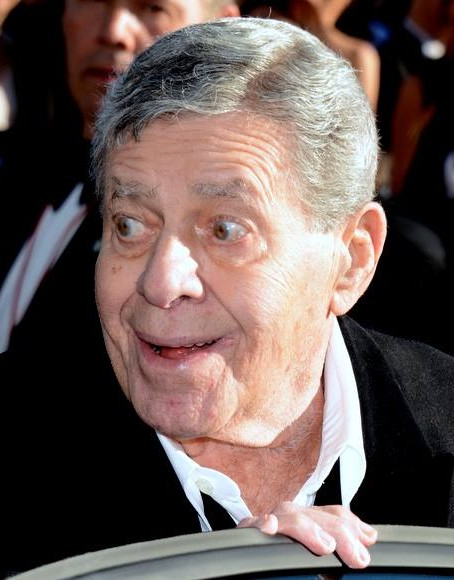
20. August: Jerry Lewis (2013)
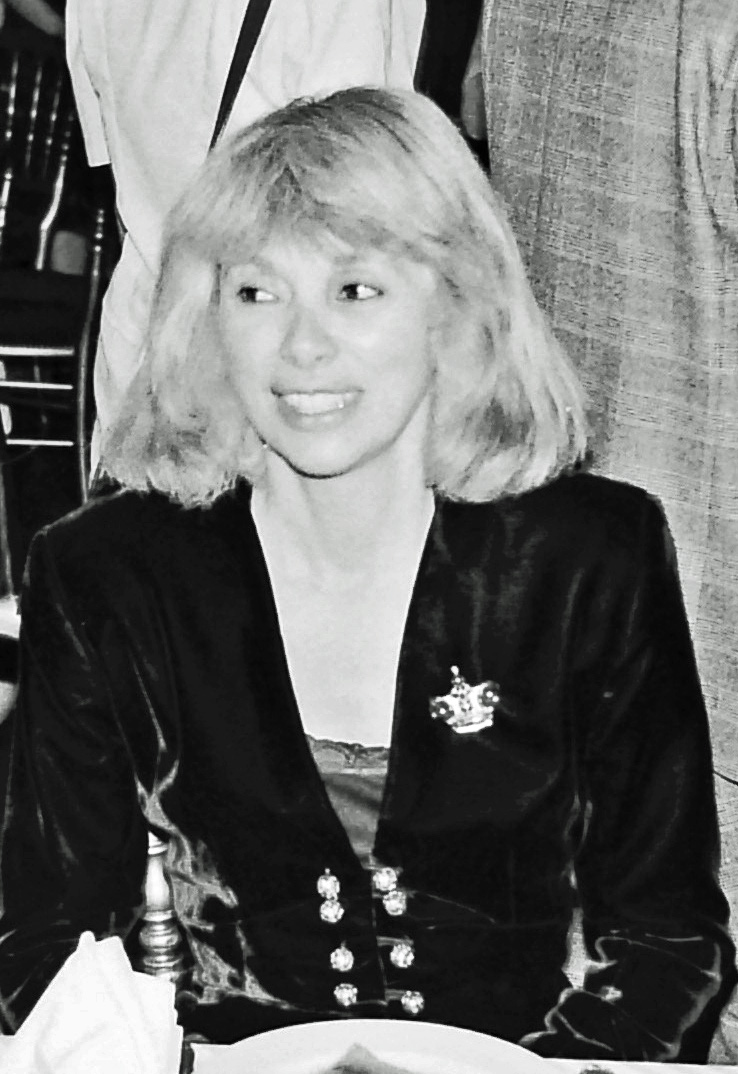
28. August: Mireille Darc (1989)
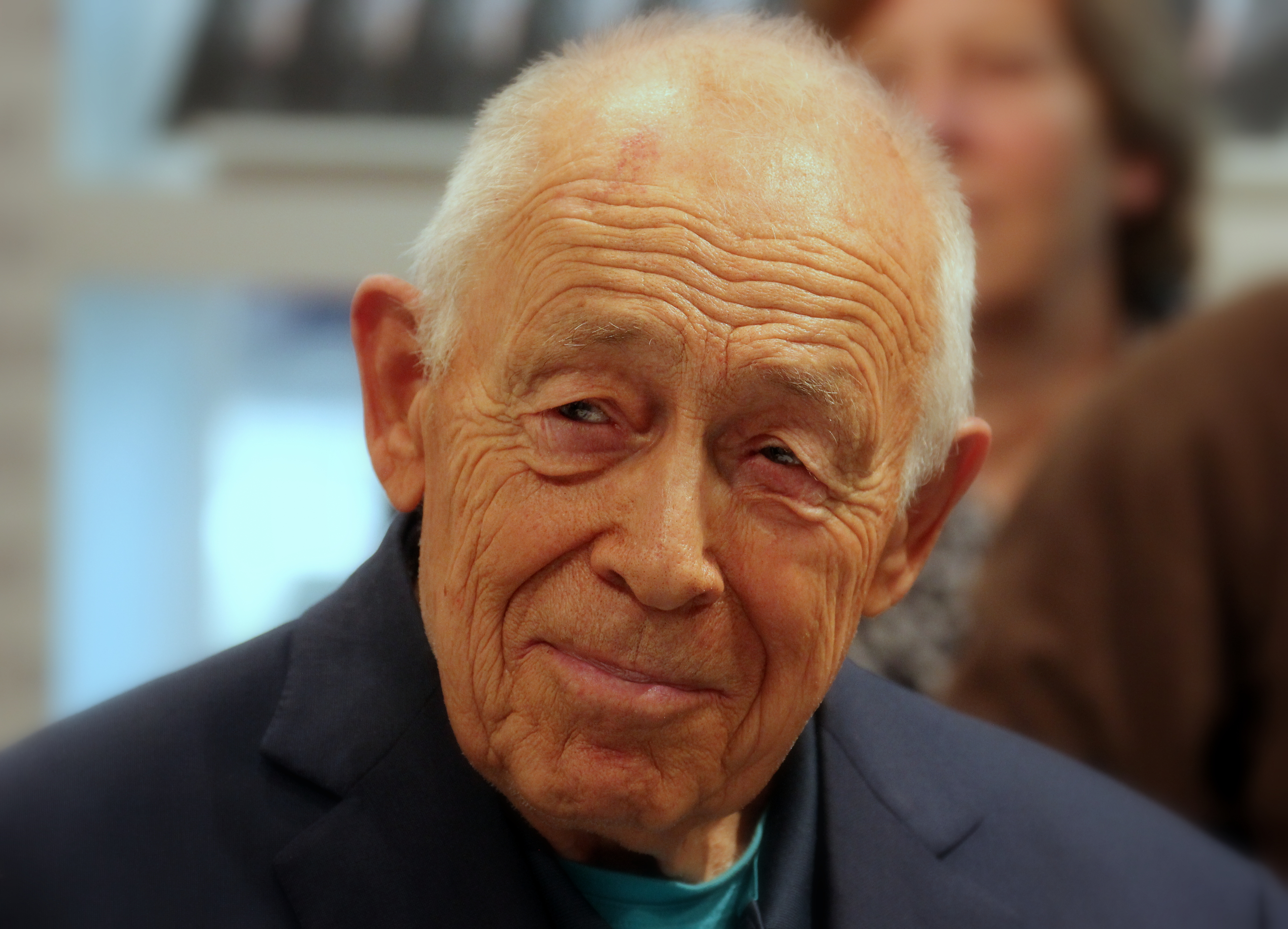
12. September: Heiner Geißler (2016)
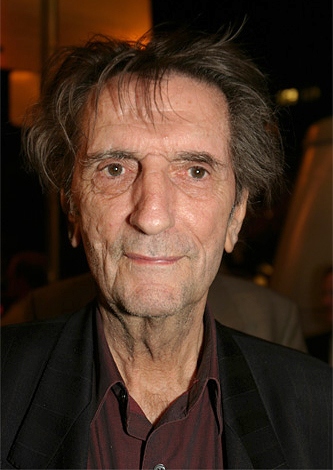
15. September: Harry Dean Stanton (2006)
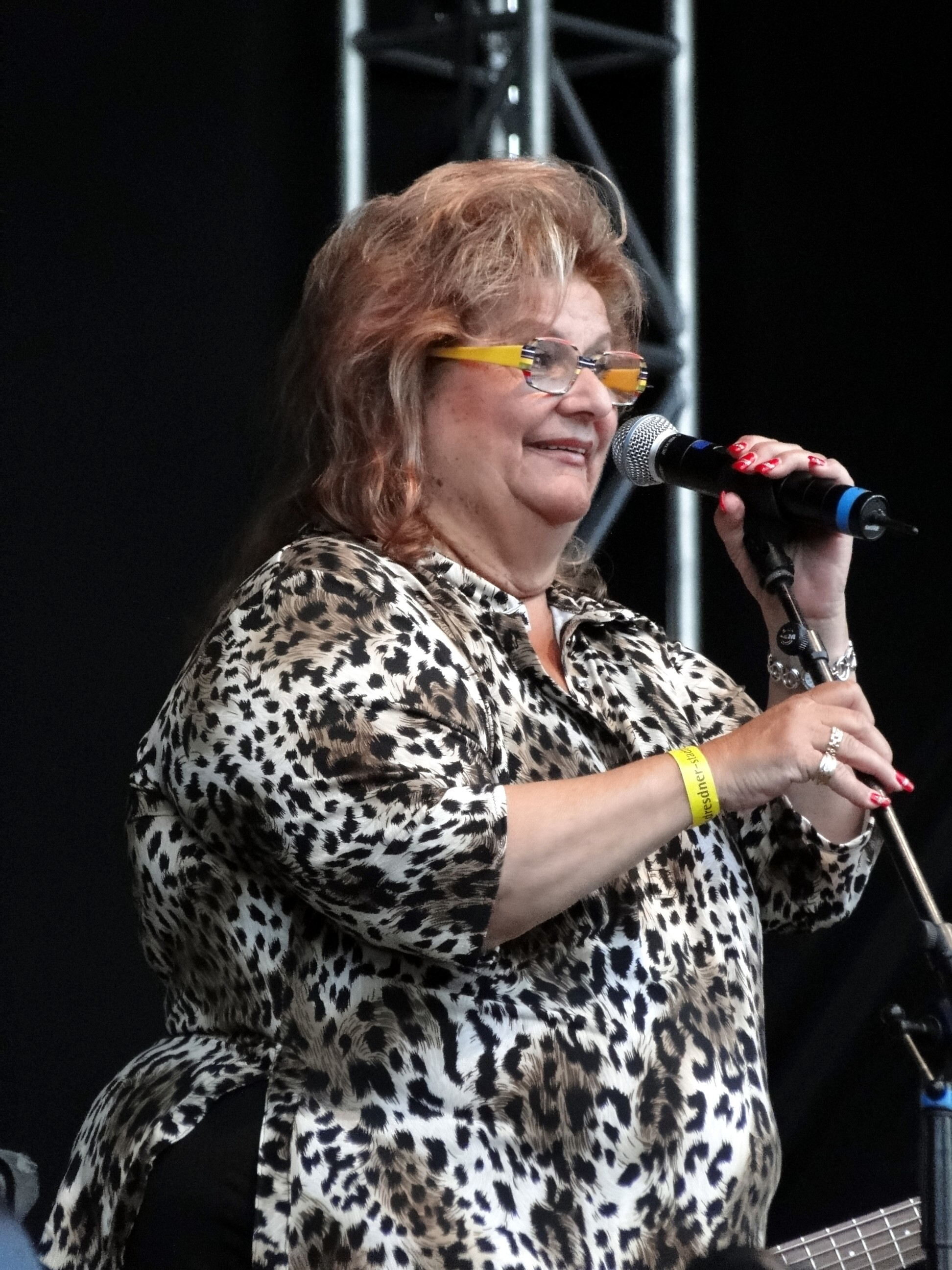
27. September: Joy Fleming (2012)
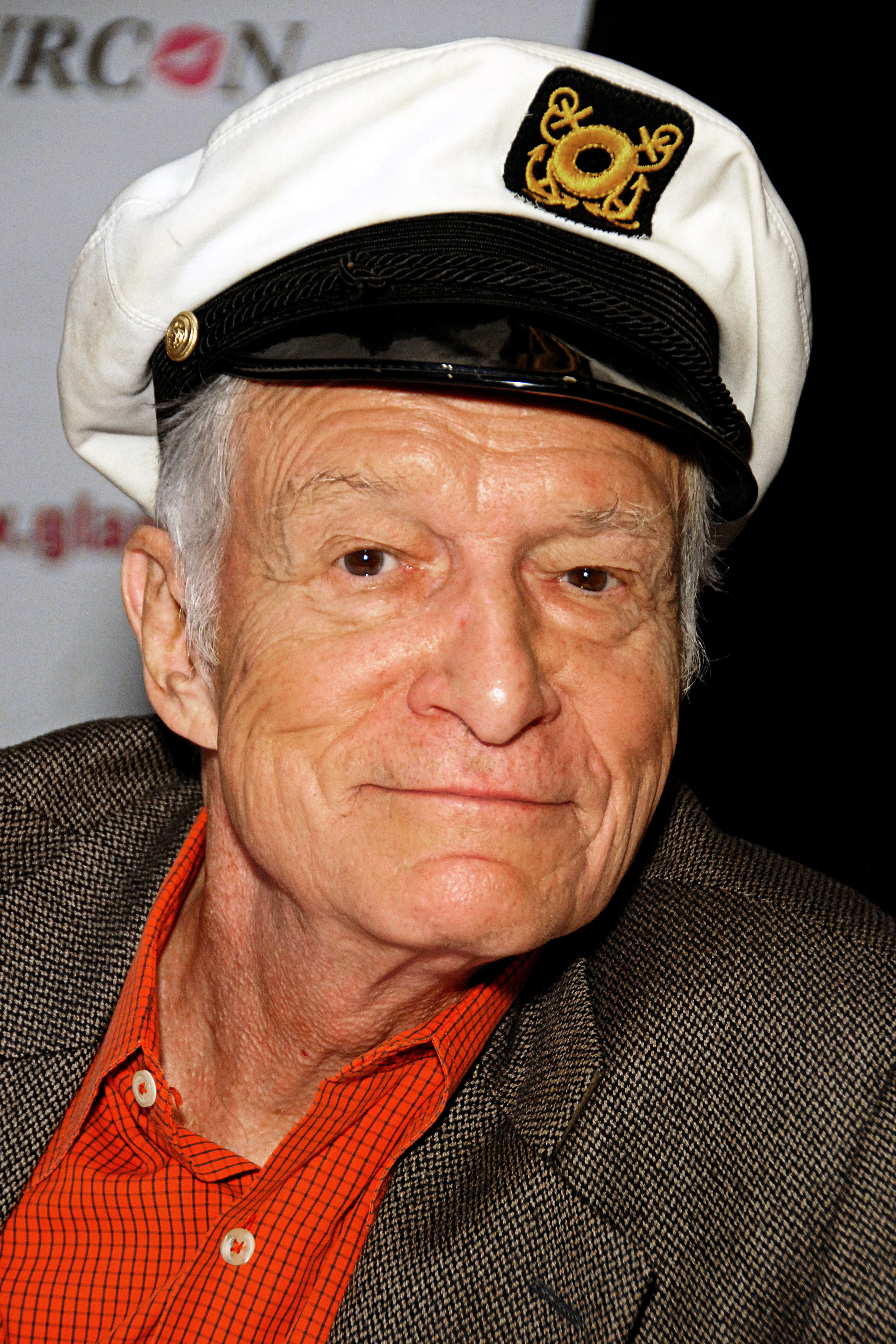
27. September: Hugh Hefner (2010)
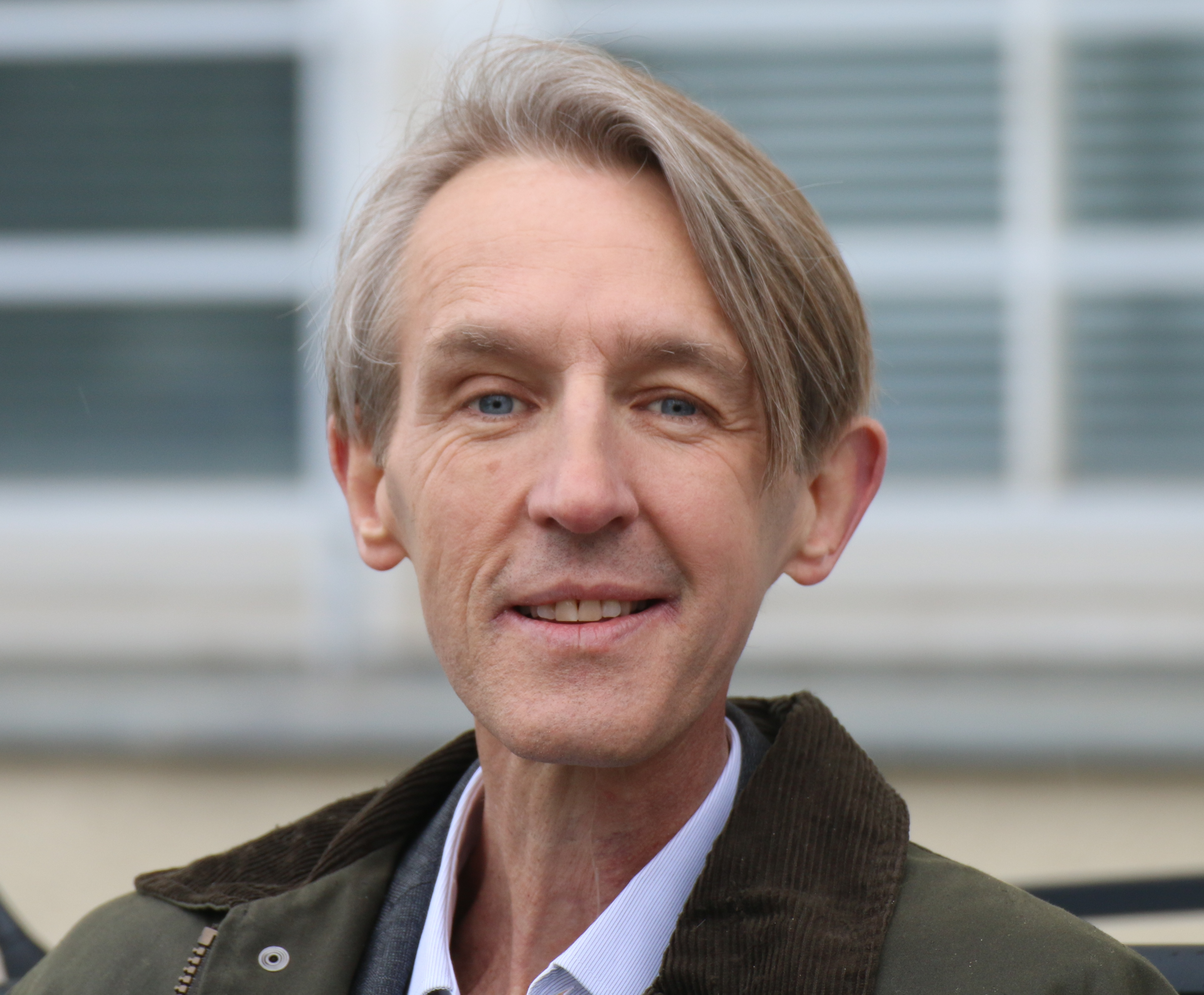
28. September: Andreas Schmidt (2016)
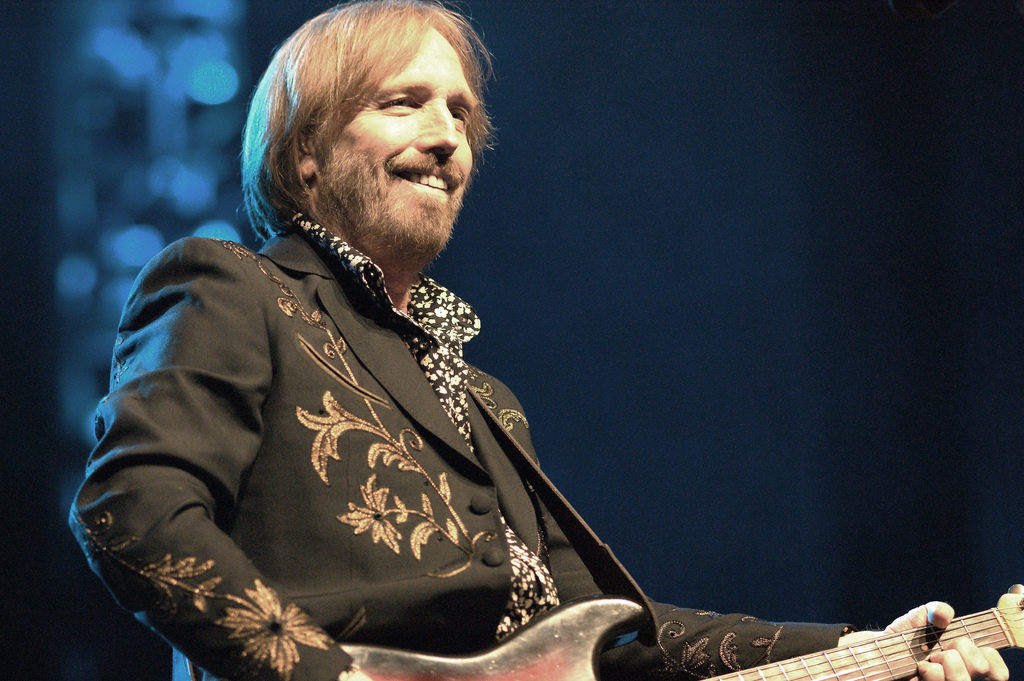
2. Oktober: Tom Petty (2010)
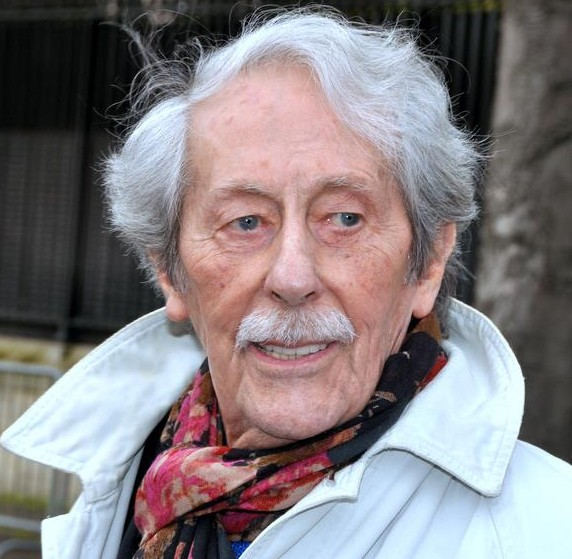
9. Oktober: Jean Rochefort (2013)
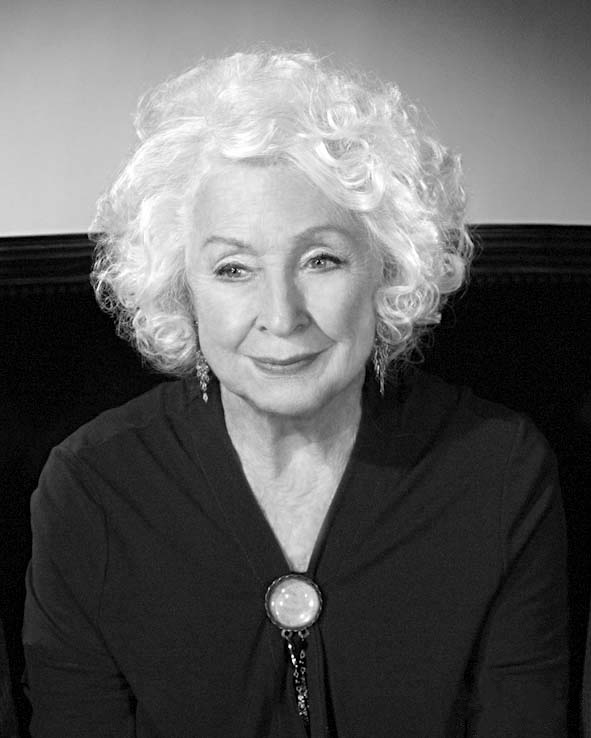
17. Oktober: Danielle Darrieux (2008)
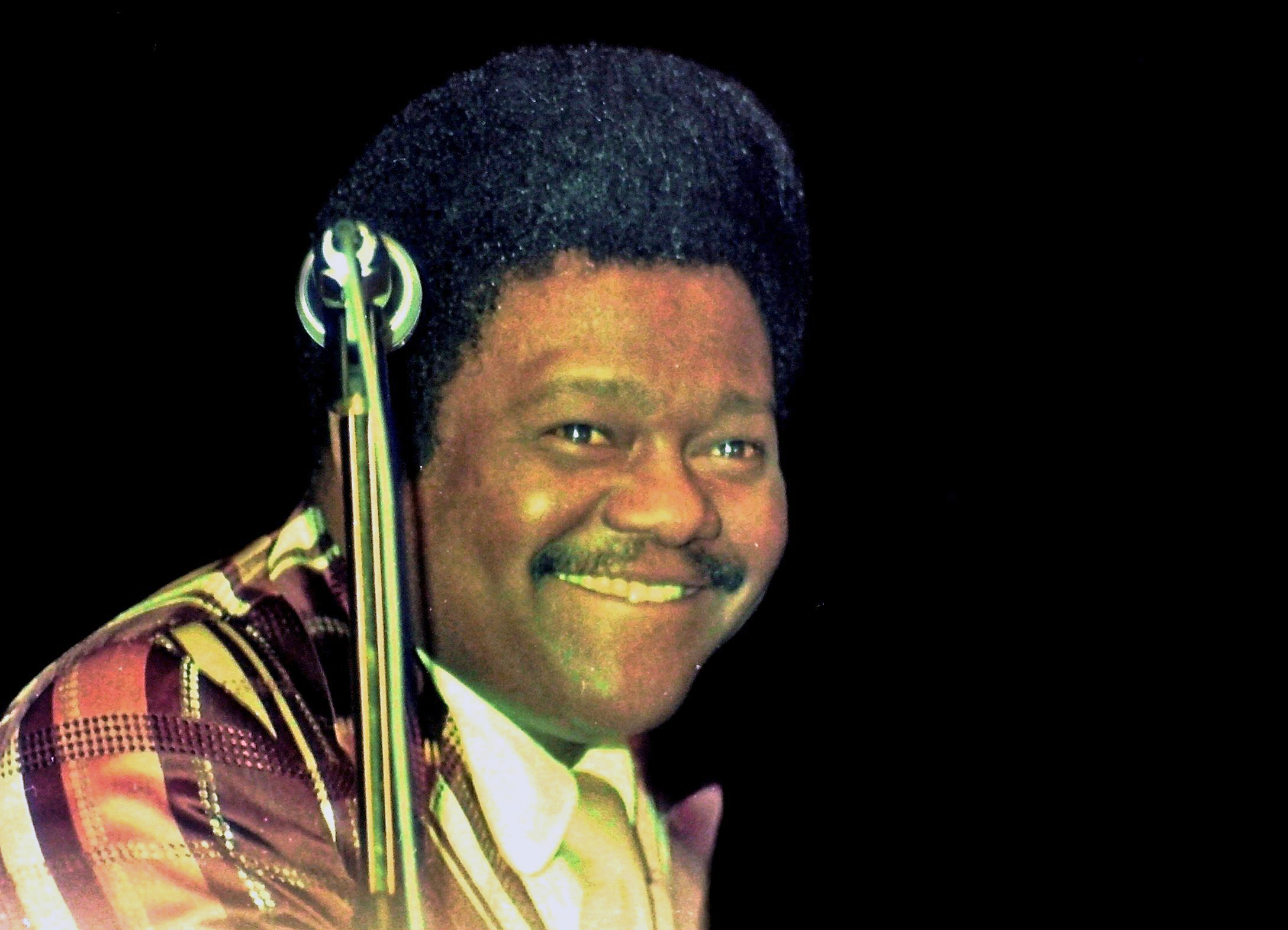
24. Oktober: Fats Domino (1977)
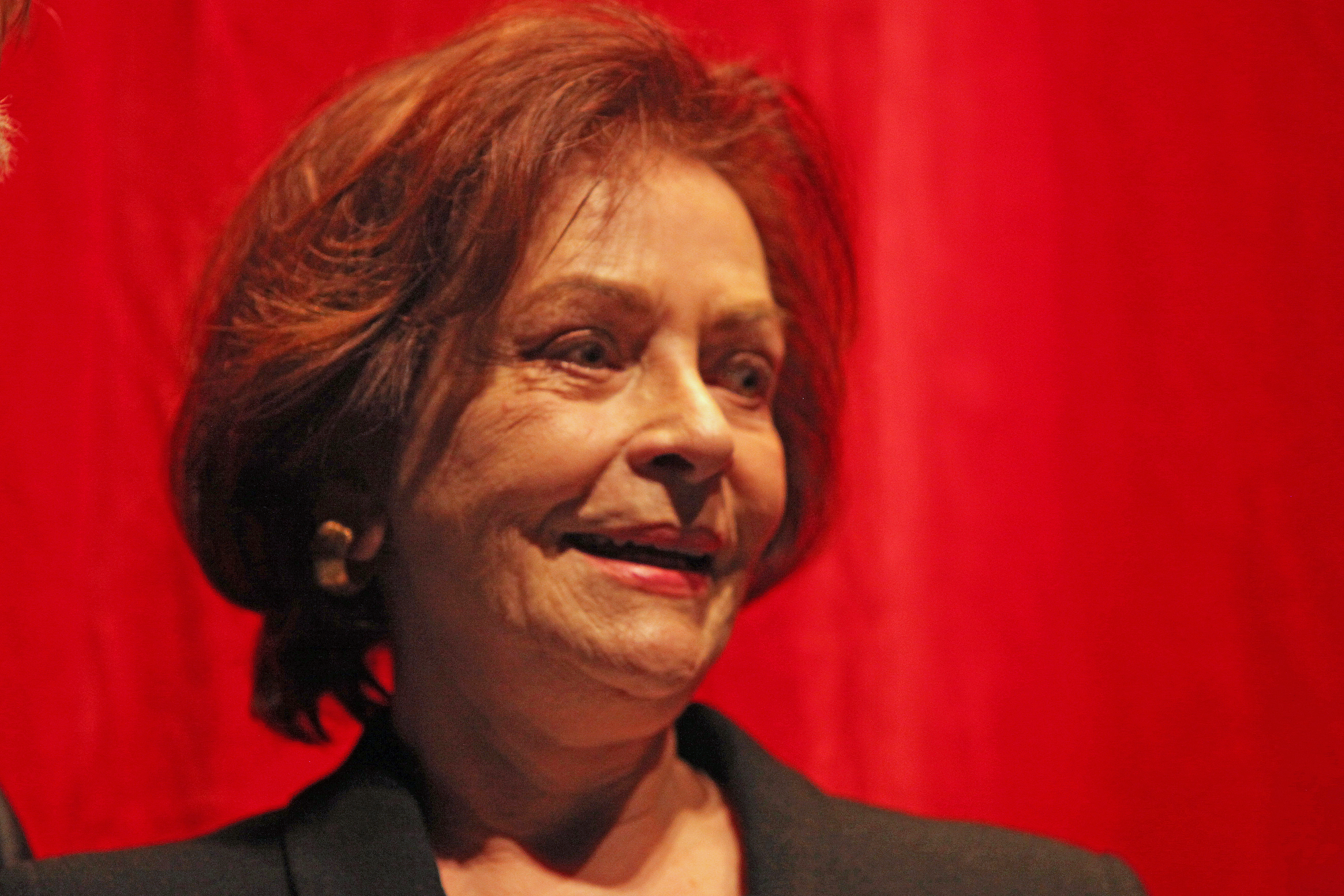
6. November: Karin Dor (2015)
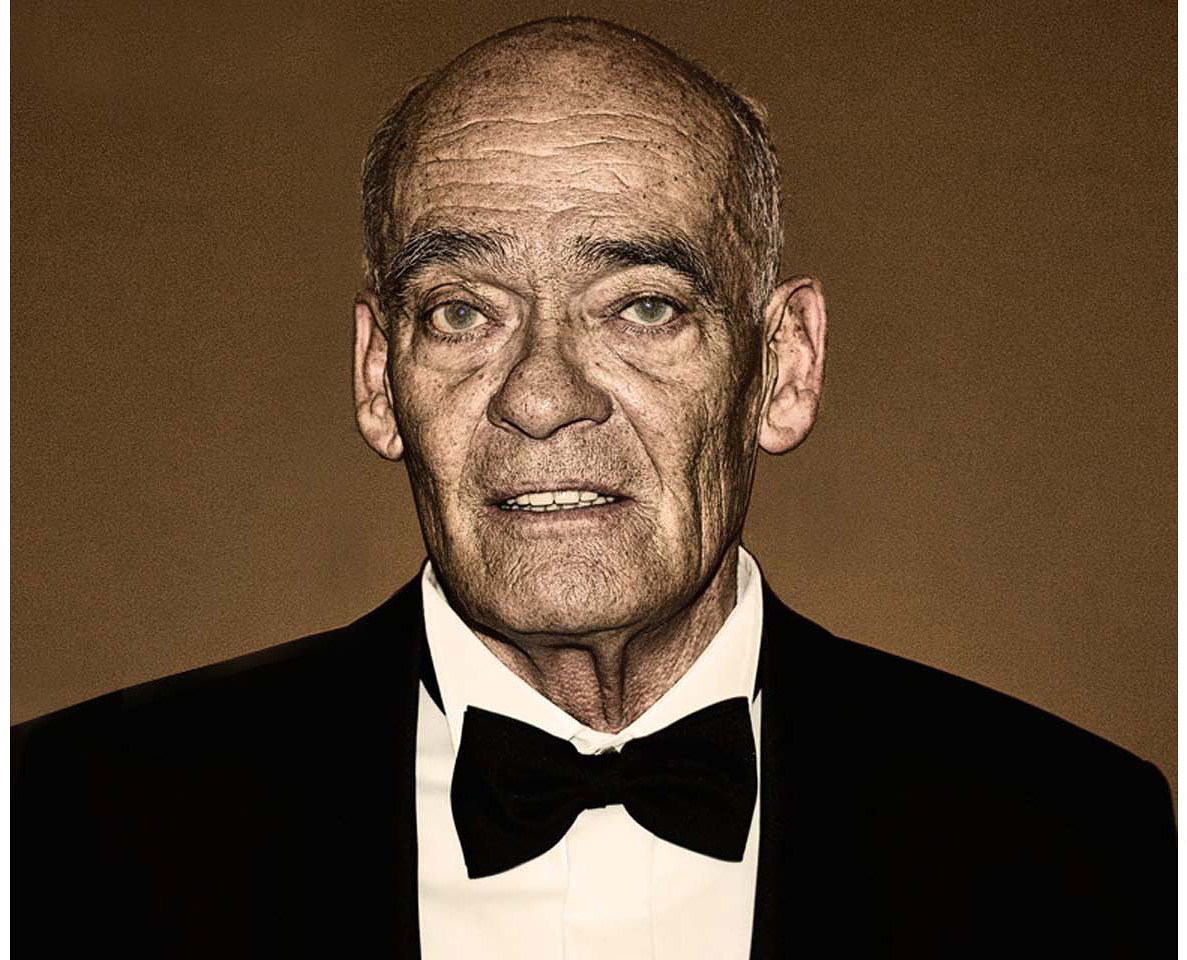
7. November: Hans-Michael Rehberg (2011)
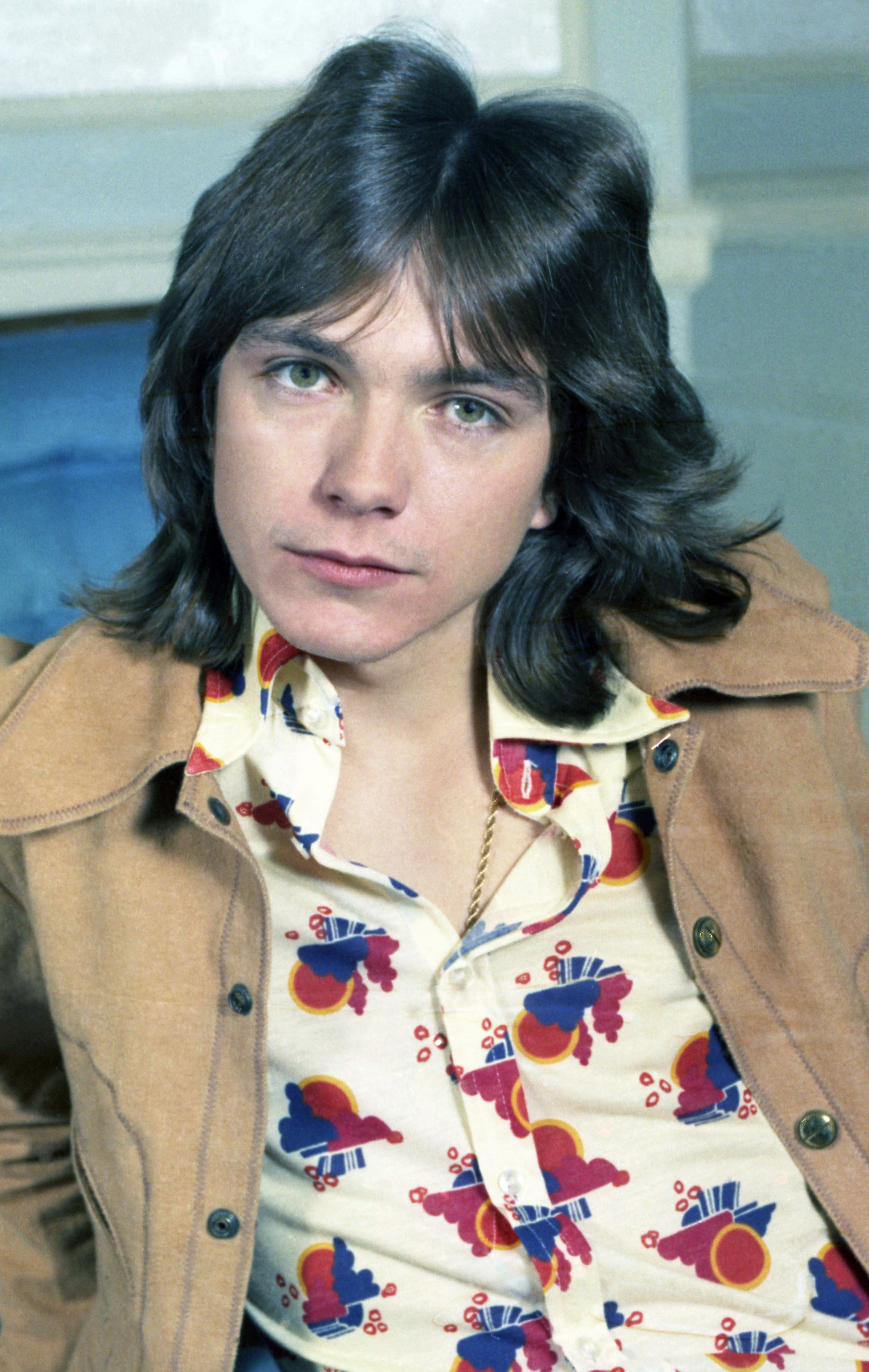
21. November: David Cassidy (1974)
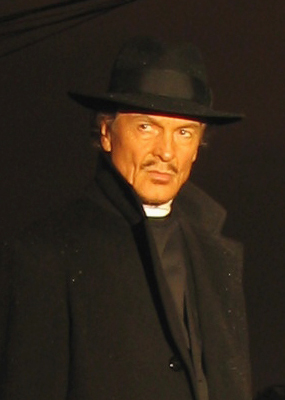
2. Dezember: Ulli Lommel (2007)
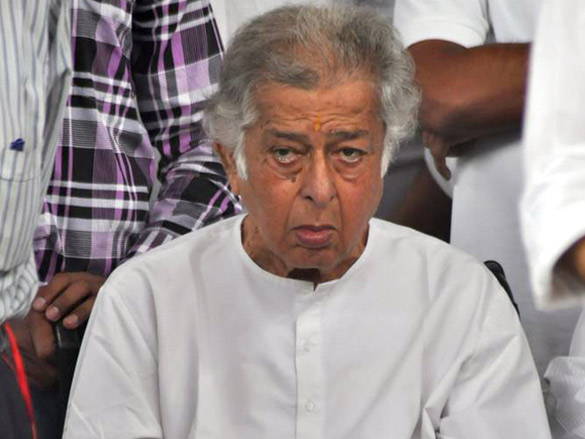
4. Dezember: Shashi Kapoor (2012)
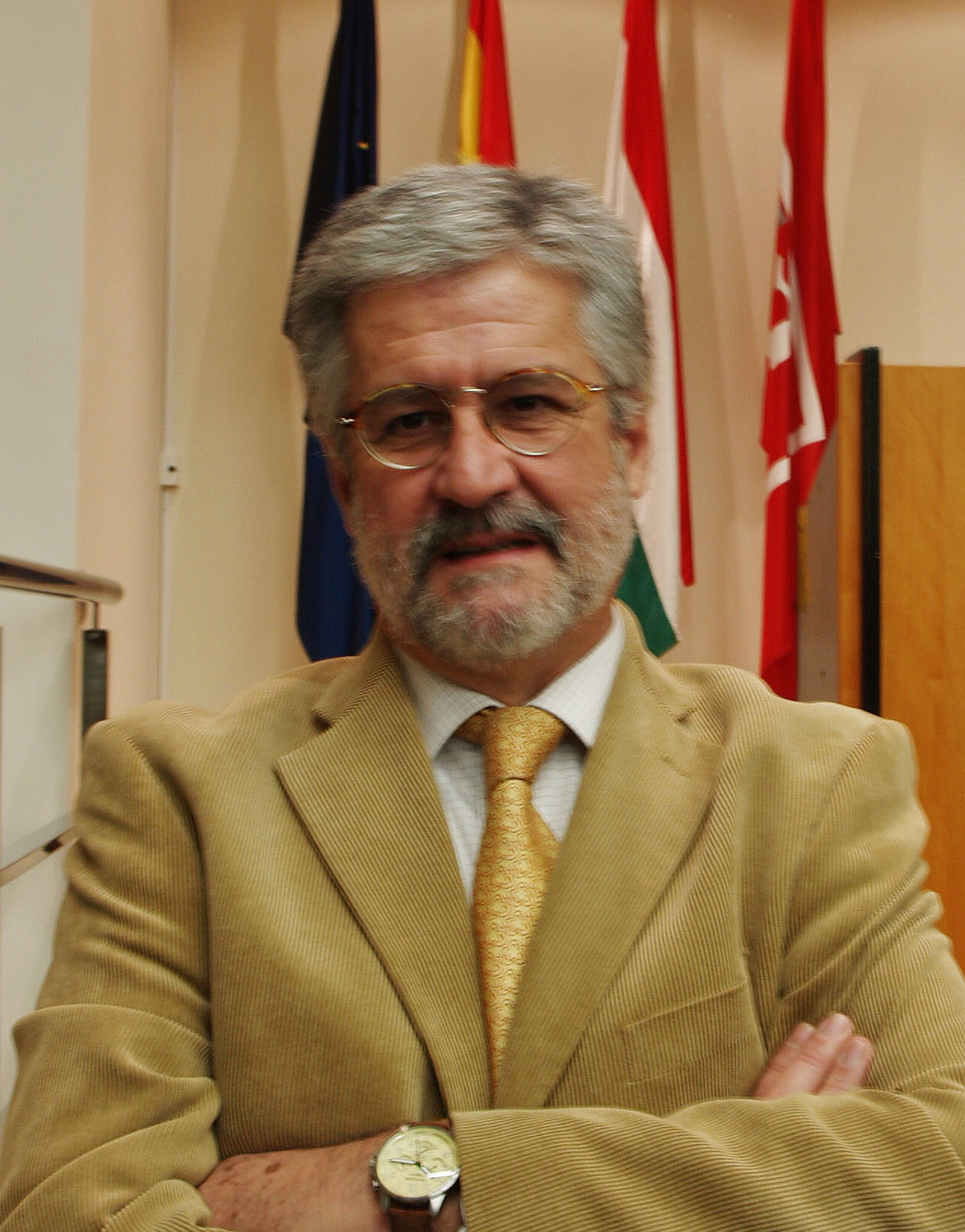
4. Dezember: Manuel Marín (2009)
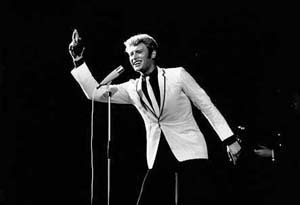
6. Dezember: Johnny Hallyday (1965)
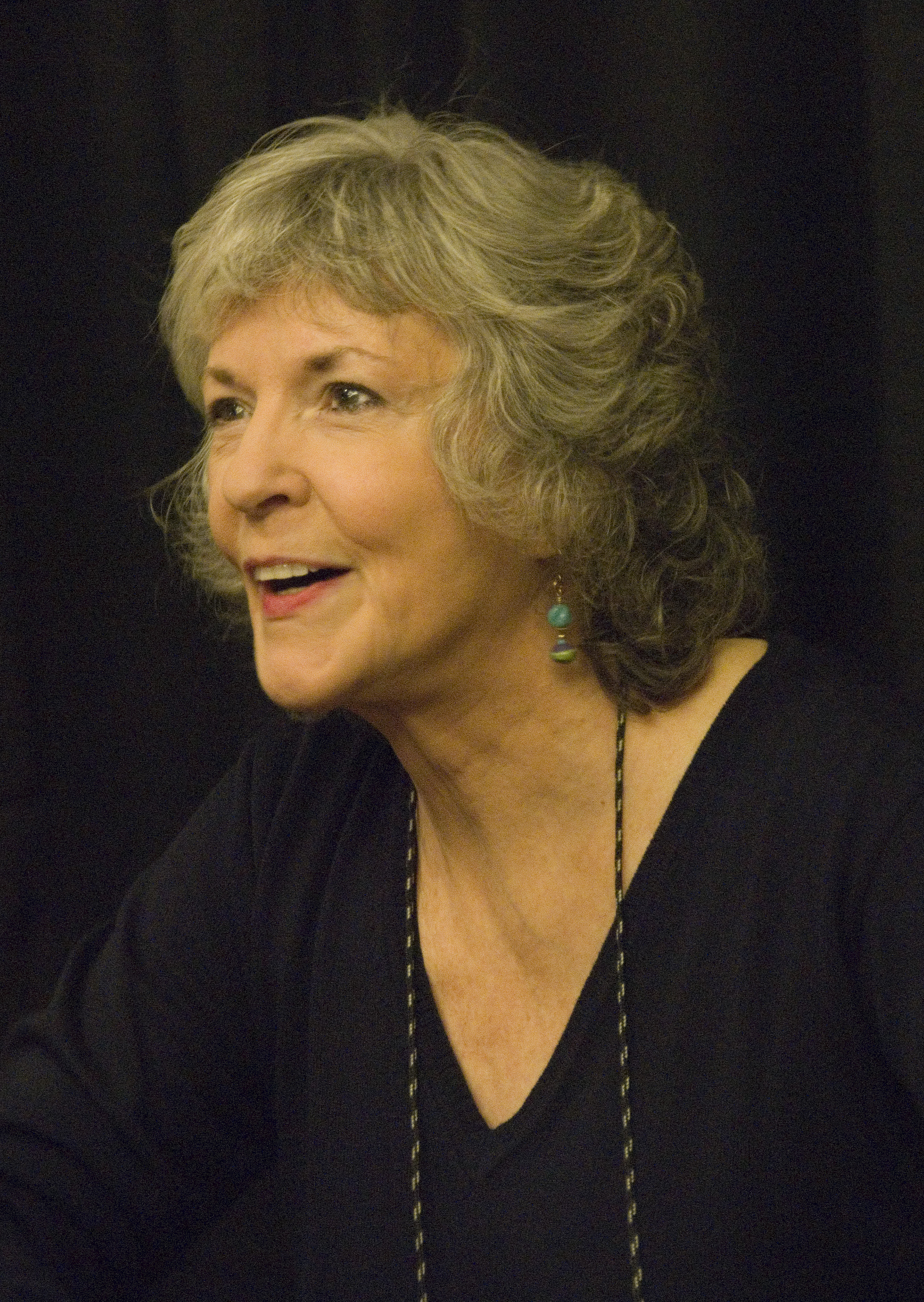
28. Dezember: Sue Grafton (2009)
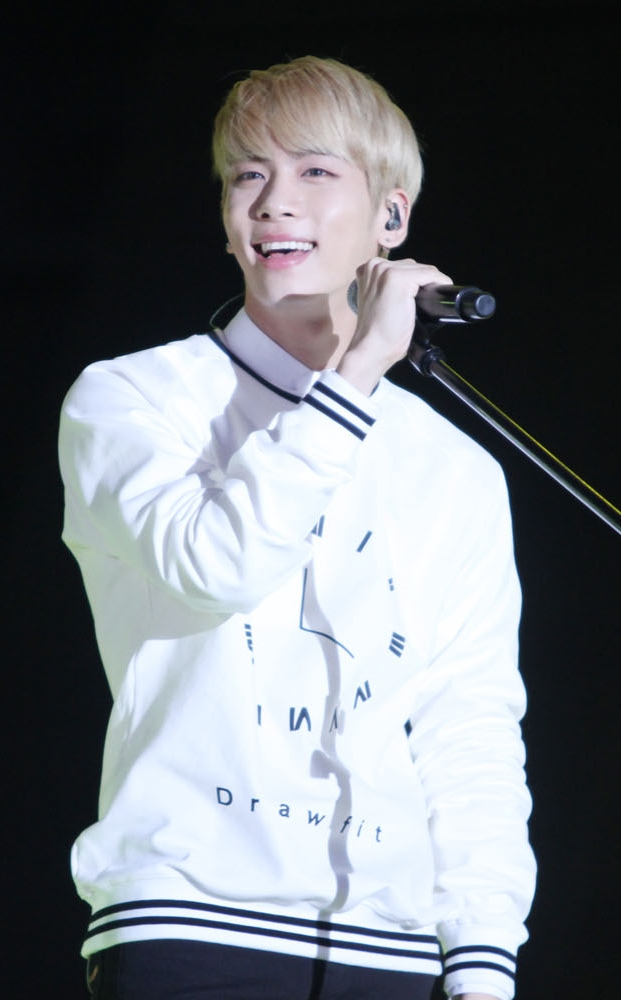
18. Dezember: Kim Jong Hyun (2017)